# Sport v Česku
Podle statistiky České unie sportu jsou nejpopulárnějšími sporty v ČR podle velikosti členské základny sportovních oddílů: fotbal, tenis, basketbal, volejbal, florbal, golf, hokejbal, atletika, lední hokej a lyžování. Pořadí sportovních odvětví podle sledovanosti obecenstvem je následující: lední hokej, biatlon, fotbal, lyžování, tenis, florbal, basketbal a volejbal. Přímo v Česku vznikly nohejbal a národní házená.

## Olympijské hry

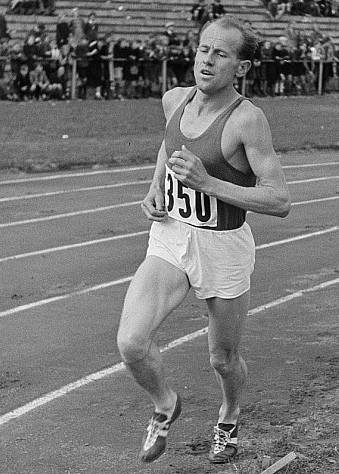
Emil Zátopek

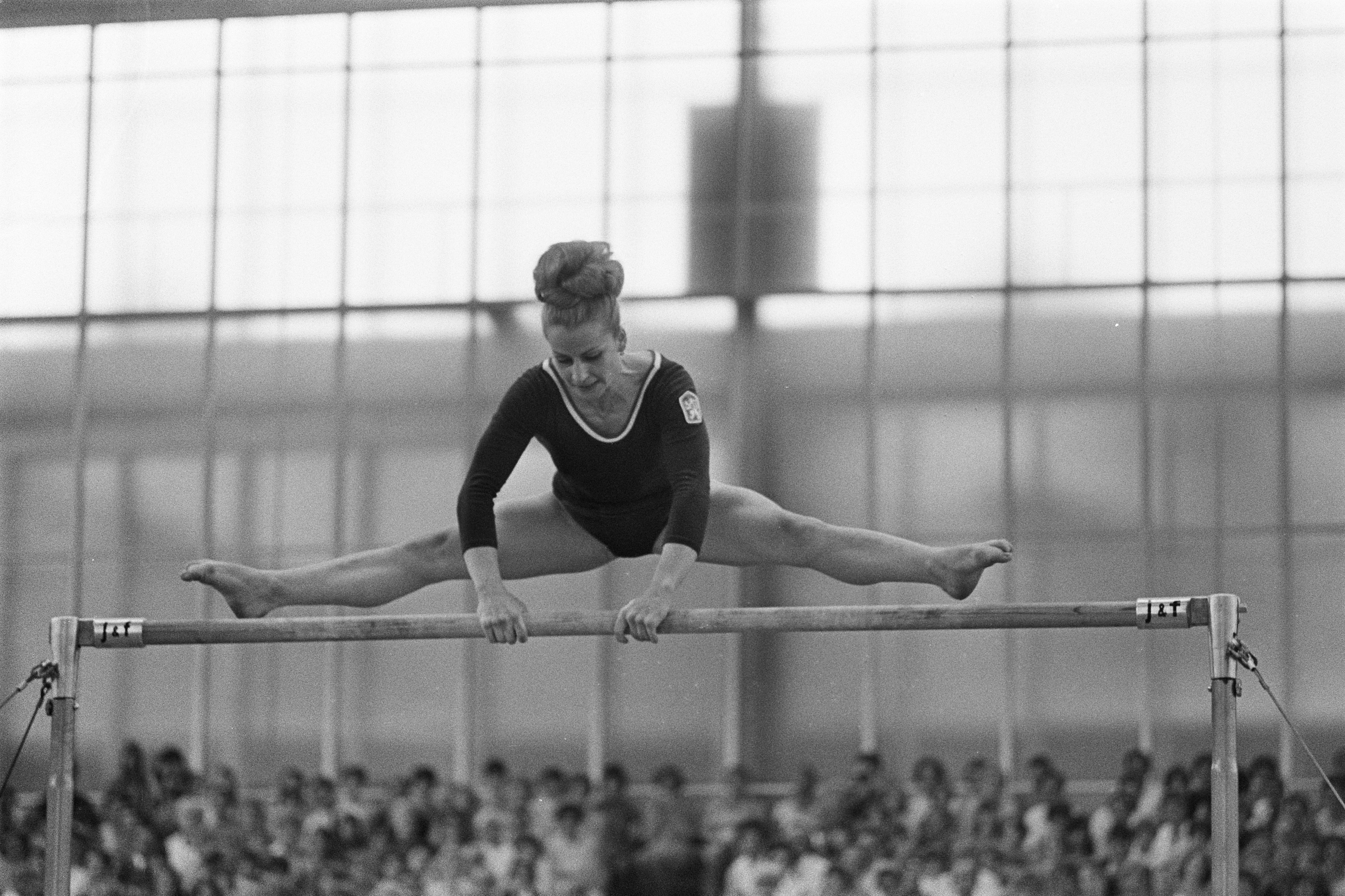
Věra Čáslavská

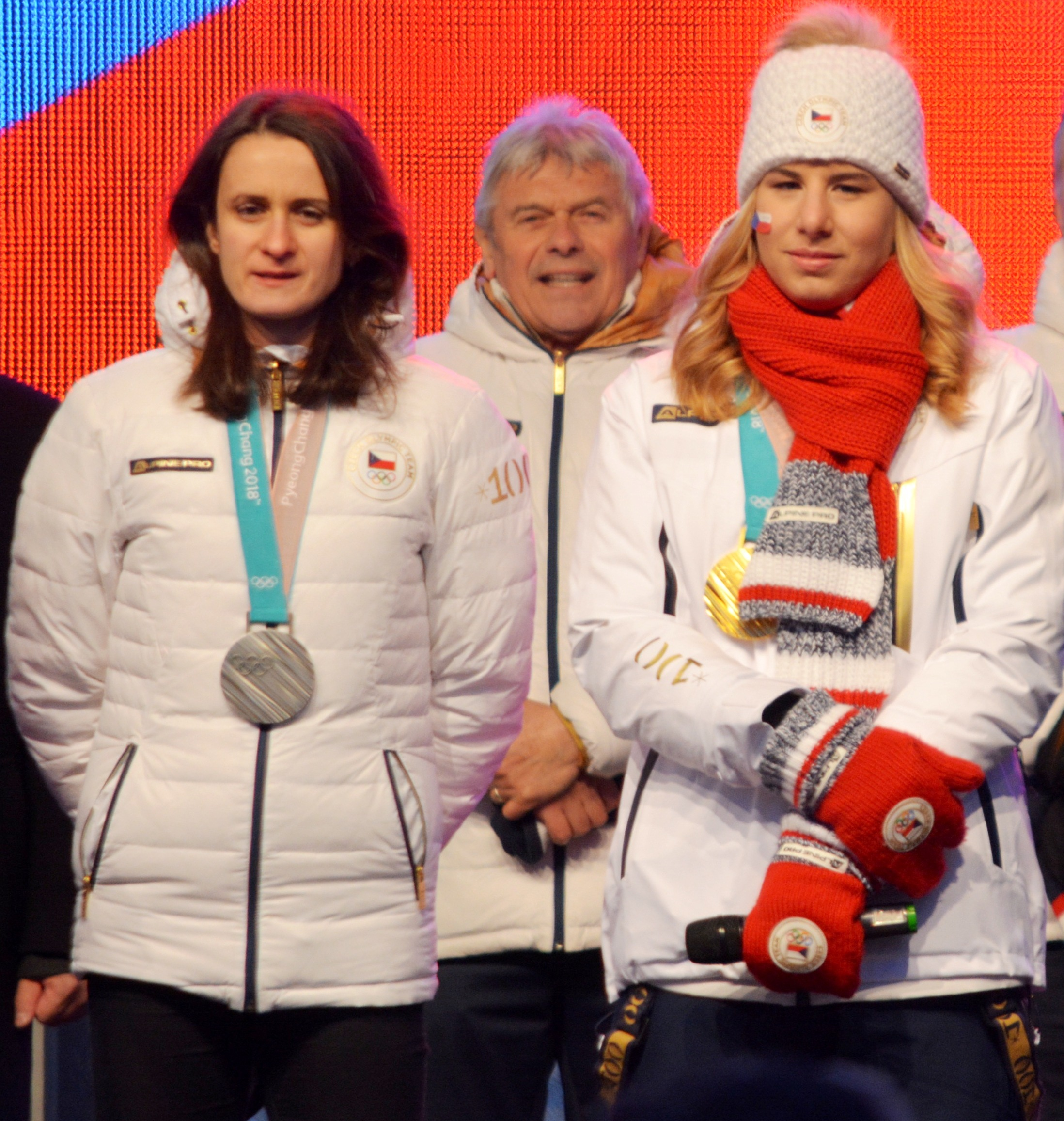
Martina Sáblíková a Ester Ledecká

Na olympijských hrách dosáhli čeští sportovci významných úspěchů. Již v roce 1900 se František Janda-Suk zúčastnil 2. olympijských her v Paříži, kde získal stříbro v hodu diskem, tedy první českou olympijskou medaili (jakkoli jen symbolickou, kovové medaile se na olympiádě rozdávaly prvně až roku 1908).
První české olympijské zlato bylo vydobyto rovněž v Paříži, na hrách konaných roku 1924. Získal ho sportovní gymnasta Bedřich Šupčík, když ovládl disciplínu šplh. První zlatou na zimních olympijských hrách vybojoval skokan na lyžích Jiří Raška, v Grenoblu roku 1968.
K nejúspěšnějším olympionikům patří gymnastka Věra Čáslavská, jež získala sedm zlatých olympijských medailí (3× 1964, 4× 1968), a drží tak český rekord. Legendární běžec Emil Zátopek vybojoval čtyři zlaté (1× 1948, 3× 1952).
Tři zlaté mají oštěpař Jan Železný (1992, 1996, 2000), rychlobruslařka Martina Sáblíková (2× 2010, 1× 2014) a všestranná zimní sportovkyně Ester Ledecká (2× 2018, 1× 2022), které se navíc unikátně podařilo zvítězit ve dvou různých disciplínách (paralelní slalom ve snowboardingu a superobří slalom v alpském lyžování). Dvě zlaté získali rychlostní kanoisté Josef Holeček (1948, 1952) a Martin Doktor (1996), vodní slalomářka Štěpánka Hilgertová (1996, 2000), oštěpařka Barbora Špotáková (2008, 2012) a judista Lukáš Krpálek (2016, 2020). Běžkyně na lyžích Kateřina Neumannová přivezla 6 olympijských medailí (1 zlato, 4 stříbra a 1 bronz), gymnasta Ladislav Vácha a kajakář Josef Dostál pět, gymnastka Eva Bosáková čtyři.

## Lehká atletika

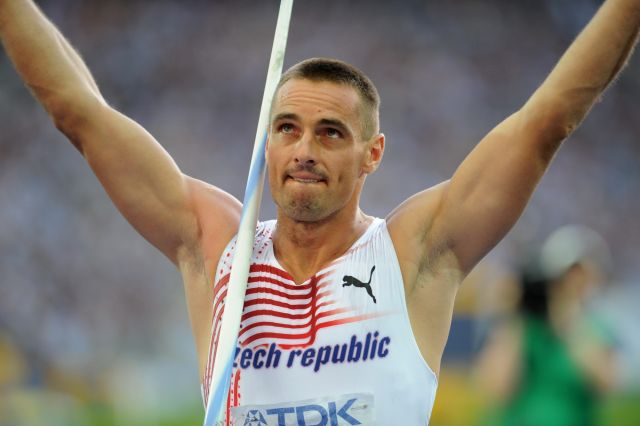
Roman Šebrle

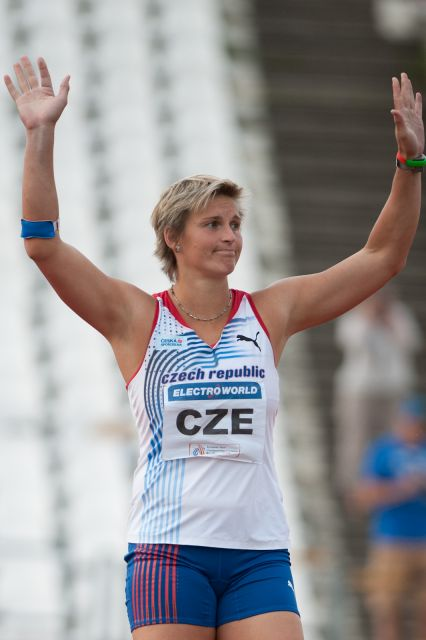
Barbora Špotáková

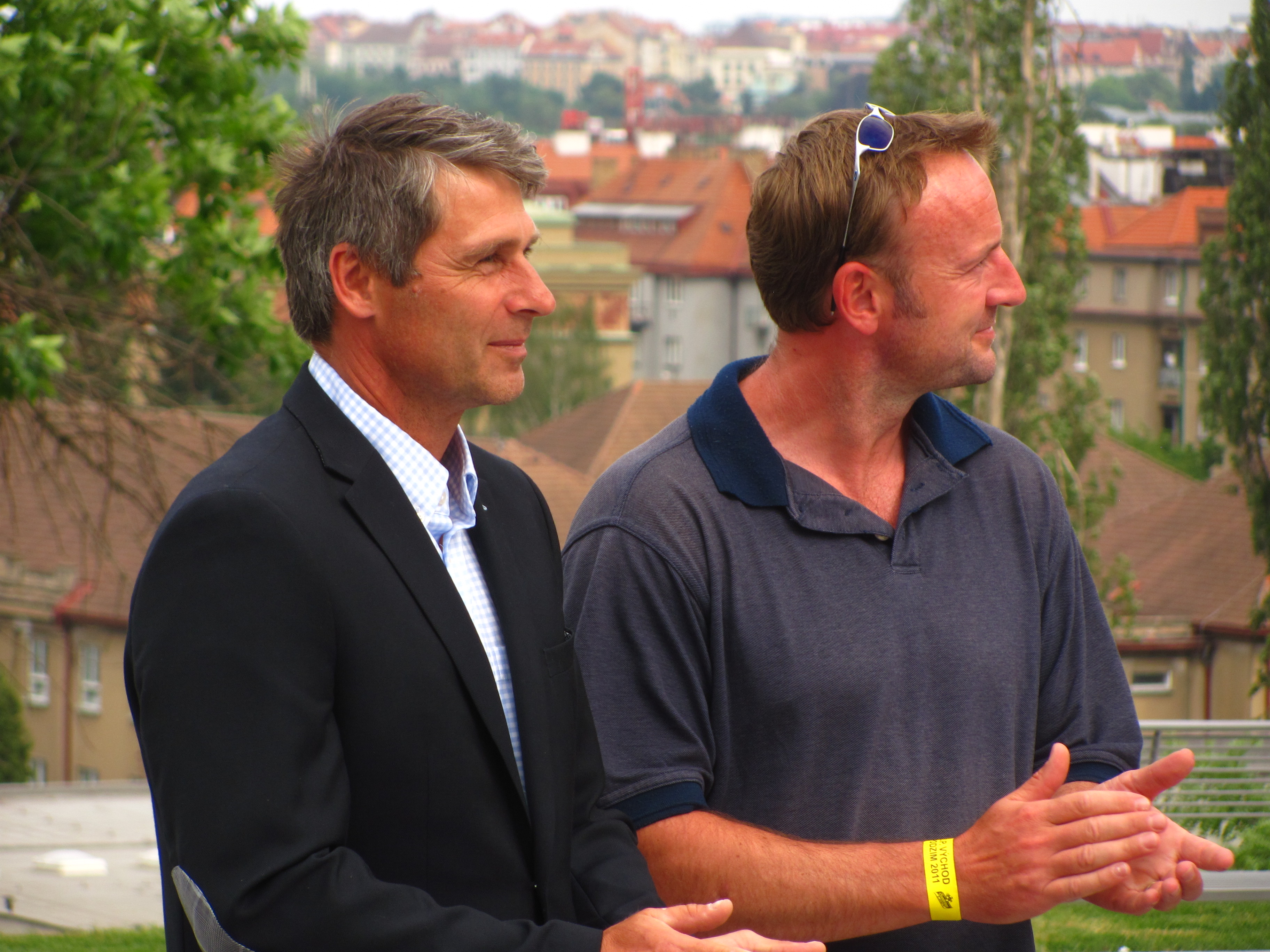
Jan Železný a Tomáš Dvořák

Olympijské zlato v atletice získali běžec Emil Zátopek, oštěpařka Dana Zátopková, diskařka Olga Fikotová, výškařka Miloslava Rezková, diskař Ludvík Daněk, desetibojař Robert Změlík, oštěpař Jan Železný, desetibojař Roman Šebrle a oštěpařka Barbora Špotáková.
Mistry světa v atletice jsou běžkyně Jarmila Kratochvílová, koulařka Helena Fibingerová, oštěpař Jan Železný, trojskokanka Šárka Kašpárková, desetibojař Tomáš Dvořák, běžkyně Ludmila Formanová, desetibojař Roman Šebrle, oštěpařka Barbora Špotáková, překážkářka Zuzana Hejnová a oštěpař Vítězslav Veselý.
Titul mistra Evropy v atletice získali běžec Emil Zátopek, steepler Jindřich Roudný, koulař Jiří Skobla, chodec Josef Doležal, oštěpařka Dana Zátopková, běžkyně Jaroslava Jehličková, výškařka Miloslava Rezková, diskař Ludvík Daněk, desetibojař Roman Šebrle, oštěpař Vítězslav Veselý, sprinter Pavel Maslák, tyčkařka Jiřina Ptáčníková, oštěpařka Barbora Špotáková a oštěpař Jakub Vadlejch. Ze štafety mají evropské zlato Ladislav Kříž, Jiří Kynos a Luděk Bohman.
Unikátní "zlatý hattrick" (zlato z OH, MS i ME) mají jen Roman Šebrle a Barbora Špotáková.

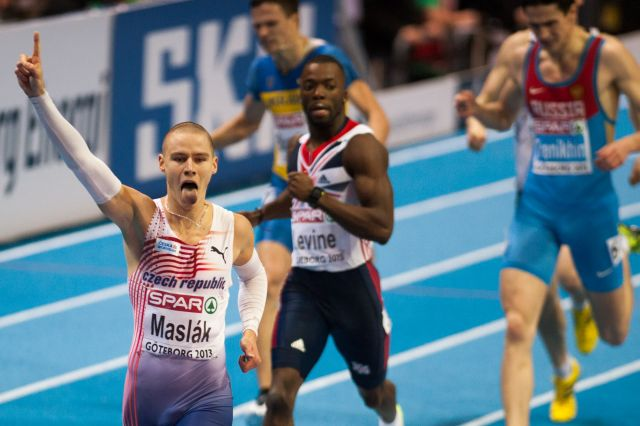
Pavel Maslák

Halovými mistry světa se stali koulař Remigius Machura, dálkař Jan Leitner, vícebojaři Robert Změlík a Roman Šebrle, běžci Ludmila Formanová a Pavel Maslák (3x) a tyčkařka Pavla Hamáčková. Zlato z halového mistrovství Evropy mají krom dosud jmenovaných atletů ještě výškařka Milada Karbanová, běžci Jozef Plachý, Karel Kolář, Taťána Kocembová, Lubomír Tesáček, Milena Matějkovičová, Denisa Rosolová a Jakub Holuša, překážkáři Aleš Höffer a Petr Svoboda, koulaři Jaroslav Brabec a Tomáš Staněk, výškař Vladimír Malý a dálkařky Jarmila Nygrýnová a Eva Murková. Zlato vybojovala i štafeta na 4x400m ve složení Jiří Mužík, Jan Poděbradský, Štěpán Tesařík a Karel Bláha.

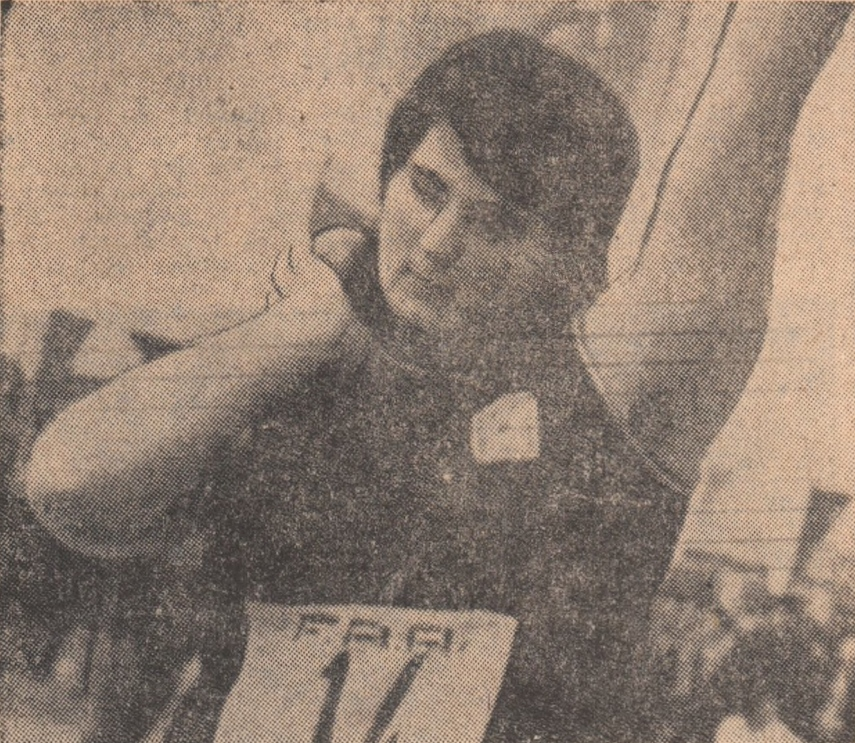
Helena Fibingerová

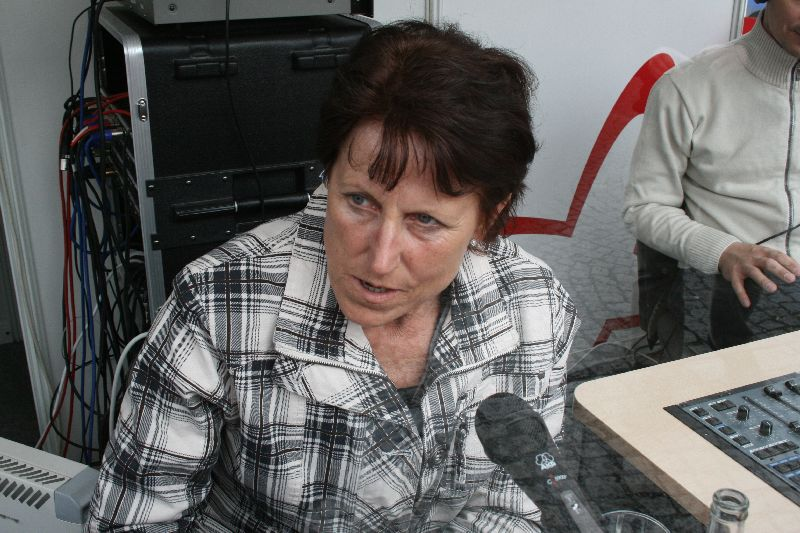
Jarmila Kratochvílová

Běžkyně Jarmila Kratochvílová od roku 1983 drží světový rekord v běhu na 800 metrů. Jde o nejdéle platný světový rekord v historii ženské atletiky pod širým nebem. Kratochvílová se přitom specializovala na kratší tratě a 800 metrů tehdy běžela, aby se rozběhala po zranění. K červnu 2024 drží světový rekord také oštěpaři Jan Železný (od 1996) a Barbora Špotáková (od 2008). Helena Fibingerová drží koulařský rekord v hale, a to již od roku 1977. Jde o nejstarší rekord halové atletiky vůbec. Světové rekordy v minulosti vytvořili i František Janda Suk v disku, František Douda v kouli, chodci Václav Balšán a Josef Doležal, čtyřikrát ho překonal Emil Zátopek, na patnáctistovce ho vytvořil Stanislav Jungwirth, v disku Ludvík Daněk a ve zlaté éře českého desetiboje byli světovými rekordmany i Tomáš Dvořák a Roman Šebrle. Mezi ženami první české světové rekordy vytvořily ženy takřka stejného jména: Marie Mejzlíková a Marie Mejzlíková-Černá, obě v bězích na krátkých tratích, ta první navíc ještě v dálce. Obě ženy, jež nebyly příbuzné, navíc společně nějaký čas držely světový rekord ve štafetě na 4x100 m. Světovými rekordmankami byly i oštěpařky Božena Šrámková, Marie Janderová a Dana Zátopková, diskařky Marie Vidláková a Zdena Šilhavá, překážkářka Ludmila Sychrová, chodkyně Antonie Odvárková, běžkyně Jaroslava Jehličková (1500 m) a tyčkařka Daniela Bártová.

## Fotbal

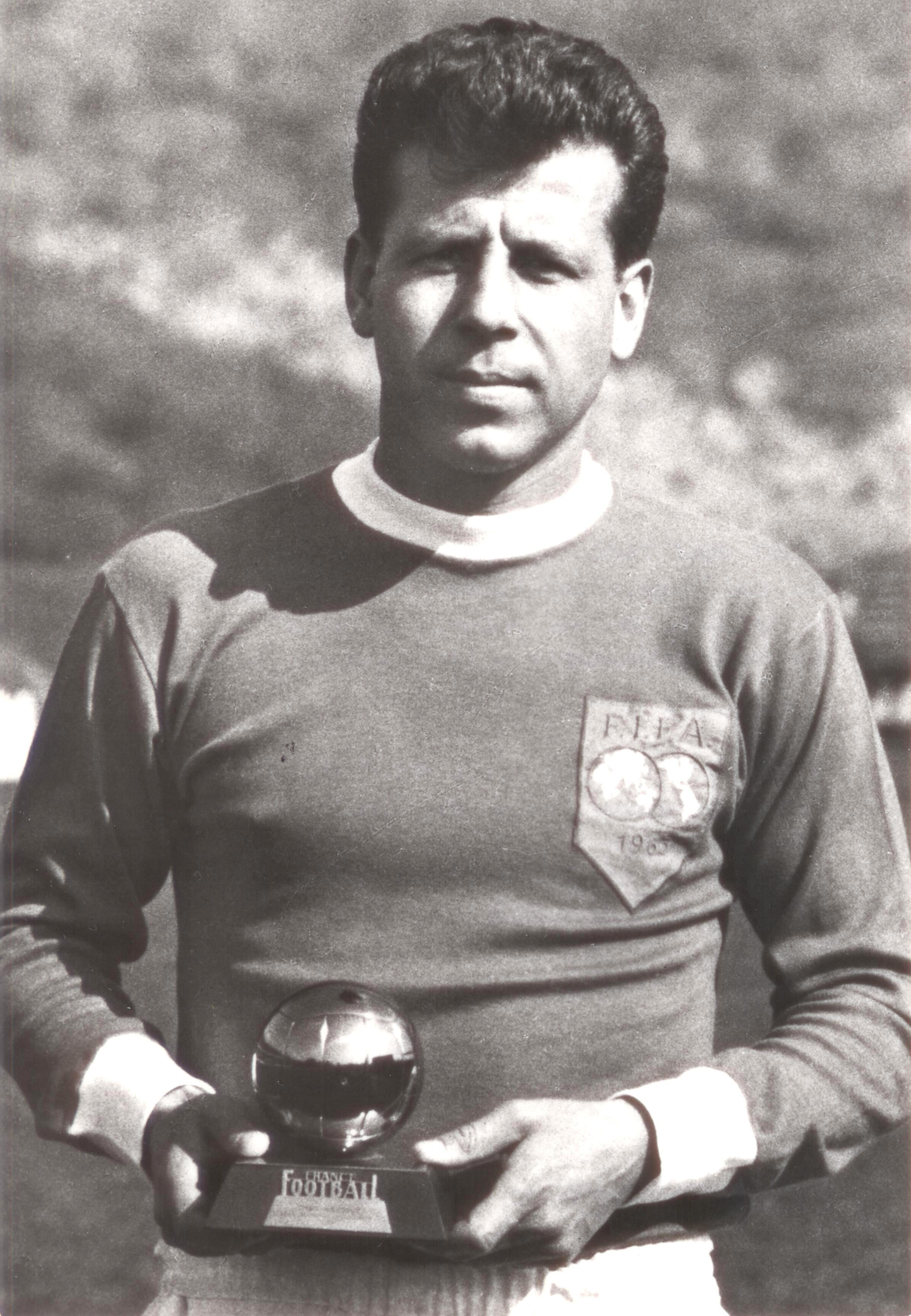
Josef Masopust se Zlatým míčem

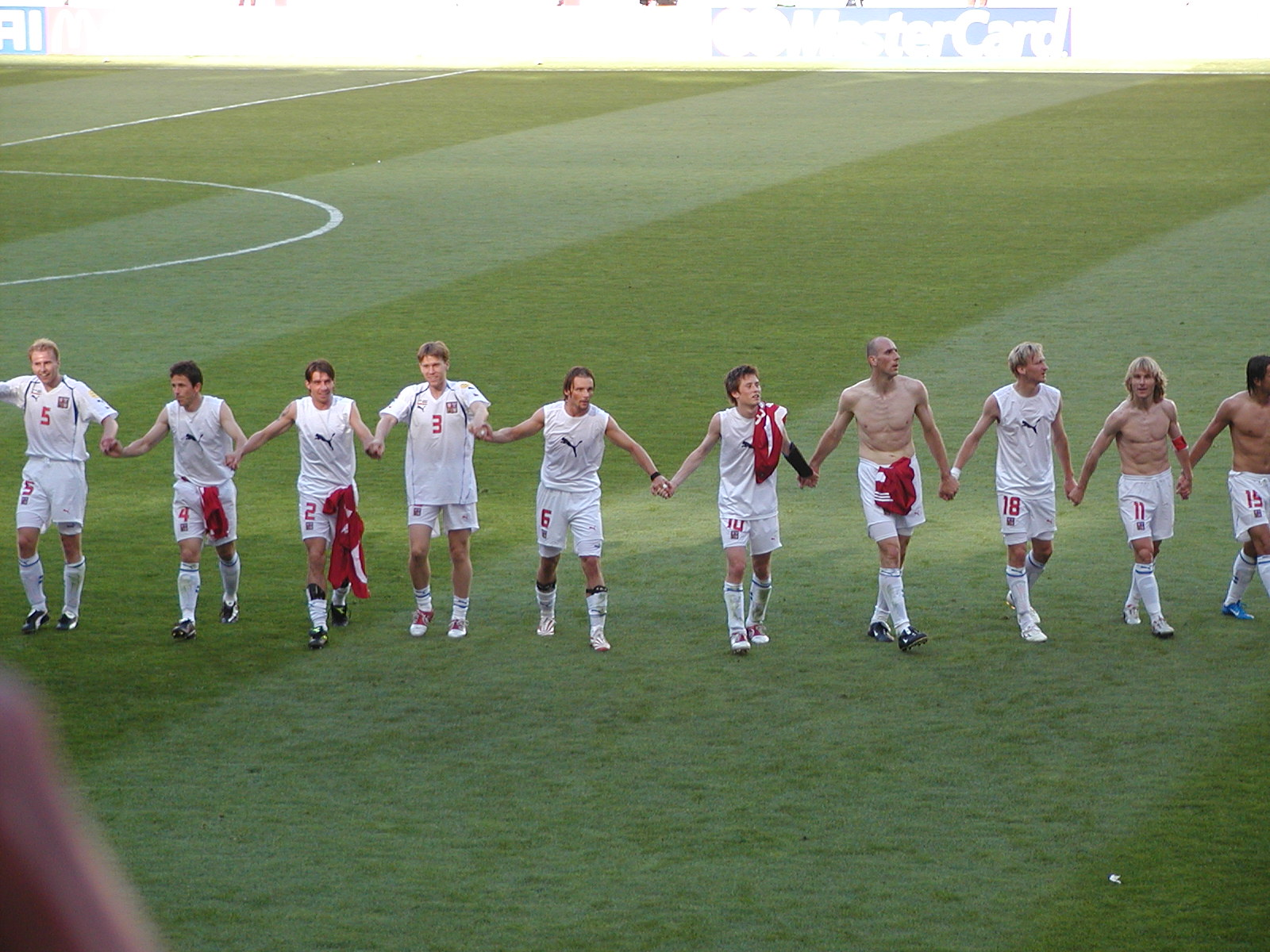
Češi na Euro 2004

V roce 1934 se fotbalová reprezentace Československa probojovala do finále mistrovství světa, ve kterém podlehla Itálii. Další stříbro na MS vybojovali českoslovenští fotbalisté roku 1962, kdy nestačili ve finále na Brazílii. V roce 1976 vyhrálo Československo Mistrovství Evropy v Jugoslávii, přičemž ovšem z 22 hráčů na soupisce bylo jen sedm Čechů. Z mistrovství Evropy Československo získalo i dva bronzy (1960, 1980). Roku 1980 získal olympijský výběr ČSSR zlaté medaile na letních olympijských hrách v Moskvě. Samostatné Česko na tyto úspěchy navázalo stříbrnou medailí z mistrovství Evropy 1996 a bronzem z Eura 2004. Od roku 1996 se Česko probojovalo na všechny evropské šampionáty, ale jen na jedno mistrovství světa. Česká fotbalová reprezentace do 21 let přivezla zlato z mistrovství Evropy 2002, stříbro roku 2000 a bronz v roce 2011.

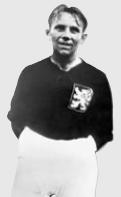
Oldřich Nejedlý

V dějinách českého fotbalu se objevilo mnoho individuálních osobností. Oldřich Nejedlý byl nejlepším střelcem mistrovství světa ve fotbale 1934. Milan Baroš byl nejlepším střelcem mistrovství Evropy 2004, Patrik Schick Eura 2020. Josef Masopust (1962) a Pavel Nedvěd (2003) vyhráli anketu Zlatý míč, která každoročně hledá nejlepšího fotbalistu Evropy. Brankář Ivo Viktor skončil v této anketě roku 1976 třetí. Legendárním střelcem, jehož velkou část kariéry však pohltila druhá světová válka, byl Josef Bican. Jedním z nejlepších brankářů své doby na světě byl František Plánička. Nejvíce startů za reprezentaci Československa si připsal Zdeněk Nehoda, za reprezentaci Česka Petr Čech a Karel Poborský, nejlepším československým reprezentačním střelcem byl Antonín Puč, v dresu Česka Jan Koller. K dalším úspěšným českým fotbalistům patřili Svatopluk Pluskal, Ladislav Novák, Antonín Panenka, Ladislav Vízek, Tomáš Skuhravý nebo Tomáš Rosický.

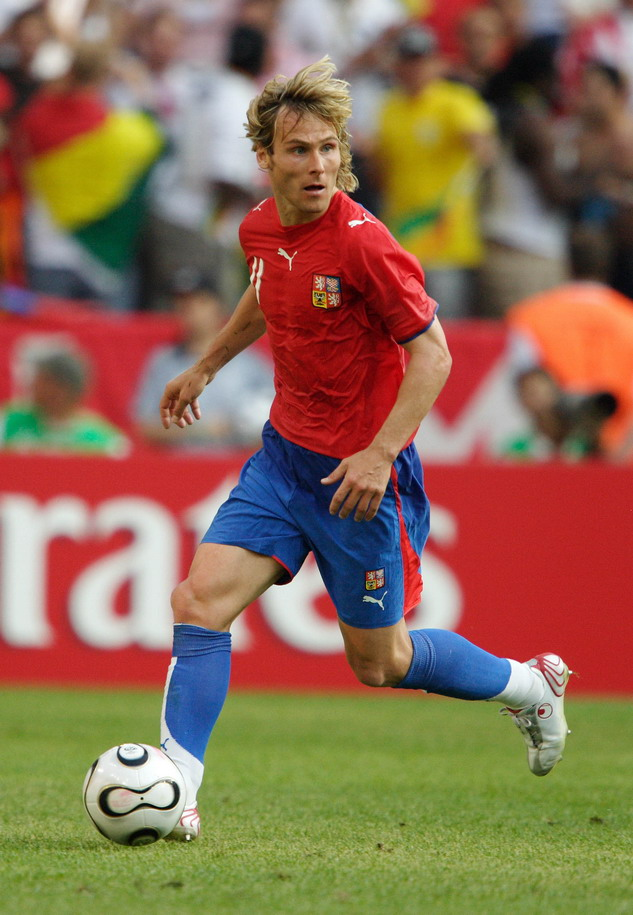
Pavel Nedvěd

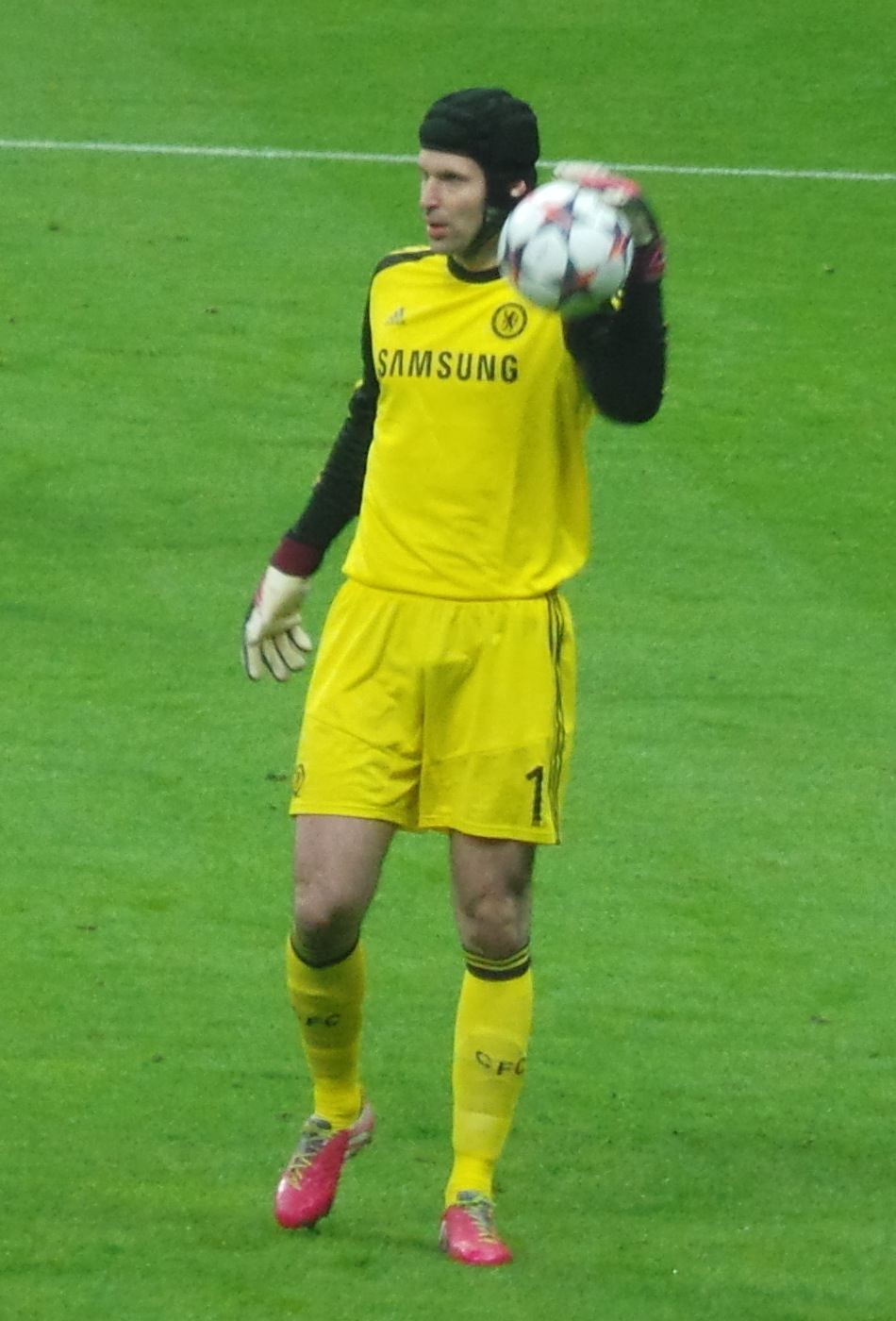
Petr Čech

Češi se prosadili i v evropských pohárech. Nejprestižnější evropskou pohárovou soutěž, Ligu mistrů, vyhráli Vladimír Šmicer, Milan Baroš (oba roku 2005 s FC Liverpool), Marek Jankulovski (2007 s AC Milan) a brankář Petr Čech (2012 s Chelsea). Nedvěd získal roku 1999 s Laziem Řím Pohár vítězů pohárů. Pohár UEFA (potažmo nástupnickou Evropskou ligu) vyhráli Jiří Němec, Radoslav Látal (oba 1997 se Schalke 04), Vladimír Šmicer, Patrik Berger (oba 2001 s Liverpoolem), Radek Šírl (2008 se Zenitem Petrohrad), Tomáš Hübschman (2009 se Šachťarem Doněck), Tomáš Ujfaluši (2010 s klubem Atlético Madrid), Petr Čech (2013 s Chelsea) a Tomáš Vaclík (2020 se Sevillou). Konferenční ligu vyhráli v roce 2023 s West Ham United Vladimír Coufal a Tomáš Souček.
Určitých úspěchů dosáhly i české fotbalové kluby. Před druhou světovou válkou patřily AC Sparta Praha a SK Slavia Praha k nejlepším klubům Evropy. Sparta dvakrát vyhrála Středoevropský pohár (1927, 1935), nejprestižnější klubovou soutěž té doby, Slavia jednou (1938). Po založení evropských pohárů, organizovaných od 50. let asociací UEFA, se v nich nejdál dostaly Dukla Praha (semifinále PMEZ 1966/67, semifinále PVP 1985/86), Sparta (semifinále PMEZ 1991/92, semifinále PVP 1972/73), Baník Ostrava (semifinále PVP 1978/79), Bohemians Praha (semifinále UEFA 1982/83) a Slavia (semifinále UEFA 1995/96). Čtvrtfinále hrály SK Hradec Králové, Zbrojovka Brno, TJ Vítkovice, Sigma Olomouc, Slovan Liberec a Viktoria Plzeň.
Mezinárodní fotbalové federace řídí i futsal či též sálovou kopanou. V tomto sportu Česko získalo dva bronzy z mistrovství Evropy (2003, 2010).

## Lední hokej

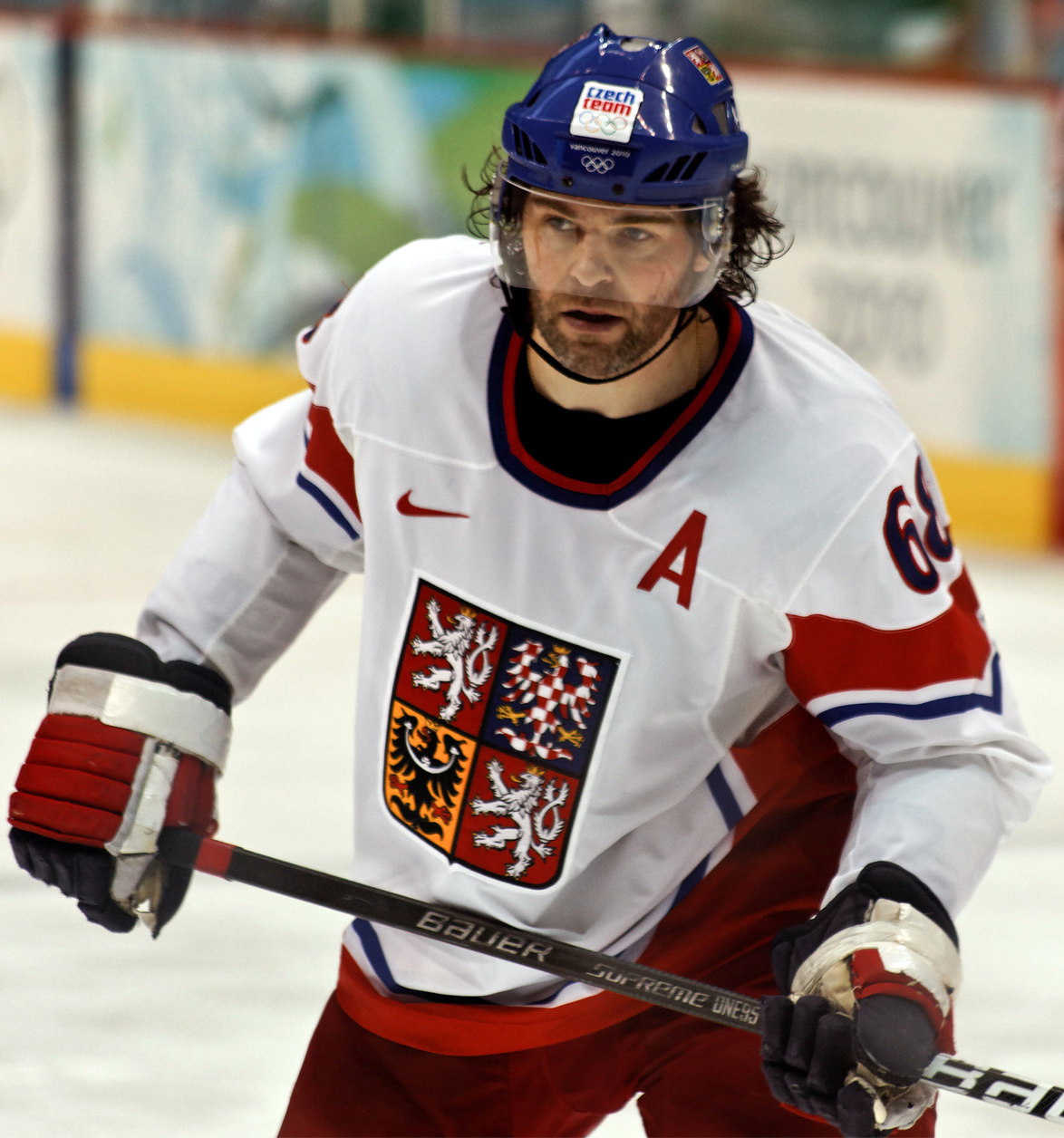
Jaromír Jágr

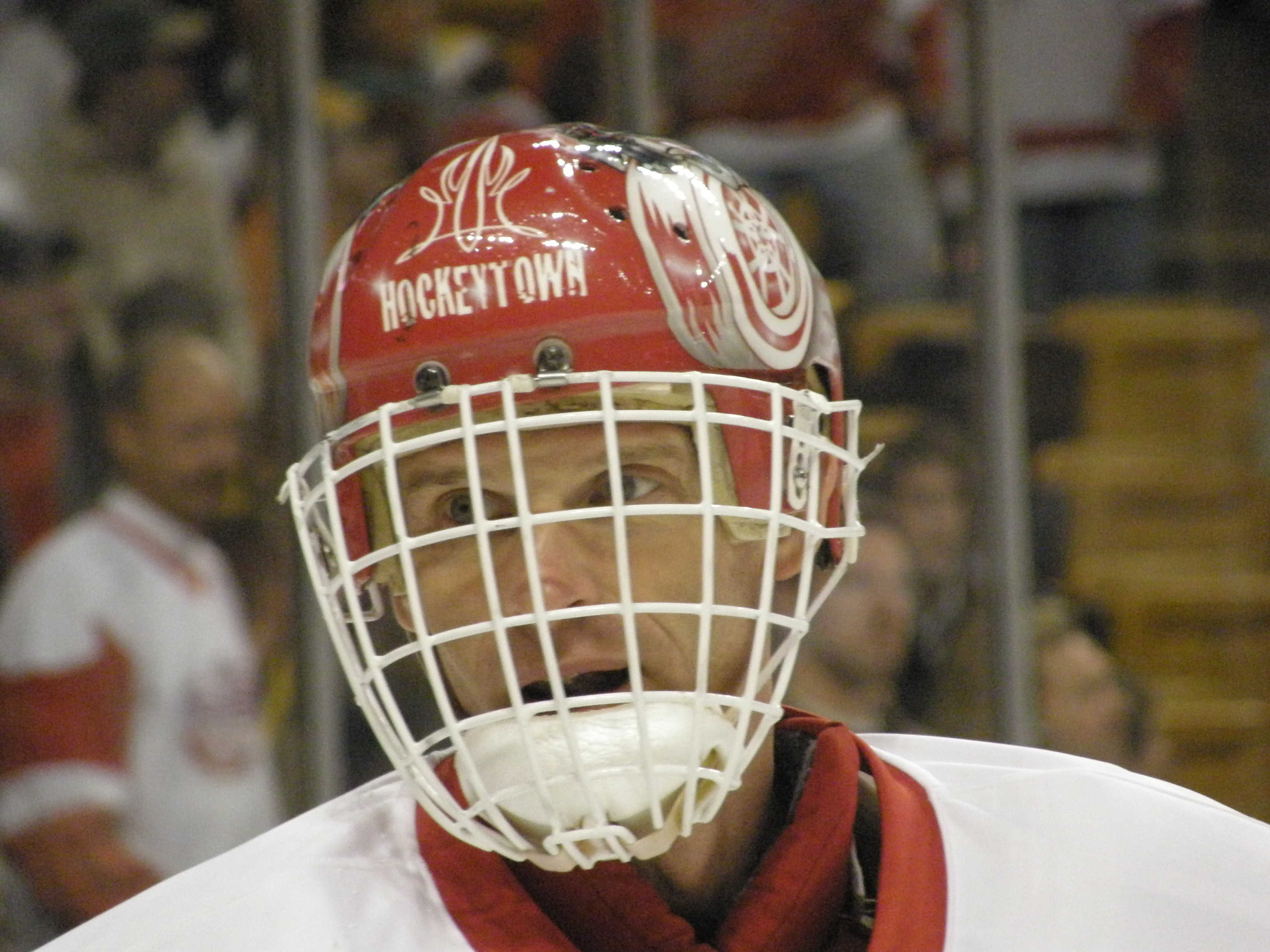
Dominik Hašek

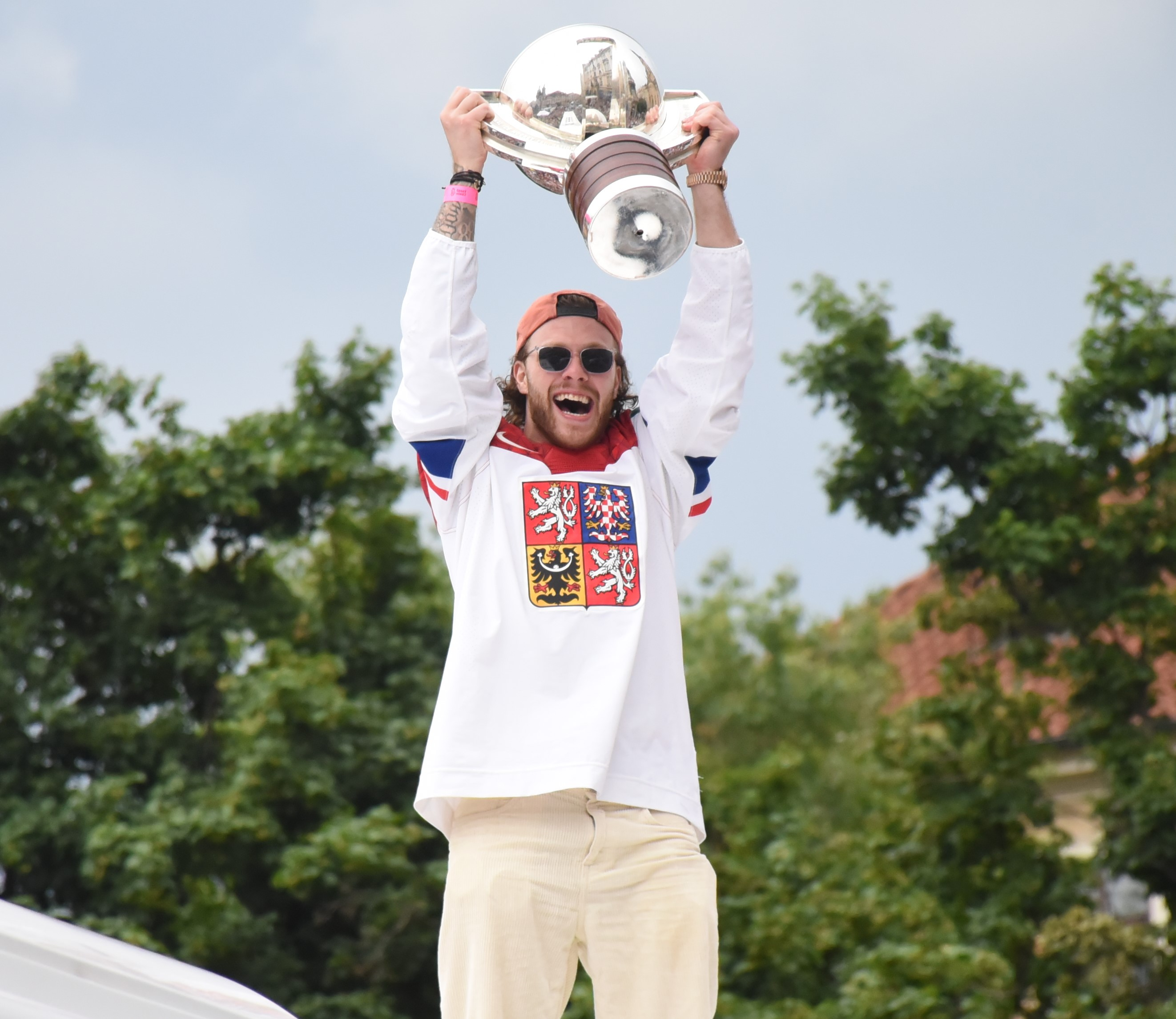
David Pastrňák s pohárem mistrů světa za rok 2024

V ledním hokeji patří k největším reprezentačním úspěchům zlatá medaile na olympijských hrách v Naganu roku 1998, jejíž cena tkví v tom, že se turnaje zúčastnili poprvé všichni nejlepší hráči planety, včetně profesionálů ze severoamerické NHL. Mužstvo Československa vyhrálo mistrovství světa roku 1947, 1949, 1972, 1976, 1977 a 1985. Mužstvo Česka pak v letech 1996, 1999, 2000, 2001, 2005, 2010 a 2024. Ženská reprezentace má z mistrovství světa dva bronzy (2022, 2023).
Co se týče hokejových individualit, úspěšností v NHL vynikají Jaromír Jágr a brankář Dominik Hašek. Jágr je druhým nejlepším střelcem v celé historii NHL a je zde nejproduktivnějším Evropanem. Dvakrát vyhrál Stanleyův pohár (1990/91 a 1991/92 s klubem Pittsburgh Penguins). Dva Stanley Cupy má i Hašek, a to s Detroit Red Wings (2001/02, 2007/08). Třikrát tuto prestižní trofej vyhráli Jaroslav Pouzar a Jiří Hrdina, dvakrát Petr Sýkora, Patrik Eliáš, Bobby Holík, Michal Rozsíval, Ondřej Palát a Jan Rutta. Nejvíce kanadských bodů získali v základní části NHL spolu s Jágrem, Eliášem, Holíkem a Sýkorou také Jakub Voráček, Milan Hejduk, David Krejčí, Václav Prospal, David Pastrňák, Petr Nedvěd a Martin Straka, ve Stanley Cupu nejvíce bodovali Jaromír Jágr, David Krejčí, Patrik Eliáš, Ondřej Palát a David Pastrňák. 

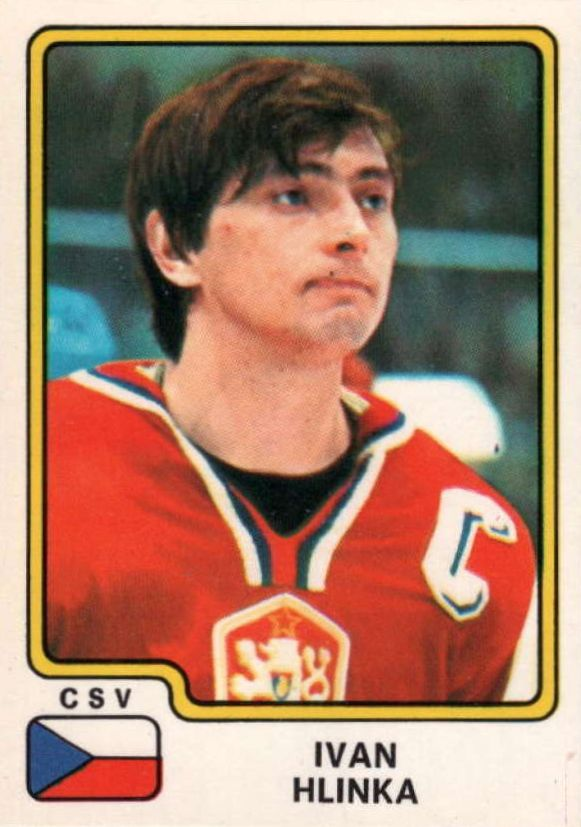
Ivan Hlinka

Před rokem 1989 však čeští hokejisté NHL mohli hrát jen výjimečně, přesto měli světovou úroveň. Velkých úspěchů dosáhla slavná generace čtyřicátých let: Vladimír Bouzek, Stanislav Konopásek, Bohumil Modrý, Václav Roziňák, Vladimír Zábrodský, Augustin Bubník nebo Jaroslav Drobný. V padesátých a  šedesátých letech vynikli Vlastimil Bubník, Bronislav Danda a Václav Pantůček. V sedmdesátých letech pak Jiří Bubla, Ivan Hlinka, Jiří Holeček, Jiří Holík, Oldřich Machač, Vladimír Martinec, František Pospíšil, Miroslav Dvořák, Václav Nedomanský, Milan Nový, Jaroslav Holík, Milan Chalupa. Vladimír Růžička je jediným hráčem, který zažil největší úspěch 80. let (zlato z MS 1985) i let devadesátých (zlato z Nagana). Jiří Šlégr je spolu s Jágrem jediným českým členem prestižního Triple Gold Clubu, do něhož symbolicky vstupují hráči, kteří vyhráli mistrovství světa, olympijské hry i Stanleyův pohár. Pět zlatých z MS má František Kaberle a David Výborný, čtyři Pavel Patera a Martin Procházka.
Kluby, které vyhrály českou hokejovou ligu, jsou HC Olomouc, HC Vsetín, Sparta Praha, Slavia Praha, Berani Zlín, Dynamo Pardubice, HC Karlovy Vary, Oceláři Třinec, Škoda Plzeň, Litvínov, Bílí Tygři Liberec a Kometa Brno. Československou ligu navíc také LTC Praha, ATK Praha, Motor České Budějovice, HC Vítkovice, Kladno a Dukla Jihlava. V KHL působil jen krátkou dobu český klub HC Lev Praha, nicméně probojoval se až do jejího finále.

## Tenis

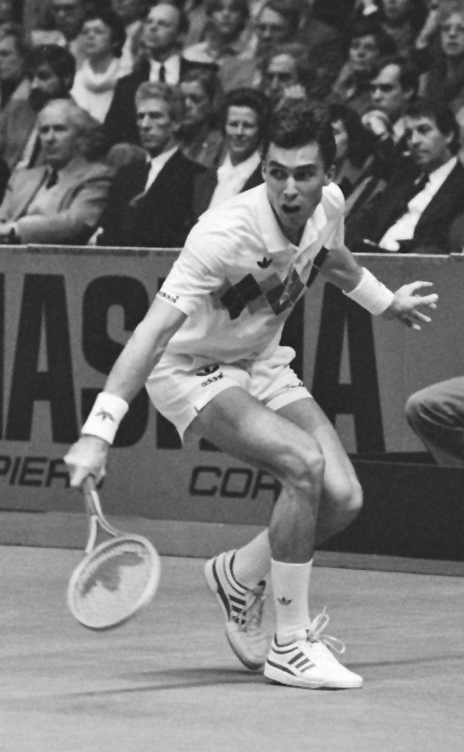
Ivan Lendl

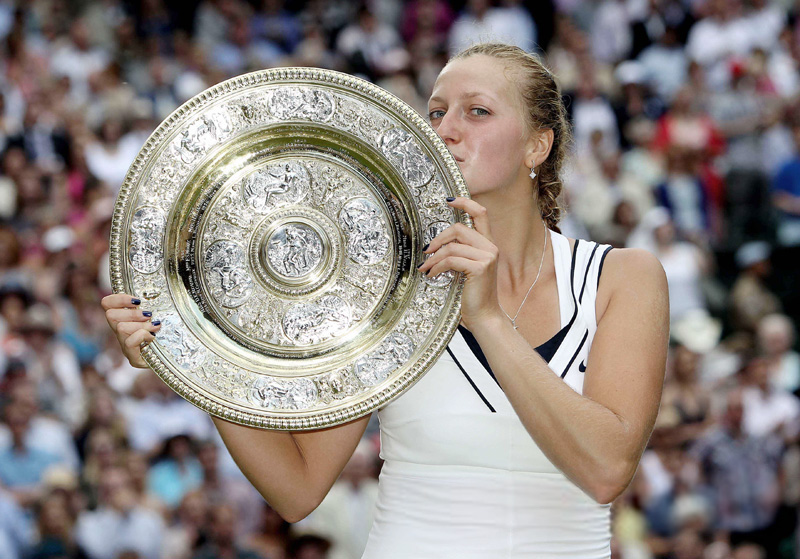
Petra Kvitová s wimbledonskou trofejí

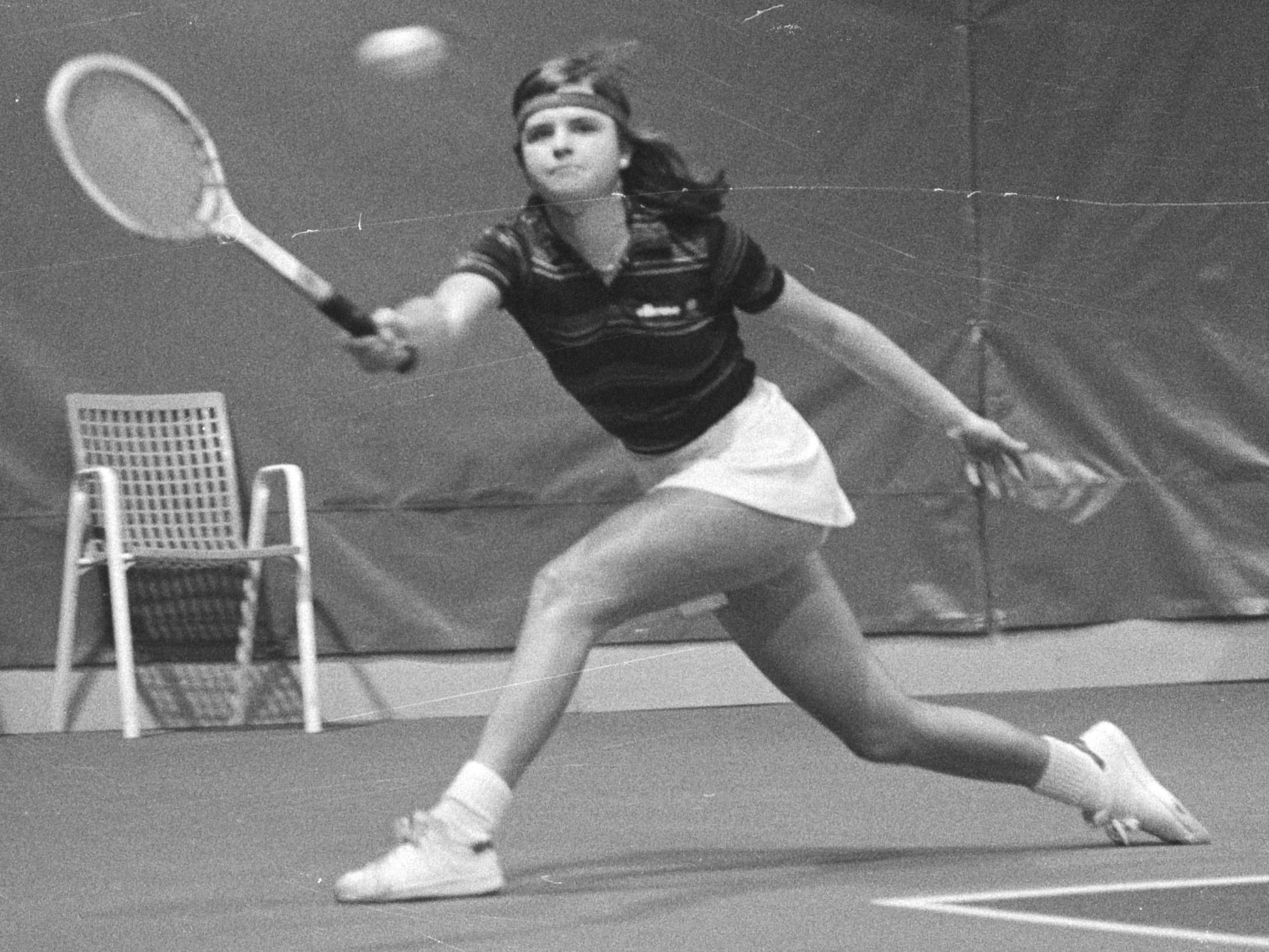
Hana Mandlíková

Mimořádně úspěšná je česká tenisová škola. Martina Navrátilová vyhrála devětkrát nejprestižnější tenisový turnaj Wimbledon (1978, 1979, 1982, 1983, 1984, 1985, 1986, 1987, 1990), byť všechny tituly získala již jako reprezentantka Spojených států, kam emigrovala. Dvakrát vyhrála Wimbledon Petra Kvitová (2011, 2014), jednou Jana Novotná (1998), jednou Markéta Vondroušová (2023) a jednou Barbora Krejčíková (2024). Jediným českým mužským vítězem Wimbledonu v tzv. open éře se stal Jan Kodeš (1973), ale v minulosti zde triumfoval i Jaroslav Drobný (1954), byť již v dresu Egypta. Krom jmenovaných hráčů vyhráli některý z tzv. grandslamových turnajů také Ivan Lendl (Austrálie 1989 a 1990, Paříž 1984, 1986 a 1987, US Open 1985, 1986 a 1987), Petr Korda (Austrálie 1998) a Hana Mandlíková (Austrálie 1980, 1987, Paříž 1981, US Open 1985).
Grandslamovým vítězem ve čtyřhře je krom výše uvedených Jiří Javorský, Tomáš Šmíd, Pavel Složil, Daniel Vacek, František Čermák, Lukáš Dlouhý, Radek Štěpánek, Cyril Suk, Leoš Friedl, Martin Damm, Věra Suková, Renáta Tomanová, Regina Maršíková, Helena Suková, Květa Peschkeová, Iveta Benešová, Lucie Šafářová, Andrea Hlaváčková, Lucie Hradecká, Barbora Strýcová a Kateřina Siniaková.

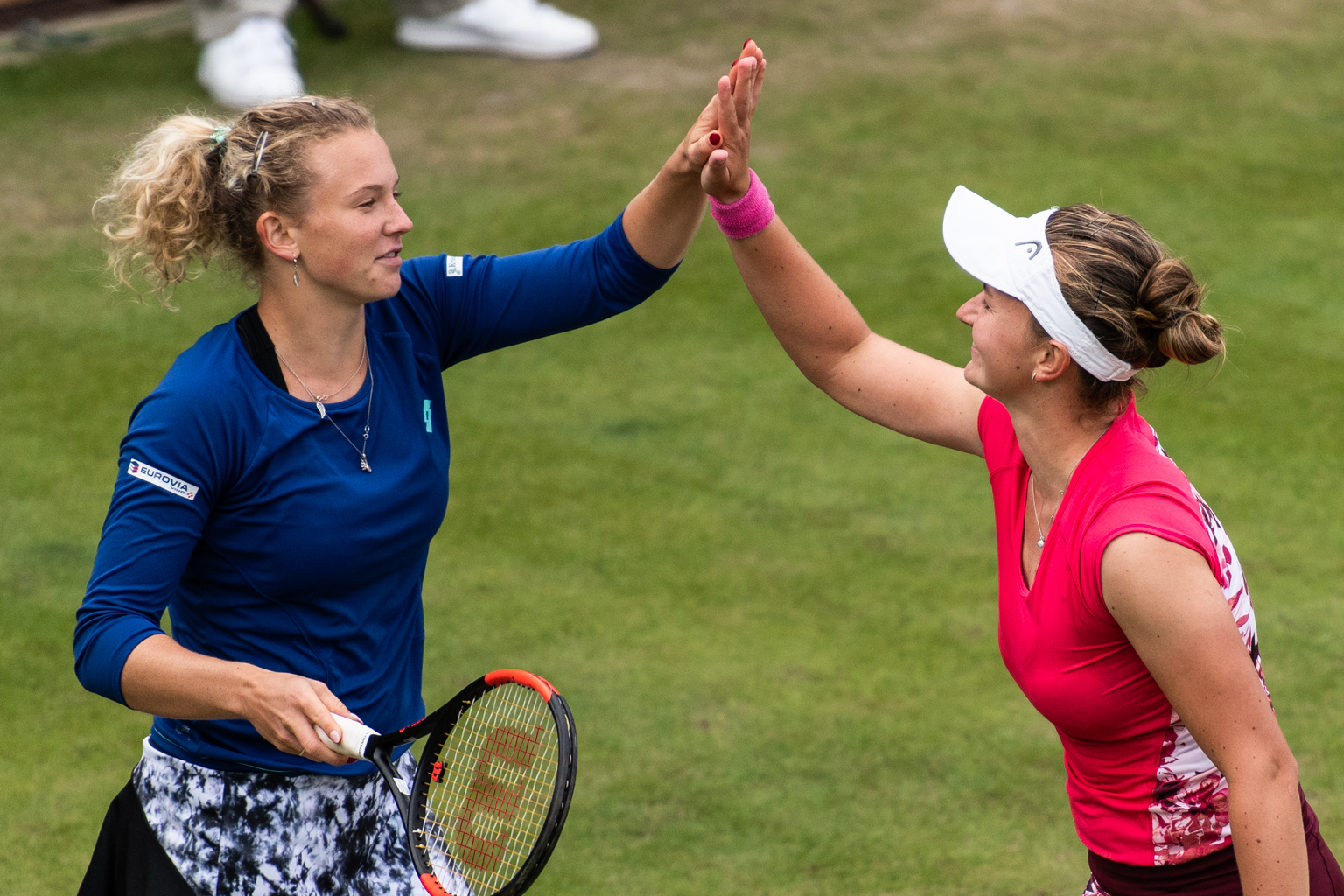
Kateřina Siniaková a Barbora Krejčíková

Krejčíková se Siniakovou ve čtyřhře získaly i zlatou olympijskou medaili (2020). Siniaková další olympijské zlato přidala v Paříži roku 2024, tentokrát v mixu s Tomášem Macháčem. Siniaková s Krejčíkovou spolu vyhrály i Turnaj mistryň. Dosáhly tak takzvaného kariérního superslamu (čtyři grandslamy + olympijské zlato + vítězství na Turnaji mistryň). Ve čtyřhře na Turnaji mistryň triumfovala i Hana Mandlíková, Jana Suková, Jana Novotná a Andrea Hlaváčková. Ve dvouhře Turnaj mistryň ještě v československých barvách dvakrát vyhrála Navrátilová, k tomu později přidala pět titulů v dresu USA. Jedno vítězství si připsala Jana Novotná a jedno Petra Kvitová. Na Turnaji mistrů se dařilo Ivanu Lendlovi, který ho pětkrát vyhrál (1981, 1982, 1985, 1986, 1987). Tomáš Šmíd vyhrál Turnaj mistrů ve čtyřhře.
Ivan Lendl byl 270 týdnů světovou jedničkou v žebříčku ATP, jako dosud jediný český hráč. Ženskému žebříčku WTA kralovala celkem 332 týdnů Martina Navrátilová. V roce 2017 se světovou hráčkou č. 1 stala rovněž Karolína Plíšková.
Mužská tenisová reprezentace Československa vyhrála v roce 1980 Davis Cup, daviscupový tým Česka tuto soutěž ovládl v letech 2012 a 2013. Ženská tenisová reprezentace Československa zvítězila ve Fed Cupu pětkrát (1975, 1983, 1984, 1985, 1988), Český fedcupový tým šestkrát (2011, 2012, 2014, 2015, 2016 a 2018).
Jediný český tenista, který uspěl mezi profesionály, byl Karel Koželuh, vítěz tří amerických profi mistrovství a jednoho pařížského.

## Basketbal

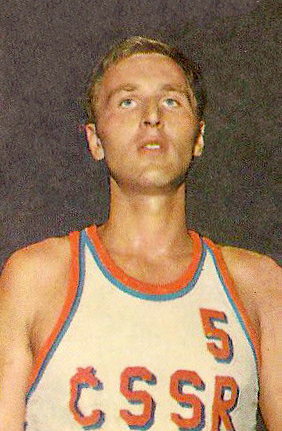
Jiří Zídek starší

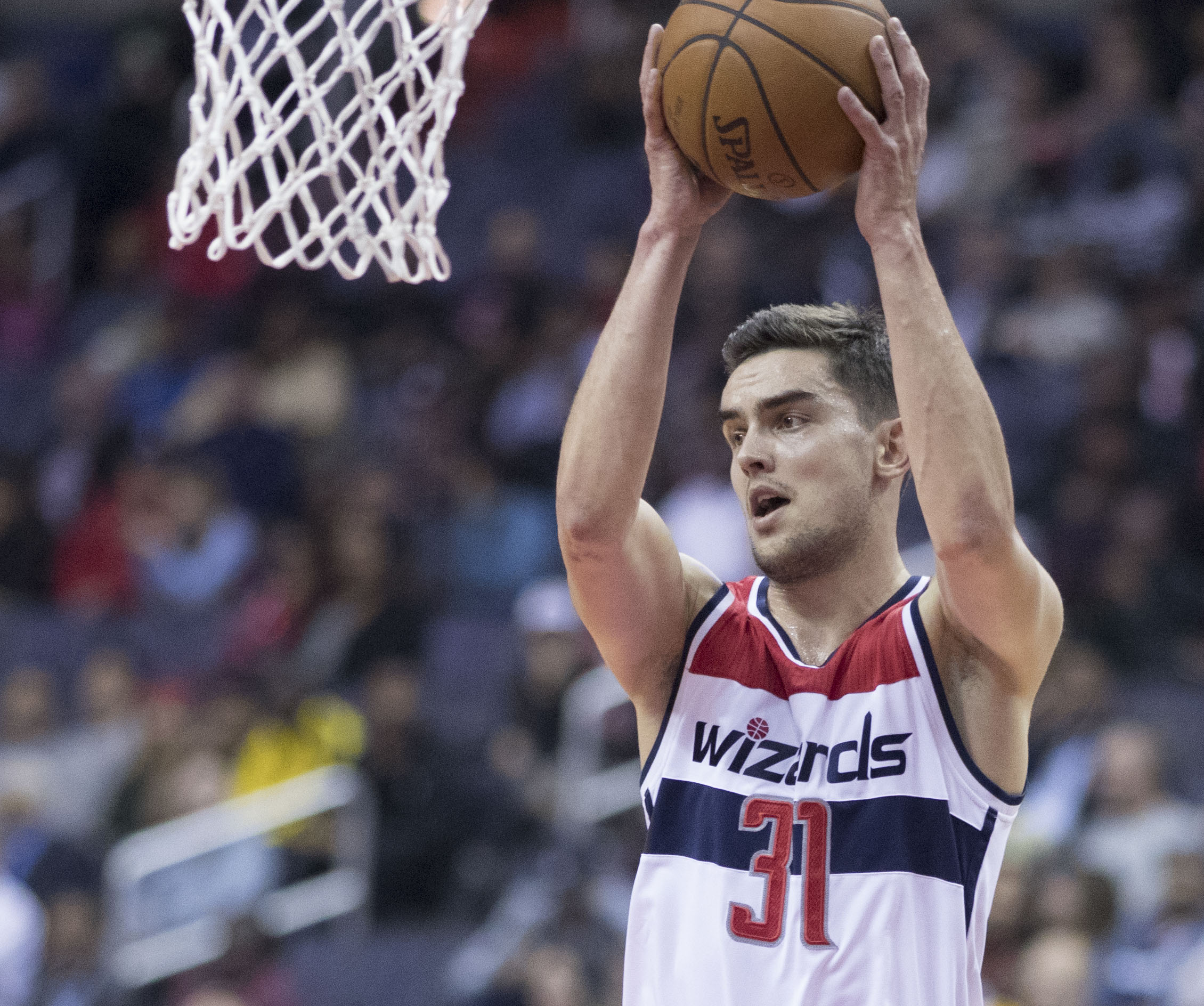
Tomáš Satoranský

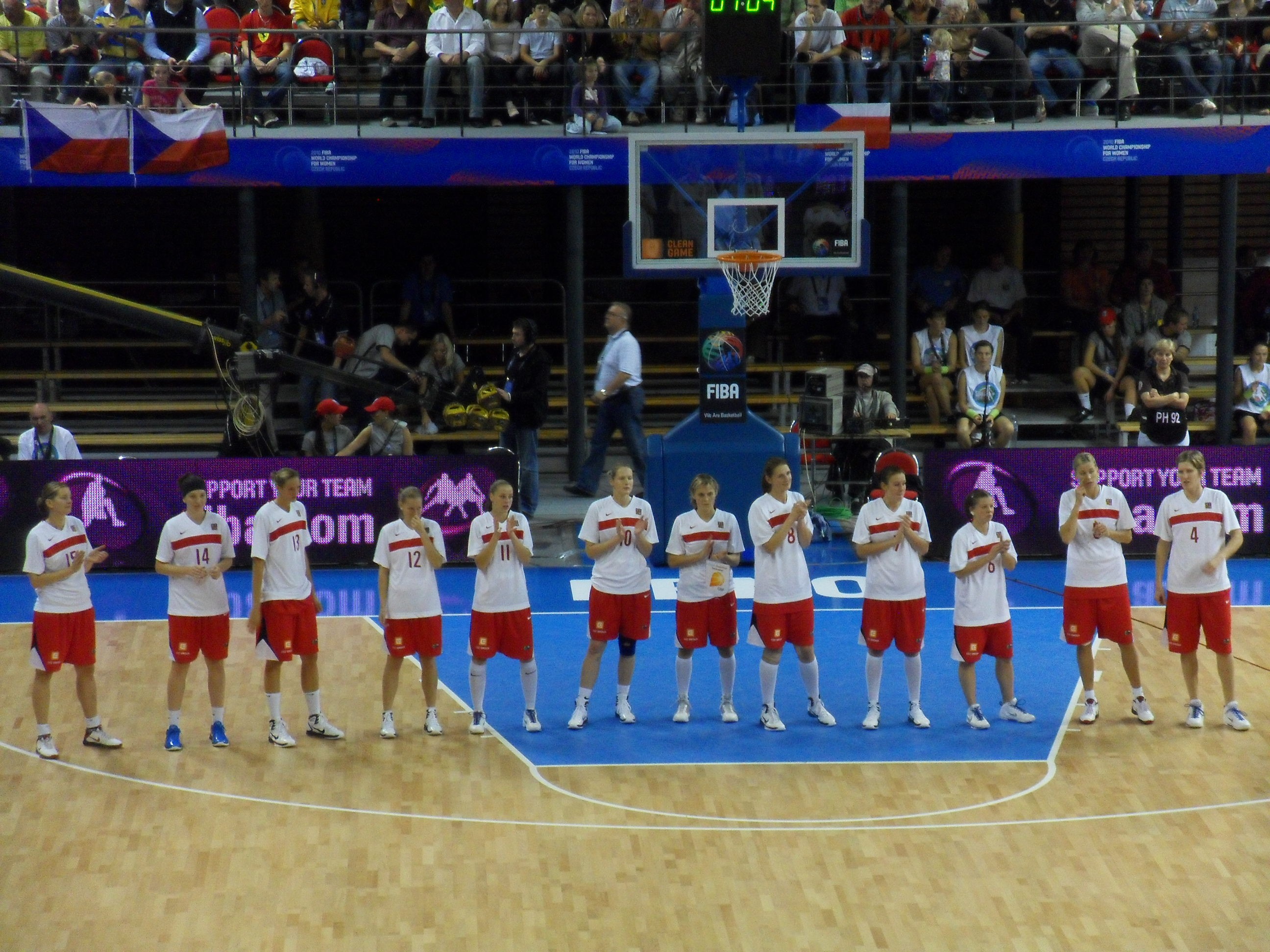
Ženy na stříbrném MS 2010

Československá ženská basketbalová reprezentace získala dvě stříbra (1964, 1971) a čtyři bronzy (1957, 1959, 1967, 1975) na mistrovství světa. Z mistrovství Evropy přivezla hned sedm stříbrných (1952, 1954, 1962, 1966, 1974, 1976, 1989) a osm bronzových (1950, 1956, 1958, 1960, 1964, 1972, 1978, 1981). Česká ženská reprezentace získala stříbro z MS v roce 2010, v roce 2005 vyhrála mistrovství Evropy a v roce 2003 na něm brala stříbro.
Českoslovenští basketbalisté vyhráli mistrovství Evropy v roce 1946, šestkrát přivezli stříbro (1947, 1951, 1955, 1959, 1967, 1985) a pětkrát bronz (1935, 1957, 1969, 1977, 1981). Největším úspěchem české mužské reprezentace je prozatím 6. místo na MS.
Nejprestižnější evropskou pohárovou soutěž v basketbale žen (dnes Euroliga, dříve Pohár mistrů evropských zemí) vyhrála Sparta Praha (1975/76), Gambrinus Brno (2005/06) a USK Praha (2014/15). V analogické mužské soutěži se probojovaly do finále kluby Spartak Brno (1963/64, 1967/68) a Slavia VŠ Praha (1965/66).
Nejlepším českým basketbalistou 20. století byl vyhlášen Jiří Zídek. Jeho syn Jiří Zídek mladší byl prvním českým hráčem v americké NBA. Následovali ho Jiří Welsch, Jan Veselý, Tomáš Satoranský a Vít Krejčí. Do Síně slávy Mezinárodní basketbalové federace byli uvedeni dva Češi: Jiří Zídek starší a Hana Horáková.
I v nové verzi basketbalu zvané trojkový či 3x3 se Česko již dočkalo svého úspěchu, když ženská reprezentace vyhrála mistrovství světa v roce 2016. Český tým hrál ve složení Michaela Uhrová, Tereza Vorlová, Kateřina Novotná a Sára Krumpholcová.

## Házená

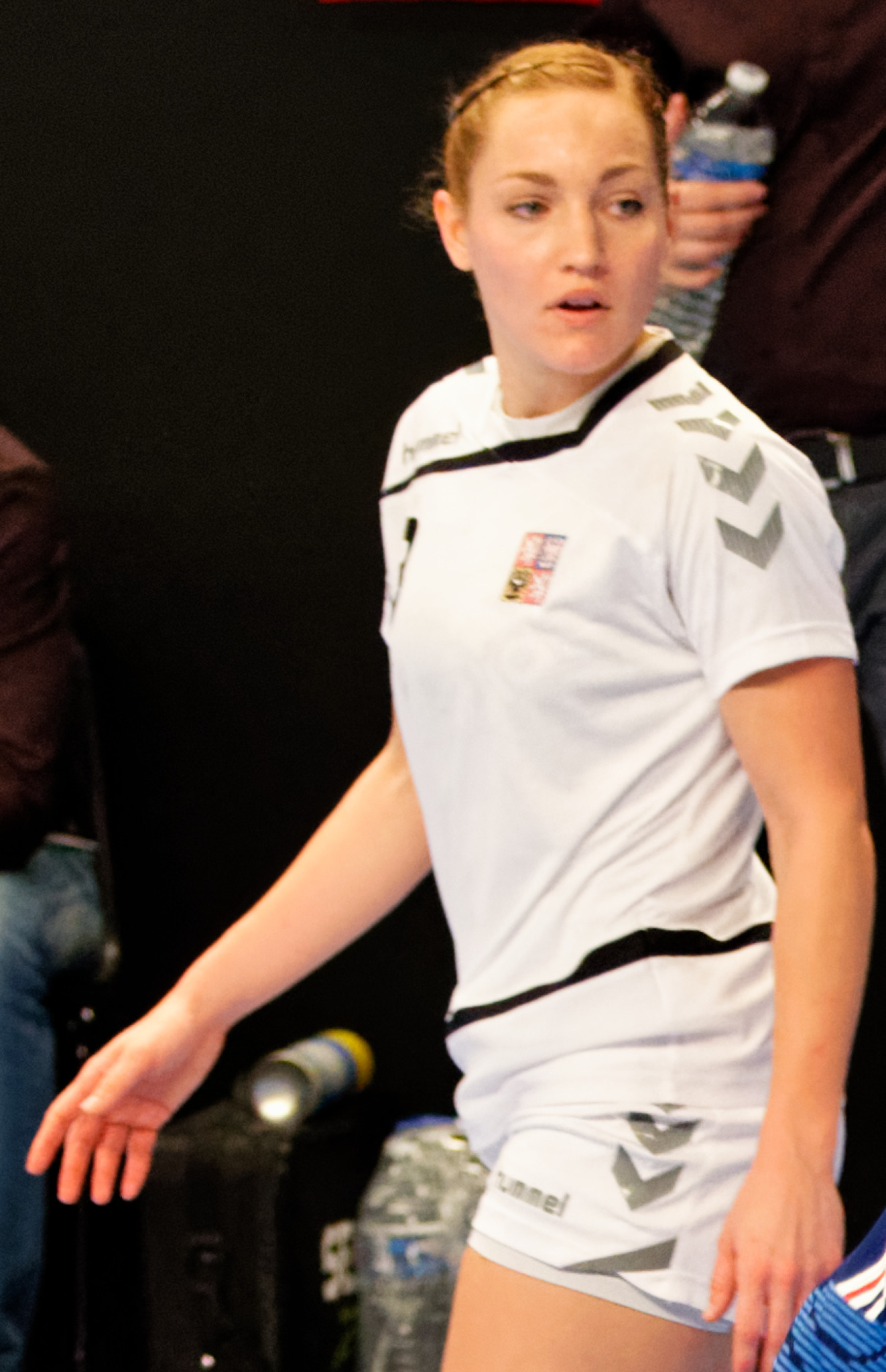
Jana Knedlíková

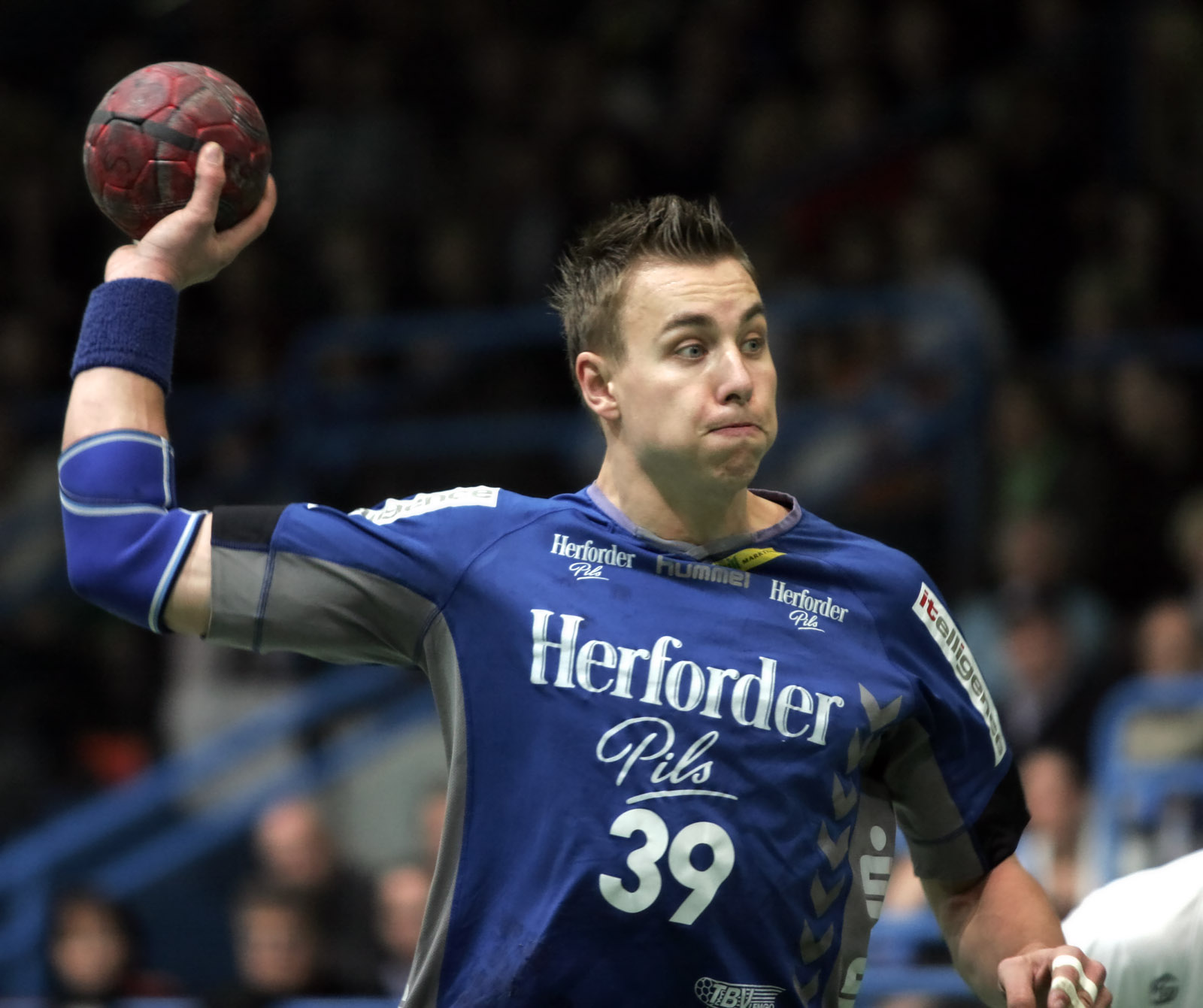
Filip Jícha

Československá ženská házenkářská reprezentace vyhrála mistrovství světa v roce 1957, jednou z něj přivezla stříbro (1986) a jednou bronz (1962). Československá mužská reprezentace vyhrála mistrovství světa roku 1967, krom toho na světovém šampionátu brala dvě stříbra (1958, 1961) a dva bronzy (1954, 1964). Získala též stříbro na olympijských hrách v Mnichově roku 1972. Maximem České ženské házenkářské reprezentace je 8. místo na MS (2017, 2023) i ME (1994, 2002). U mužského českého národního týmu je to 6. místo na ME (1996, 2018) a sedmé na MS (1993).
Tým mužů Dukly Praha třikrát vyhrál Pohár mistrů evropských zemí (1957, 1963, 1984), ženský tým Sparty Praha jednou (1962).
Filip Jícha byl roku 2010 vyhlášen nejlepším házenkářem světa. Jana Knedlíková je pětinásobnou vítězkou Ligy mistrů s maďarským klubem Győri ETO KC a jednou ji vyhrála s norským Kristiansandem. Žádné jiné házenkářce na světě se šesti vítězství v Lize mistrů dosáhnout nepodařilo.
Již na začátku 20. století vznikla specifická česká verze házené, tzv. národní házená (v zahraničí označovaná jako česká házená). Po druhé světové válce se globálně etablovala házená s mírně odlišnými pravidly, avšak tradice národní házené zcela nezanikla.

## Volejbal

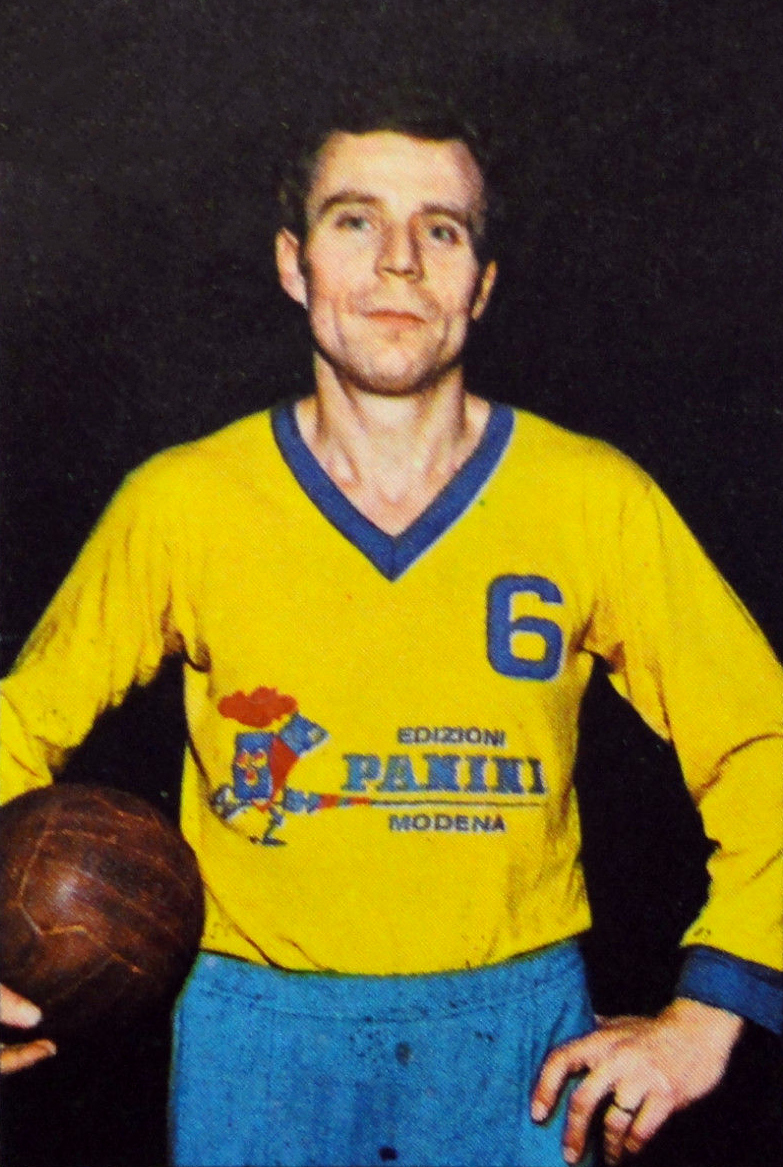
Josef Musil

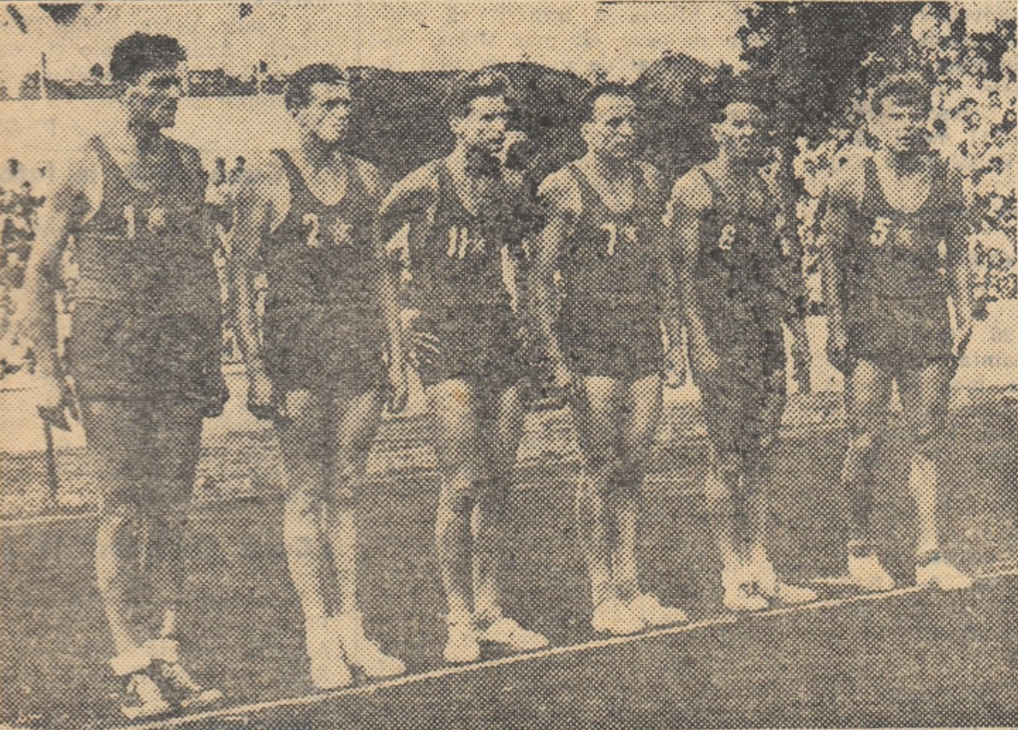
Mistři Evropy z roku 1955

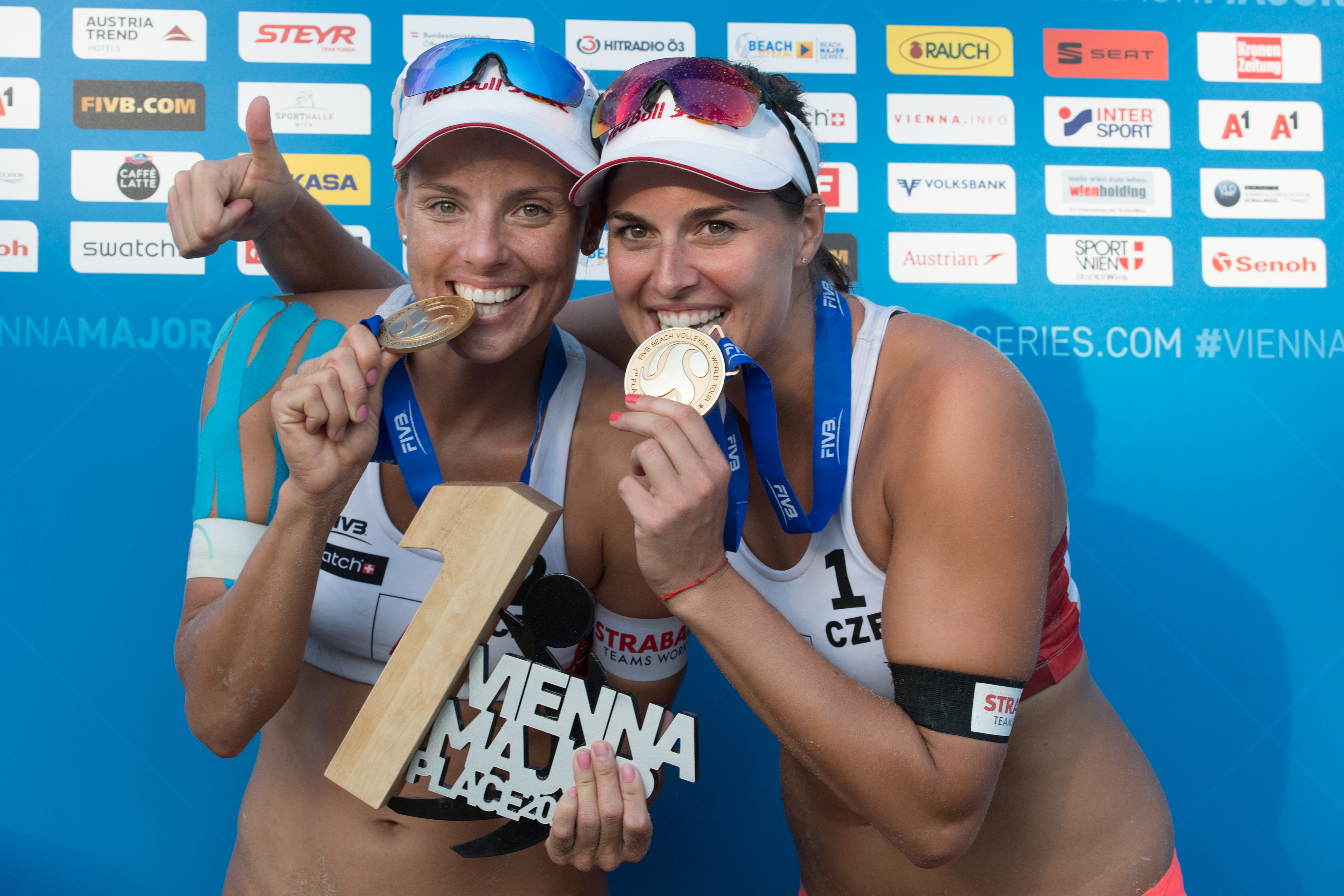
Barbora Hermannová a Markéta Sluková

Československá mužská volejbalová reprezentace získala dva tituly mistra světa (1956, 1966), čtyřikrát vybojovala na světovém šampionátu stříbro (1949, 1952, 1960, 1962). Získala i tři tituly mistra Evropy (1948, 1955, 1958) a čtyři evropská stříbra (1950, 1967, 1971, 1985). Ve sbírce má i stříbro a bronz z olympijských her (1964, 1968).
Československá ženská reprezentace dosáhla na dva bronzy z MS (1952, 1960), vyhrála roku 1955 mistrovství Evropy a přidala tři evropská stříbra (1949, 1958, 1971) a tři bronzy (1950, 1967, 1987).
Maximem České mužské volejbalové reprezentace je 4. místo z ME (1999, 2001) a 10. místo na MS (2010). České ženské reprezentaci se podařilo více navázat na historické úspěchy, když vybojovala stříbro (1993) a bronz (1997) na ME. Maximem na MS bylo 9. místo (1994).
Nejprestižnější klubovou volejbalovou soutěž Ligu mistrů mužů dvakrát vyhrál klub Volejbal Brno (1967–68, 1971–72) a jednou Dukla Liberec (1975–76). Ligu mistryň dvakrát vyhrála Rudá Hvězda Praha (1975–76, 1979–80).
Do Mezinárodní volejbalové síně slávy byli uvedeni Josef Musil a Josef Tesař.
Krom šestkového volejbalu se v Česku ujal i plážový volejbal. Největším českým úspěchem je titul mistrů světa, který roku 2023 vybojovala dvojice Ondřej Perušič a David Schweiner. Ti již roku 2022 získali stříbro na mistrovství Evropy. Světový bronz roku 2001 získaly Eva Celbová a Soňa Nováková. Ty mají na kontě i titul mistryň Evropy (1996, 1998) a tři evropské bronzy (1997, 1999, 2002). Stříbro z ME mají Martina Hudcová & Dolores Storková (1994), Kristýna Kolocová a Michala Kvapilová (2017) i dvojice Barbora Hermannová a Markéta Sluková (2016), jež k tomu má ještě jeden bronz (2018). Mezi muži uspěli Marek Pakosta a Michal Palinek, kteří se roku 1996 stali mistry Evropy. Rok předtím stříbro získali Milan Džavoronok a Václav Fikar.

## Florbal

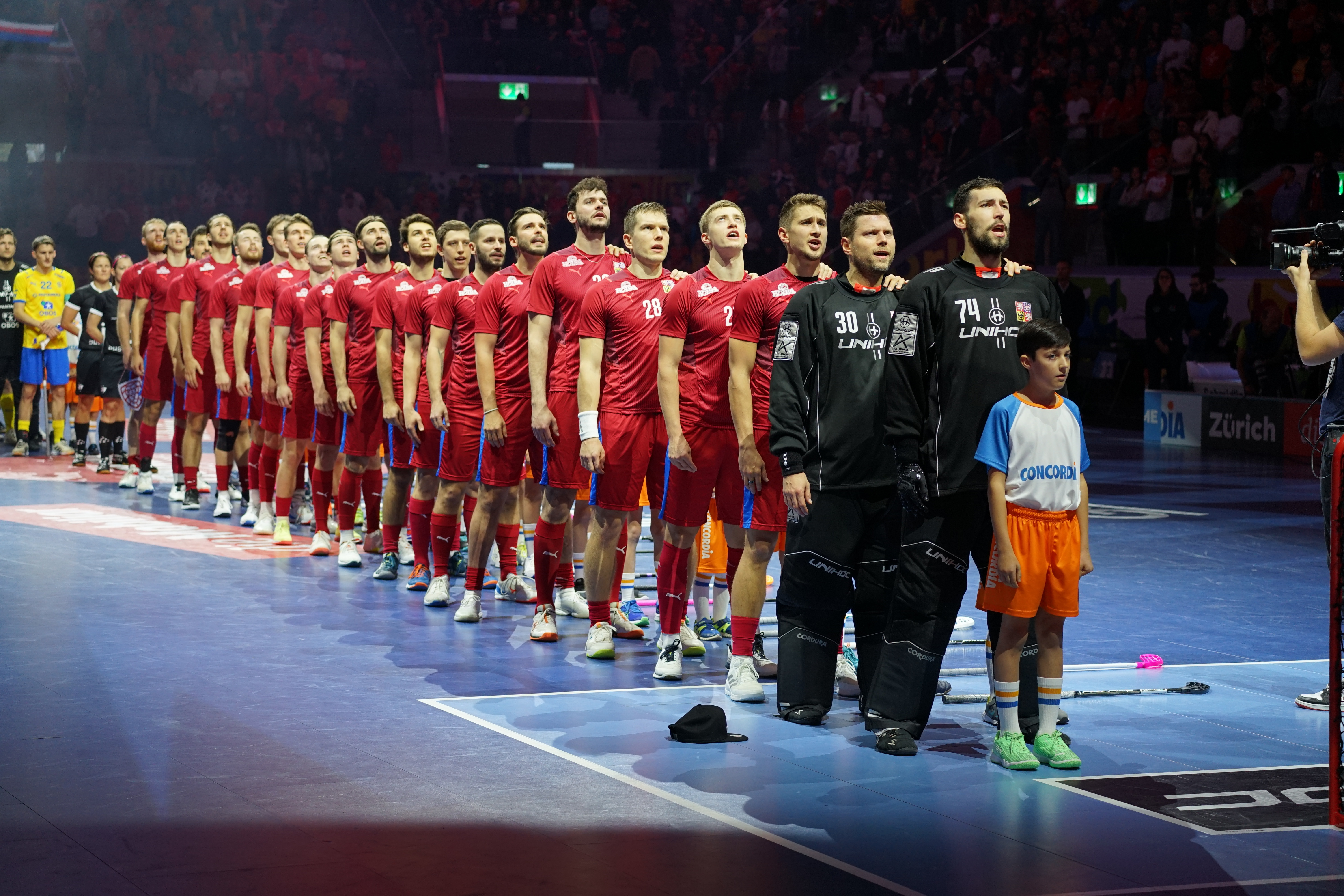
Mužský reprezentační tým, jenž vybojoval stříbro na MS 2022

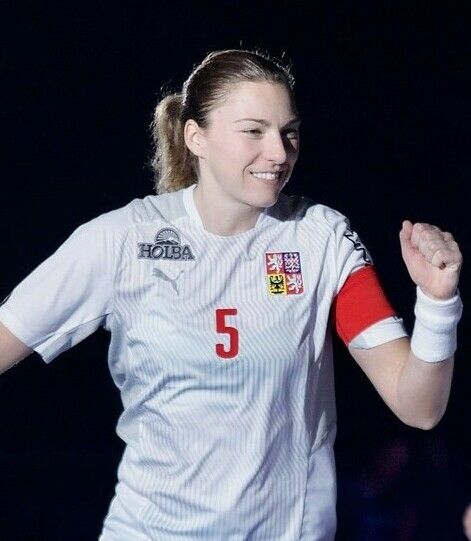
Eliška Krupnová

Ve florbale se mužská reprezentace zúčastnila všech dosavadních mistrovství světa i Evropy. Jejím nejlepším výsledkem jsou stříbrné medaile z mistrovství světa ve Švýcarsku v letech 2004 a 2022. Dále získala tři bronzové medaile na mistrovstvích v letech 2010, 2014 a 2021.
Ženský národní tým získal dvě bronzové medaile z mistrovství světa ve Švýcarsku v roce 2011 a v Singapuru v roce 2023.
Tatran Střešovice vyhrál Pohár mistrů 2024, tedy nejprestižnější klubovou soutěž Evropy.
Jana Christianová se třikrát dostala do all-star týmu mistrovství světa, Lukáš Bauer a Marek Beneš dvakrát. Rekordmanem české ankety Florbalista sezony je Matěj Jendrišák. Mezi ženami je to Eliška Krupnová, která byla zároveň za rok 2020 vyhlášena nejlepší florbalistkou světa.

## Biatlon

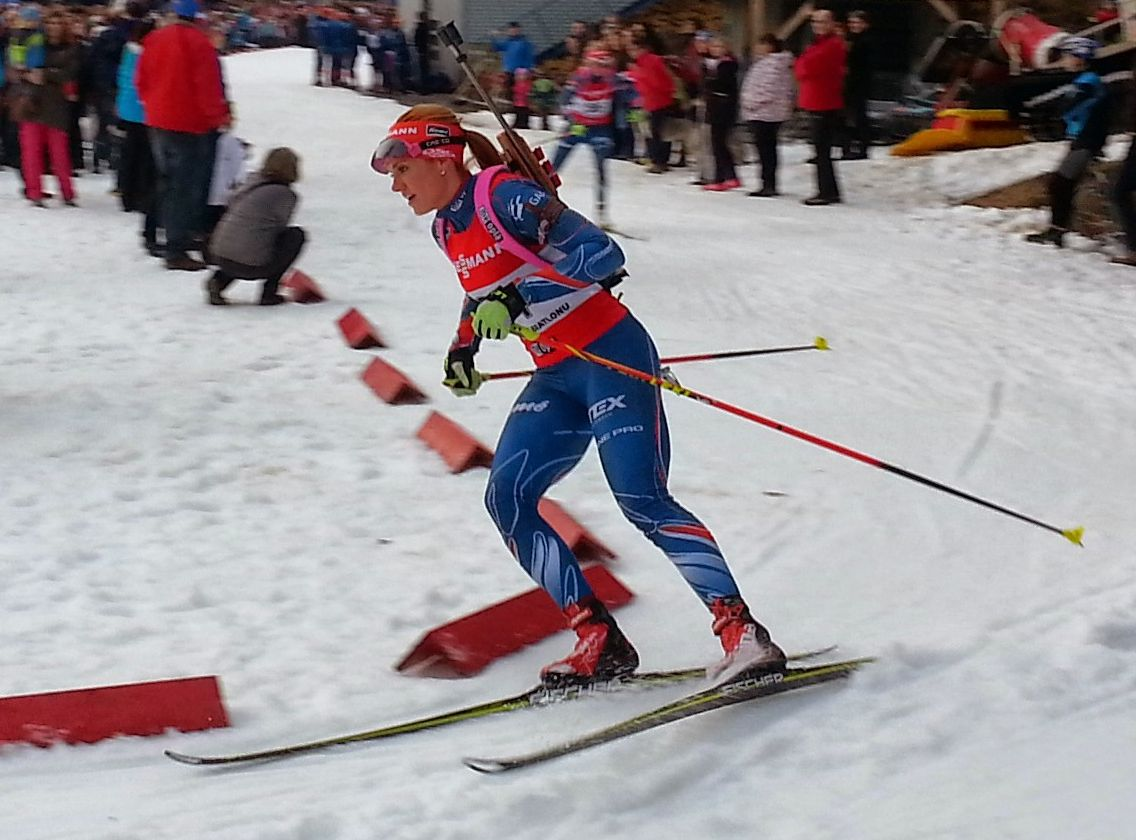
Gabriela Soukalová

Český biatlon prožil vzestup ve druhém desetiletí 21. století. Čeští biatlonisté přivezli od roku 2014 osm olympijských medailí, čtyři stříbrné (Gabriela Soukalová, Ondřej Moravec, Michal Krčmář, štafeta ve složení Veronika Vítková, Gabriela Soukalová, Jaroslav Soukup, Ondřej Moravec) a čtyři bronzové (Ondřej Moravec, Jaroslav Soukup, Veronika Vítková, štafeta ve složení Eva Puskarčíková, Gabriela Soukalová, Jitka Landová, Veronika Vítková).

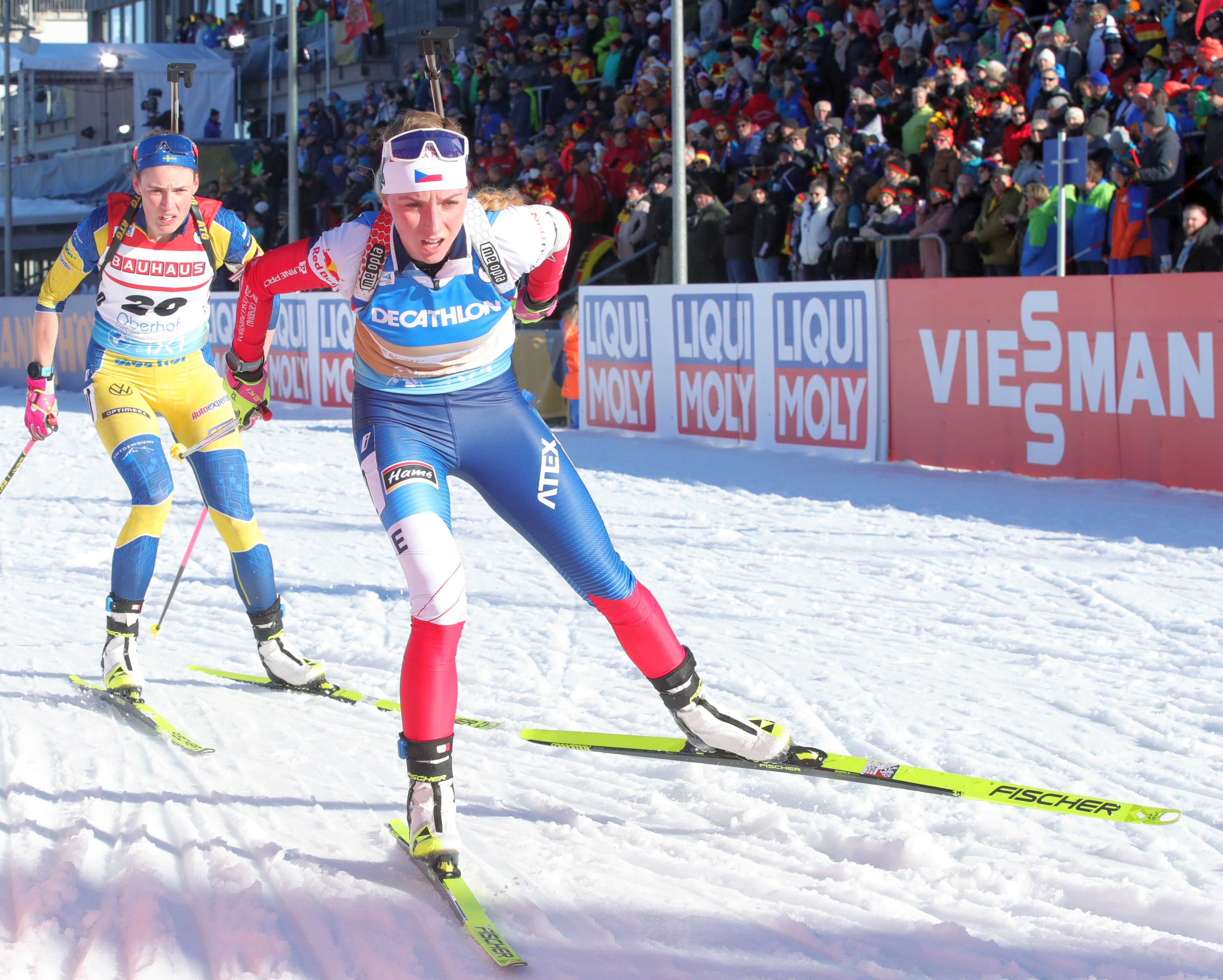
Markéta Davidová

První titul mistra světa získala v roce 1993 Eva Háková, na ni roku 2003 navázala Kateřina Holubcová, v roce 2005 se mistrem světa stal Roman Dostál. Nová velká éra českého biatlonu do této sbírky doplnila tři zlata: smíšená štafeta v roce 2015 (ve složení Veronika Vítková, Gabriela Soukalová, Michal Šlesingr, Ondřej Moravec), Gabriela Soukalová v roce 2017 a Markéta Davidová roku 2021.
Mistry Evropy jsou Zdeněk Vítek, Ondřej Moravec, Jaroslav Soukup a Eva Háková.
Celkovou vítězkou Světového poháru se stala Jiřina Adamičková (1989/1990) a Gabriela Soukalová (2015/2016).

## Lyžování

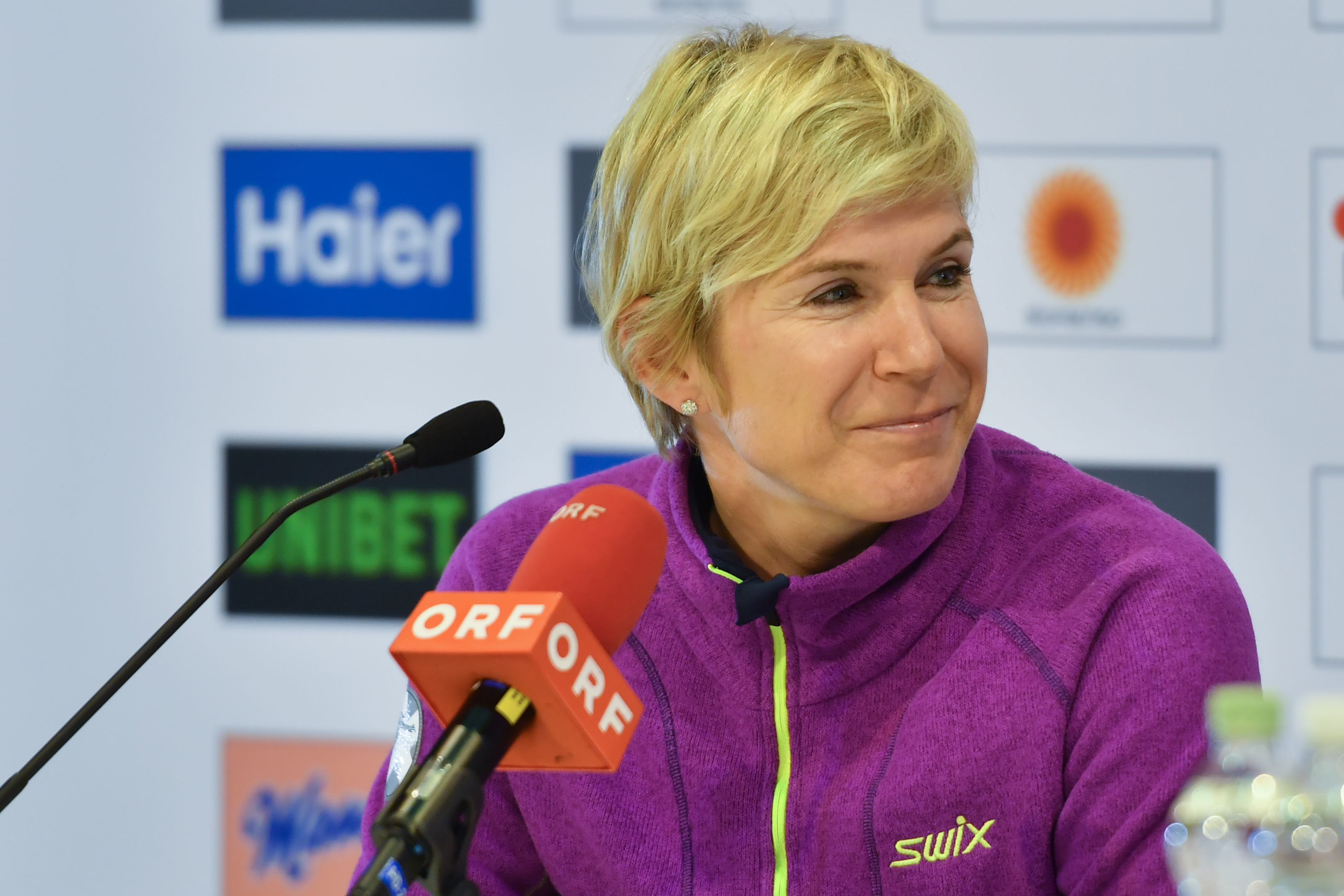
Kateřina Neumannová

Běh na lyžích nalezl svou největší osobnost v Kateřině Neumannové. Olympijské vítězce z roku 2006 (z jejího posledního závodu v životě), držitelce šesti olympijských medailí, dvojnásobné mistryni světa (2005, 2007) a držitelce pěti medailí ze světového šampionátu. Olympijské medaile nižších hodnot vybojovali i další běžci na lyžích Helena Šikolová, Květa Jeriová, Lukáš Bauer a tři štafety, ženská ze Sarajeva 1984 (Květa Jeriová, Gabriela Svobodová, Blanka Paulů a Dagmar Švubová), mužská z Calgary 1988 (Radim Nyč, Václav Korunka, Pavel Benc, Ladislav Švanda) a mužská z Vancouveru 2010 (Martin Jakš, Lukáš Bauer, Jiří Magál, Martin Koukal). Martin Koukal má jeden ze tří českých titulů mistra světa, vybojoval ho na šampionátu v roce 2003, na 50 kilometrech.

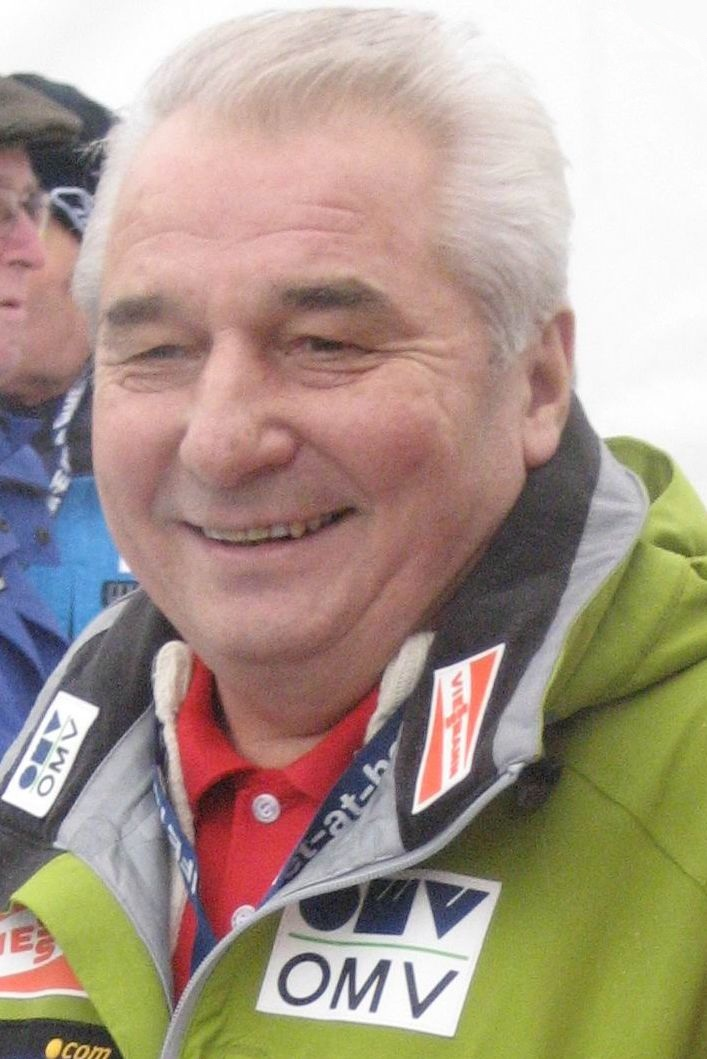
Jiří Raška

Také český skok na lyžích zažil velké úspěchy. Jiří Raška jako jediný přivezl olympijské zlato, z Grenoblu 1968. Na stejných hrách přidal i stříbro. Druhý nejcennější olympijský kov vyskákal i Pavel Ploc (1988), rovněž majitel olympijského bronzu (1984). Vůbec první olympijskou medaili ze skoků, bronzovou, dovezl již roku 1928 Rudolf Burkert. Medaili stejné hodnoty vybojoval v roce 1988 i Jiří Malec a v roce 1992 družstvo ve složení Tomáš Goder, František Jež, Jaroslav Sakala a Jiří Parma. Titul mistra světa ve skocích na lyžích má Wilhelm Dick (1925) a Jiří Parma (1987).
Také v severské kombinaci mají Češi mistry světa: Otakara Německýho z roku 1925 a Ladislava Rygla z roku 1970.

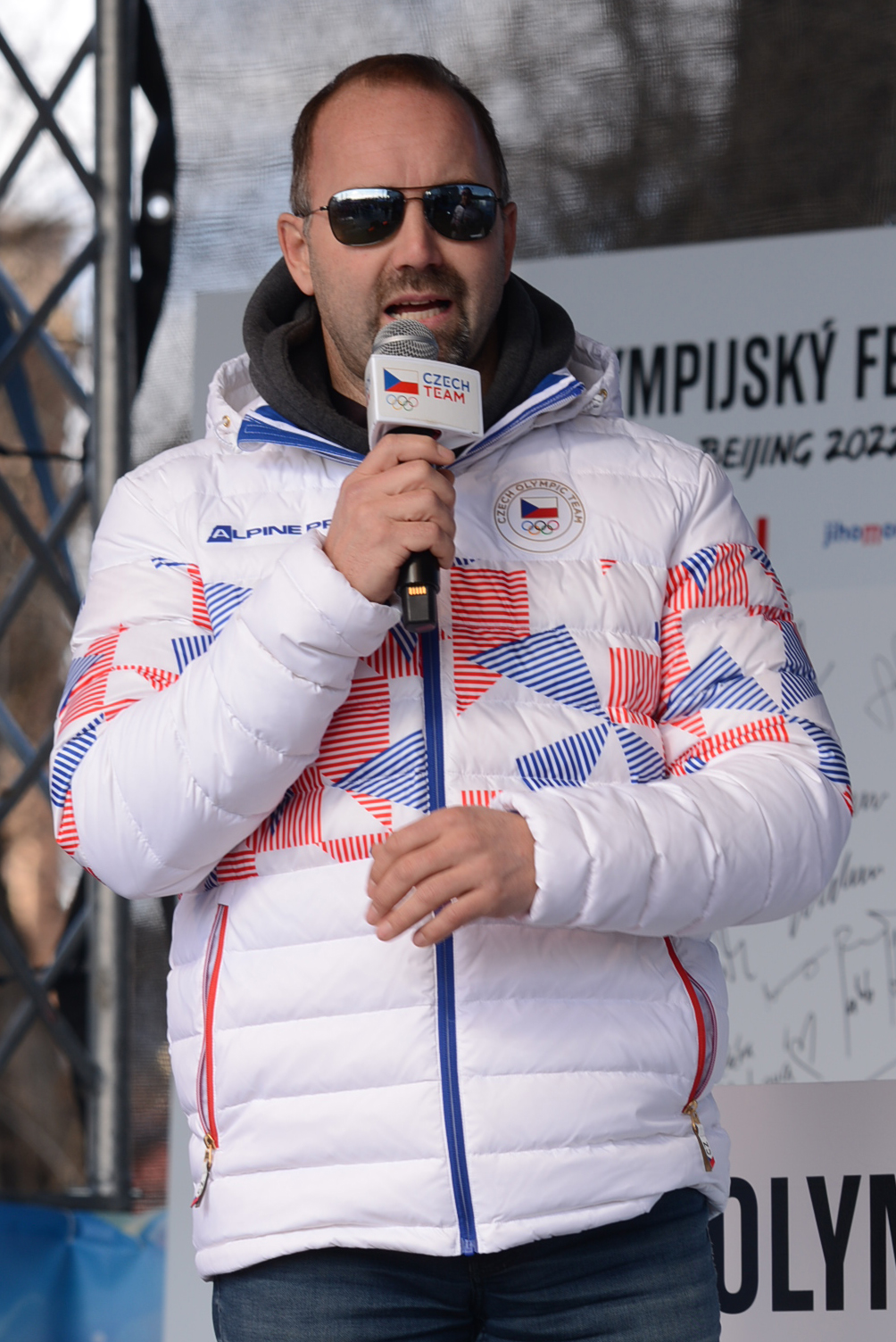
Aleš Valenta

Největší českou hvězdou akrobatického lyžování se stal Aleš Valenta, olympijský vítěz z roku 2002. Ve finálovém závodě při svém olympijském triumfu jako první člověk na světě skočil trojité salto s pěti vruty. K akrobatickému lyžování patří i skikros, do jeho dějin se Češi zapsali díky dvojnásobnému mistru světa Tomáši Krausovi.

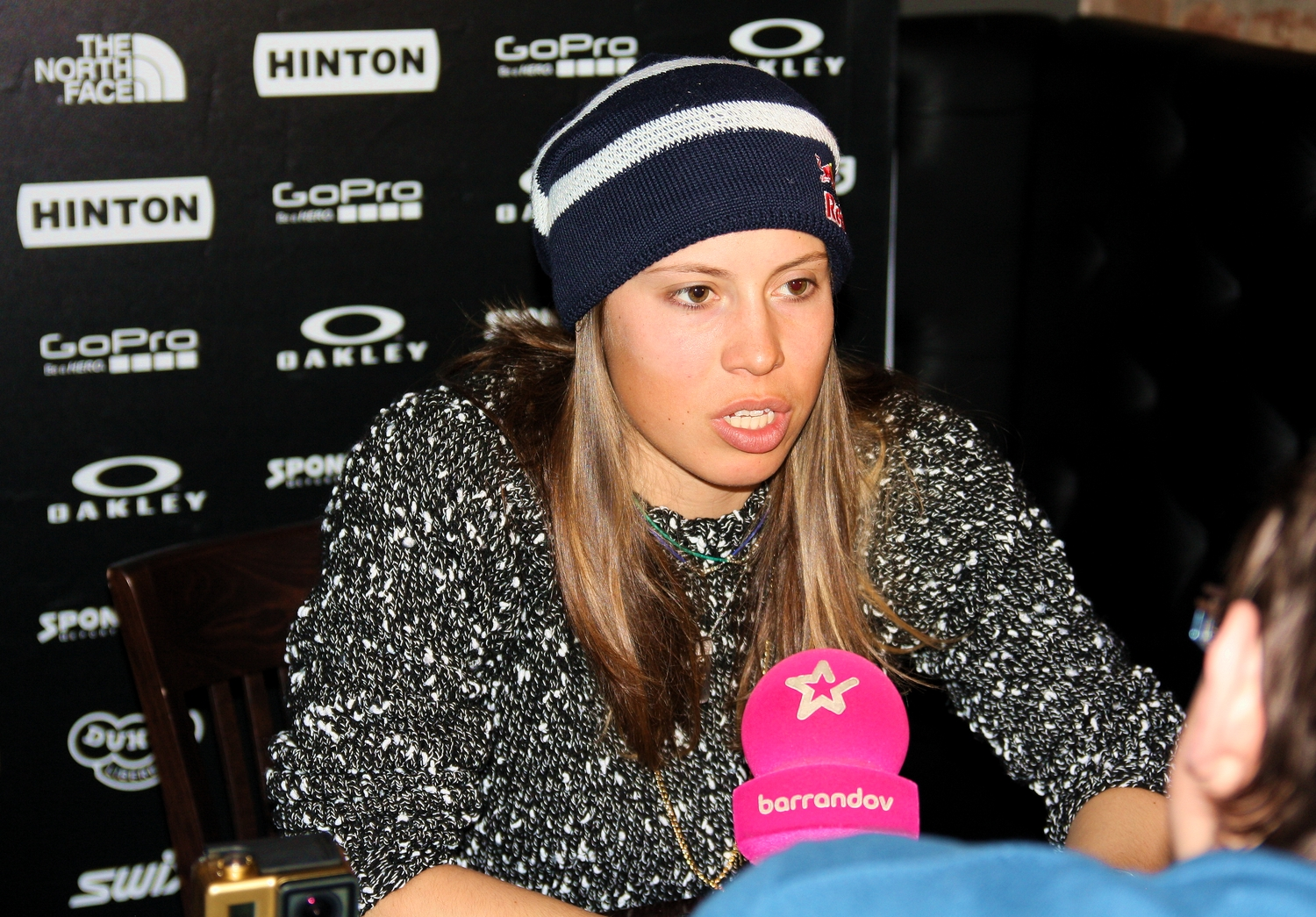
Eva Adamczyková

České alpské lyžování našlo svou královnu v Ester Ledecké, díky jejímu senzačnímu vítězství v superobřím slalomu na olympiádě v Pchjongčchangu roku 2018. K jejím nejúspěšnějším předchůdkyním patří Olga Charvátová (olympijský bronz ze sjezdu z roku 1984) a Šárka Záhrobská (držitelka olympijského bronzu ve slalomu z roku 2010, mistryně světa ve slalomu z roku 2007 a držitelka stříbra a dvou bronzů z MS).
I ve snowboardingu je největší osobností Ester Ledecká, dvojnásobná olympijská vítězka v paralelním obřím slalomu (2018, 2022), mistryně světa ve stejné disciplíně a v paralelním slalomu a čtyřnásobná vítězka Světového poháru v paralelním snowboardingu. Svou úspěšností jí konkuruje Eva Adamczyková závodící v disciplíně snowboardcross, v níž se stala olympijskou vítězkou (2014), držitelkou olympijského bronzu (2018) a dvojnásobnou mistryní světa (2019, 2023). Stříbro z mistrovství světa má v disciplíně slopestyle Šárka Pančochová (2011).

## Kanoistika a veslování

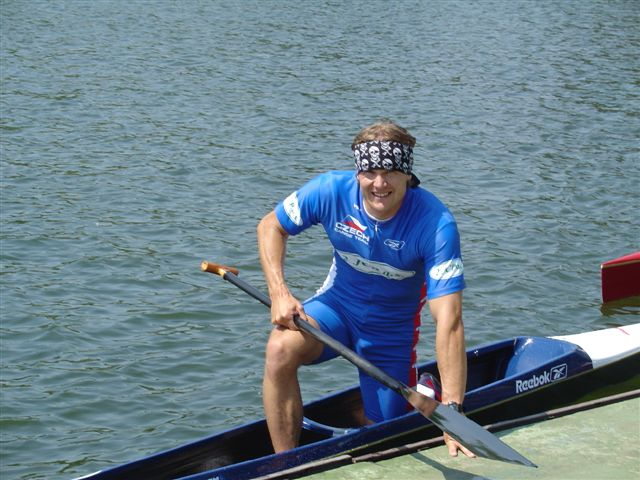
Martin Doktor

Rychlostní kanoistika má v Česku velkou tradici. První olympijské zlato přivezly již roku 1936 z Berlína dvojice Zdeněk Škrland & Václav Mottl a Vladimír Syrovátka & Jan Brzák. Na dalších hrách v Londýně roku 1948 přišla první individuální zlatá, zásluhou Františka Čapka, kterého hned druhý den napodobil Josef Holeček. Londýnskou sbírku doplnila na kilometrové trati dvojice Bohumil Kudrna a Jan Brzák. Holeček dokázal obhájit za čtyři roky na hrách v Helsinkách. Tím zlatá éra české rychlostní kanoistiky skončila. Dlouhý zlatý půst ukončil až roku 1996 na hrách v Atlantě Martin Doktor, a to hned dvěma triumfy, na 500 i 1000 metrech. Další žně přinesla olympiáda v Paříži roku 2024, kde získal zlato Martin Fuksa na kánoi a Josef Dostál na kajaku.

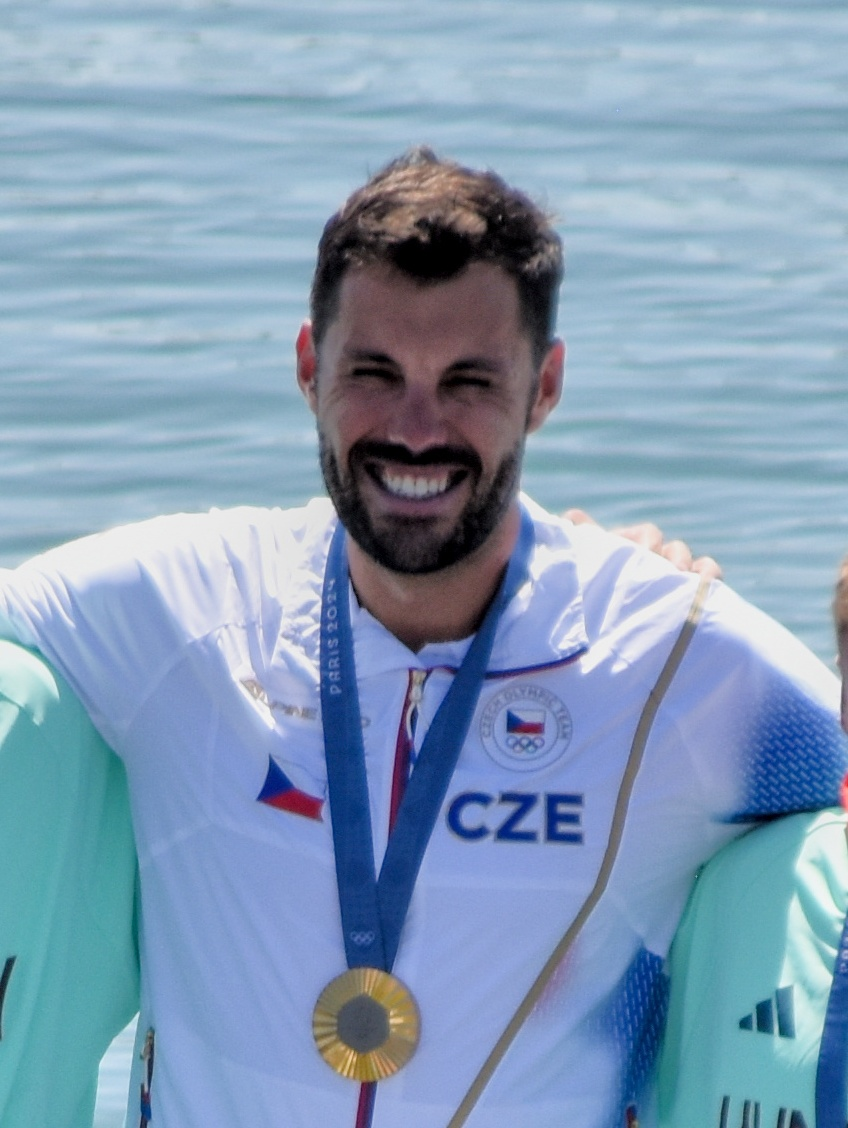
Josef Dostál

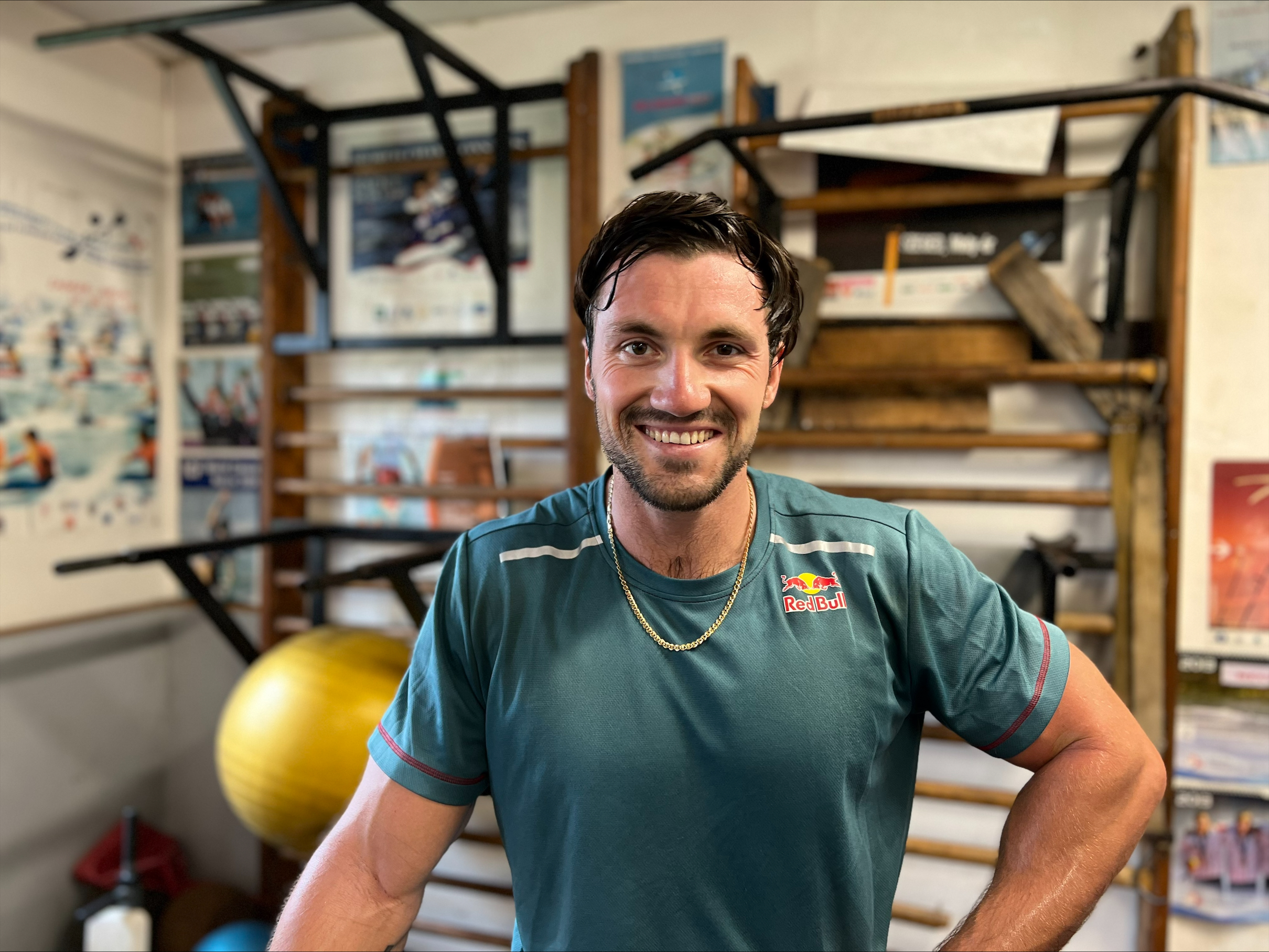
Martin Fuksa

Samostatné Česko má 13 zlatých z MS. Martin Doktor má dvě (1997, 1998). Trojnásobným mistrem světa je Martin Fuksa (2015, 2017, 2023). V roce 1998 zlato z MS přivezla z 200 metrové trati čtyřka ve složení Petr Procházka, Tomáš Křivánek, Petr Fuksa, Karel Kožíšek, roku 2006 je v Segedínu napodobila čtveřice Petr Procházka, Jiří Heller, Jan Břečka, Petr Fuksa. Nejúspěšnějším českým kajakářem všech dob se stal Josef Dostál, který má ve sbírce pět zlatých individuálních medailí ze světového šampionátu (2 x 2014, 2017, 2018, 2022). V roce 2014 zvítězil na kilometrové trati čtyřkajak ve složení Daniel Havel, Lukáš Trefil, Josef Dostál a Jan Štěrba. V éře Československa čeští kanoisté sebírali osm světových zlatých (ta devátá československá náleží Slovákům díky Attilovi Szabó). Jeden titul mistra světa získal Holeček (1950), jeden roku 1954 Jiří Vokněr, dvakrát se mistrem světa stal Jiří Vrdlovec (1983, 1985), roku 1938 titul získal Jan Brzák ve dvojici s Bohuslavem Karlíkem, v roce 1950 hned dvakrát s Bohumilem Kudrnou. Již v roce 1938 zvítězily na 500 metrech Marta Pavlisová se svou sestrou Marií Zvolánkovou. Jde o jedinou českou ženskou medaili z MS v rychlostní kanoistice.

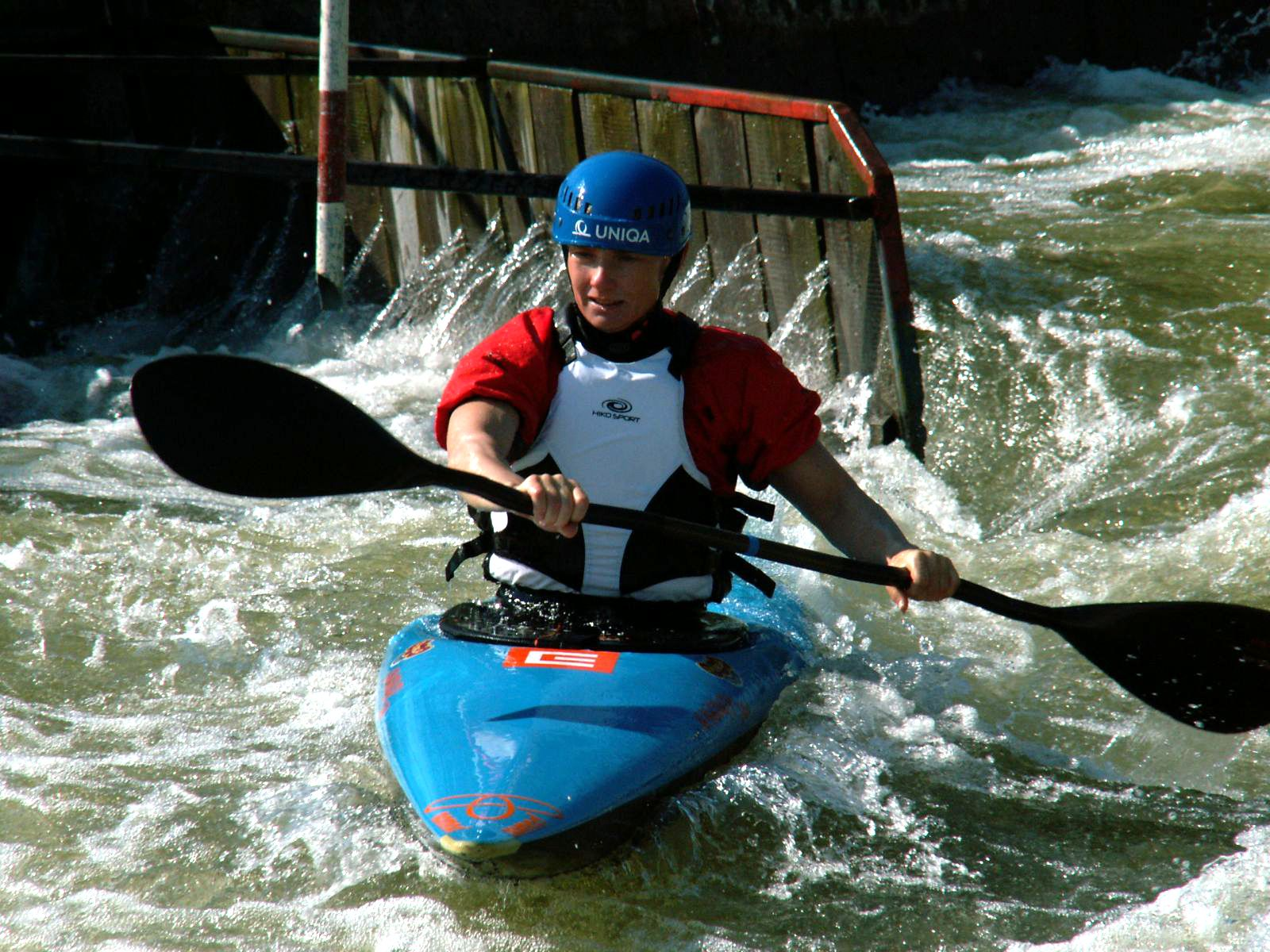
Štěpánka Hilgertová

Ještě významnější postavení si Česko udržuje v kanoistice na divoké vodě, zejména ve vodním slalomu. Štěpánka Hilgertová je dvojnásobnou olympijskou vítězkou (1996, 2000). První olympijské zlato přivezl Lukáš Pollert z Barcelony v roce 1992. V Tokiu roku 2021 ho získal Jiří Prskavec. Z mistrovství světa si Česko přivezlo 35 zlatých medailí k roku 2024, Československo 33. Rekordmankou je Štěpánka Hilgertová se sedmi zlatými. Marek Jiras, Tomáš Máder, Jaroslav Volf a Ondřej Štěpánek jsou šestinásobnými mistry světa. Jiří Prskavec a Jaroslav Pospíšil mají pět zlatých, Ludmila Polesná, Vavřinec Hradilek, Miroslav Šimek a Jiří Rohan čtyři. Ludmila Polesná všechny čtyři zlata získala v individuálním závodě a je z tohoto hlediska druhou nejúspěšnější slalomářkou v historii mistrovství světa, hned za legendární Australankou Jessicou Foxovou.

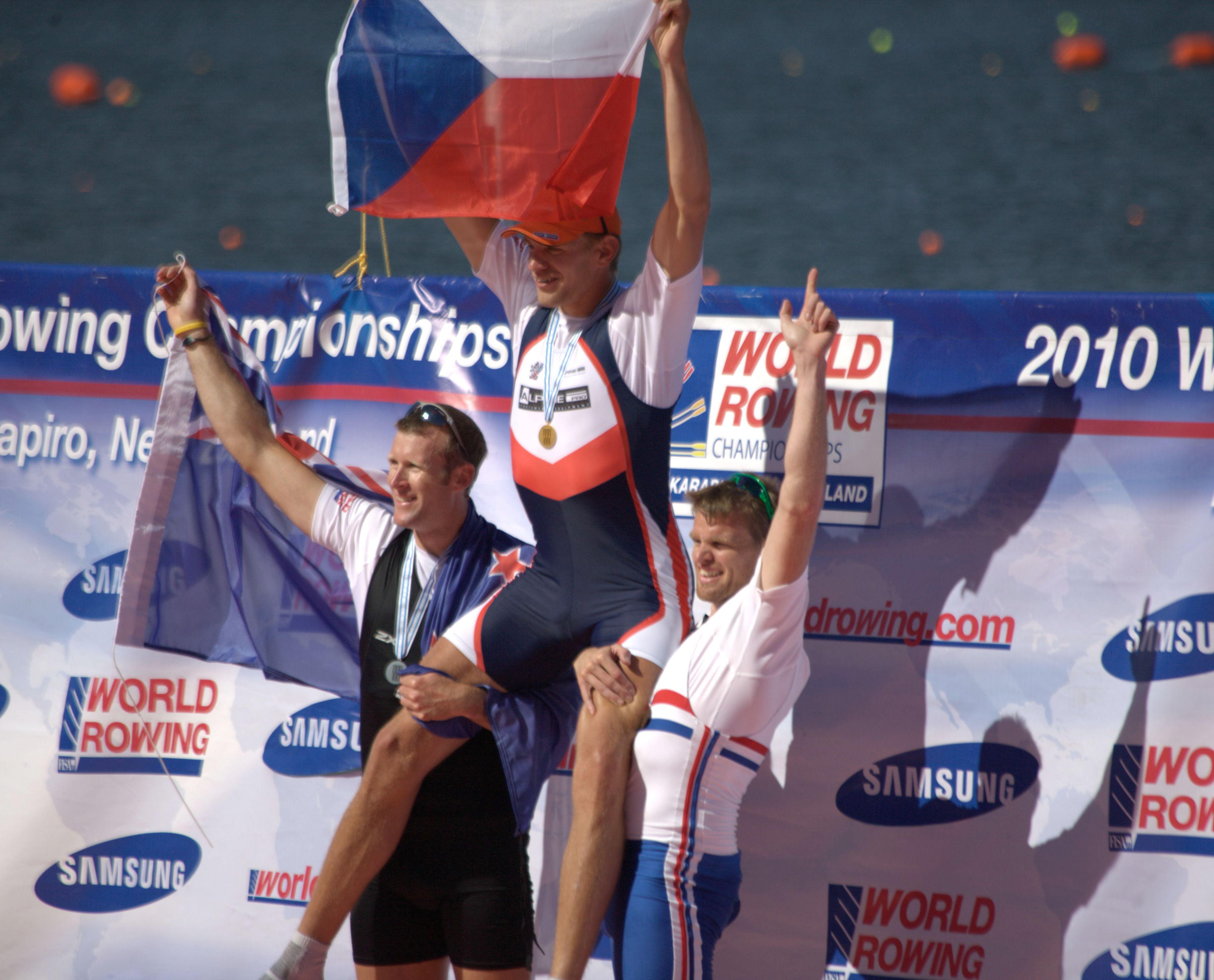
Ondřej Synek

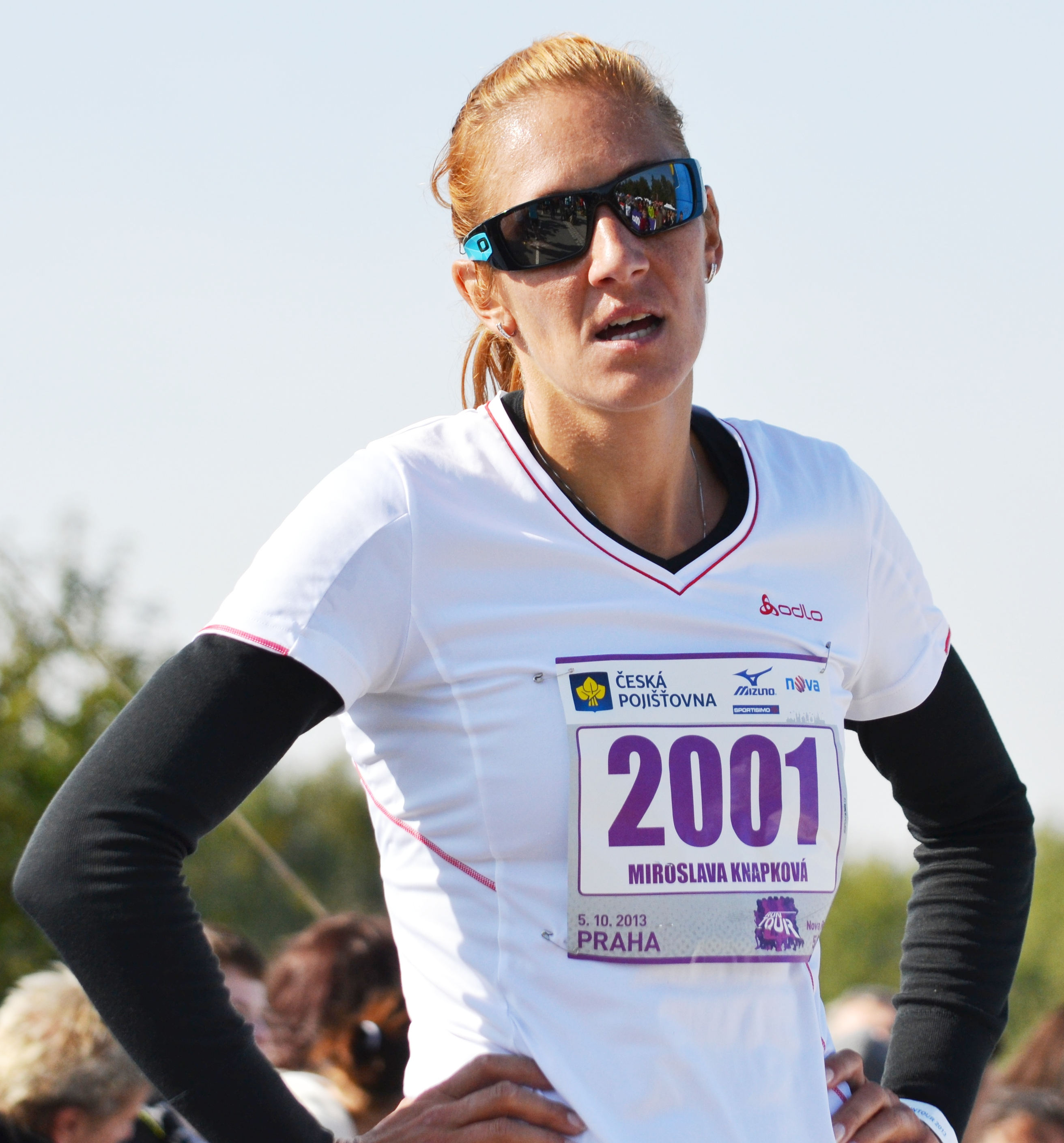
Miroslava Knapková

Také veslování má velkou tradici. První olympijské zlato přivezla z Helsinek v roce 1952 čtyřka s kormidelníkem (Karel Mejta, Jiří Havlis, Jan Jindra, Stanislav Lusk, Miroslav Koranda). V Římě roku 1960 navázal dvojskif Václav Kozák a Pavel Schmidt. Třetí české veslařské zlato (a první pro Česko) vybojovala na skifu Miroslava Knapková na LOH v Londýně roku 2012. Zlato z mistrovství světa se v éře Československa nikdy nepodařilo přivézt, ale Česko prokletí zlomilo a získalo na světovém šampionátu již sedm zlatých. Pět z nich má na svém kontě Ondřej Synek. Sbírku doplnil v roce 2000 Michal Vabroušek na skifu lehkých vah a Miroslava Knapková na skifu roku 2011.
Českou veslařskou tradicí jsou Pražské primátorky, proslavené zatáčkou pod Vyšehradem. Závod založil již roku 1895 český průkopník sportu Josef Rössler-Ořovský.

## Motoristický sport

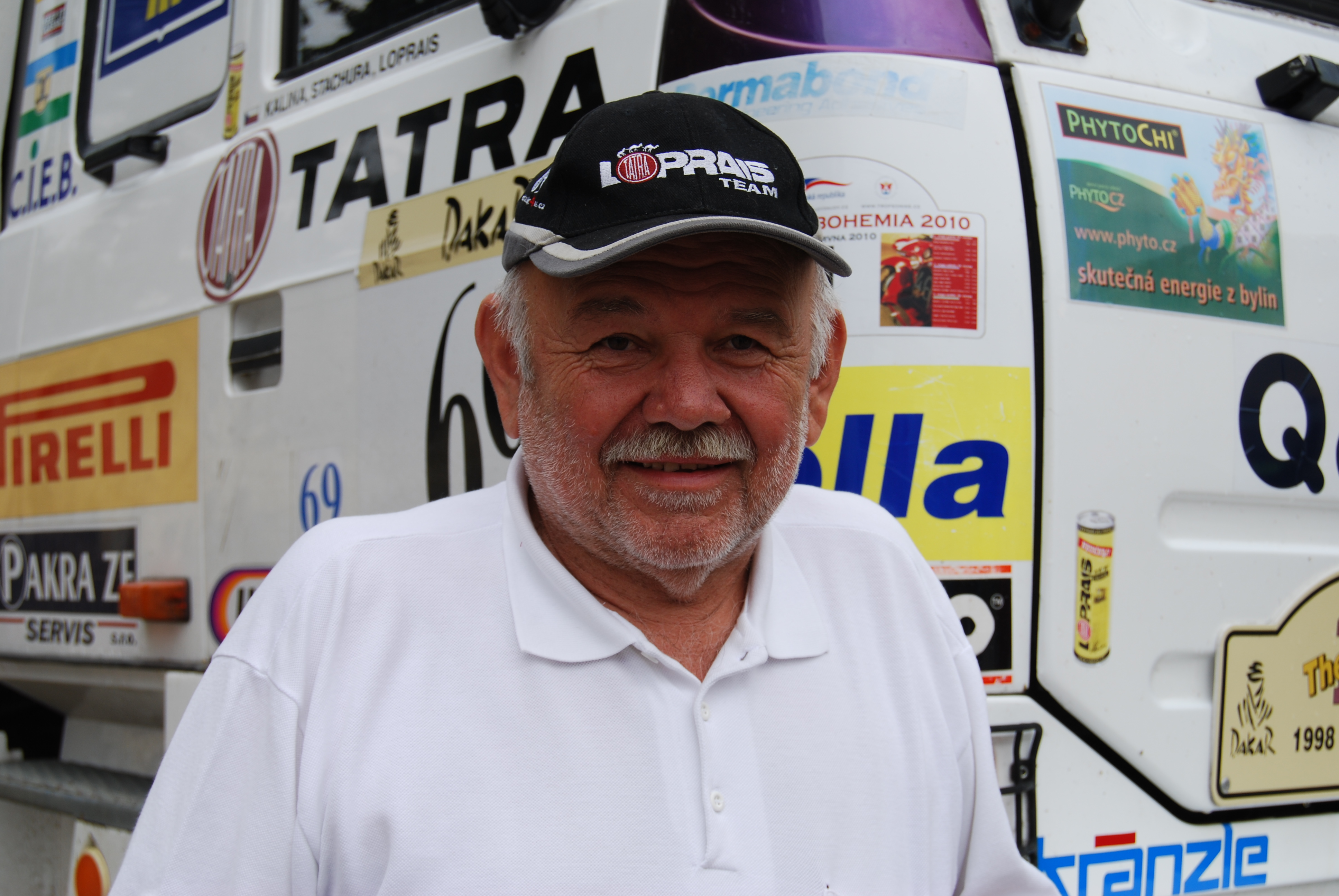
Karel Loprais

Tomáš Enge je jediným českým účastníkem závodů Formule 1. Legendou českého automobilového sportu je Eliška Junková. V seriálu mistrovství světa silničních motocyklů (MotoGP) Češi vyhráli sedm závodů, čtyři František Šťastný, dva Lukáš Pešek a jeden Karel Abraham. Na "bednu" se krom nich postavili ještě Gustav Havel, Jakub Kornfeil, Bohumil Staša, Stanislav Malina, František Boček a Filip Salač. Bodovali rovněž Jakub Smrž, Jaroslav Huleš a Karel Hanika. Karel Loprais je šestinásobným vítězem Rallye Dakar v kategorii nákladních vozů. Jeho úspěch se podařilo zopakovat roku 2024 Martinu Macíkovi. V roce 2013 se stal Jan Kopecký prvním českým mistrem Evropy v rallye, dvě stříbra z něj má Pavel Sibera. Mistrem Evropy v motokrosu se stal Jaromír Čížek. David Vršecký je dvojnásobným mistrem Evropy v závodech tahačů, jeden titul má Adam Lacko. Lukáš Vojáček, Václav Janík, Miroslav Jakeš, Robert Šenkýř, Otakar Krámský a Josef Kopecký jsou mistry Evropy v závodech do vrchu. K motoristickým sportům jsou počítány i letecké závody. Ten nejslavnější, Red Bull Air Race, vyhrál Martin Šonka. Mistry světa v letecké akrobacii jsou Ladislav Bezák, Ivan Tuček a Petr Jirmus. Mistry Evropy na ploché dráze se stali Bohumil Brhel a Aleš Dryml ml. Na ledové ploché dráze získali titul mistra světa Antonín Šváb a Milan Špinka.

## Cyklistika

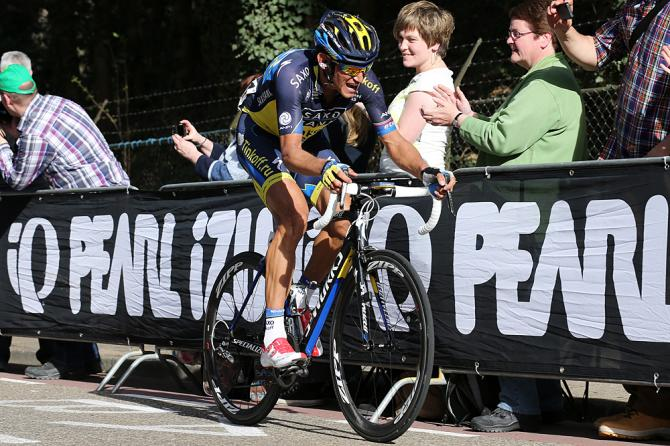
Roman Kreuziger

V silniční cyklistice byli dlouho čeští cyklisté limitováni tím, že jim komunistický režim nedovoloval zúčastňovat se nejprestižnějších, tedy "profesionálních" závodů. Nejdůležitější závod, kam mohli, byl Závod míru, který před rokem 1990, v dobách jeho největší prestiže, vyhráli Jan Veselý (1949), Jan Smolík (1964) a Vlastimil Moravec (1972). Tour de France se čeští cyklisté poprvé zúčastnili v roce 1987, prvním Čechem na startu byl Květoslav Palov. Nejlepšího českého výsledku v historii tohoto závodu dosáhl Roman Kreuziger, který v roce 2013 skončil na celkovém 5. místě. Leopold König skončil o rok později desátý. Etapu na Tour vyhráli Ján Svorada (Slovák reprezentující od roku 1996 Česko) a Zdeněk Štybar. Také na Giro d'Italia má nejlepší český výsledek na svědomí Kreuziger, roku 2011 skončil celkově pátý. Na Vueltě je to König, díky svému celkovému 9. místu v roce 2013. Celkovým umístěním do 10. místa v závodech Grand Tour se kromě těchto dvou může pochlubit ještě Jan Hirt, jehož maximem bylo 6. místo na Giru v roce 2022. Kreuziger je též vítěz Tour de Romandie 2009 a Tour de Suisse 2008.

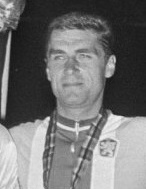
Jiří Daler

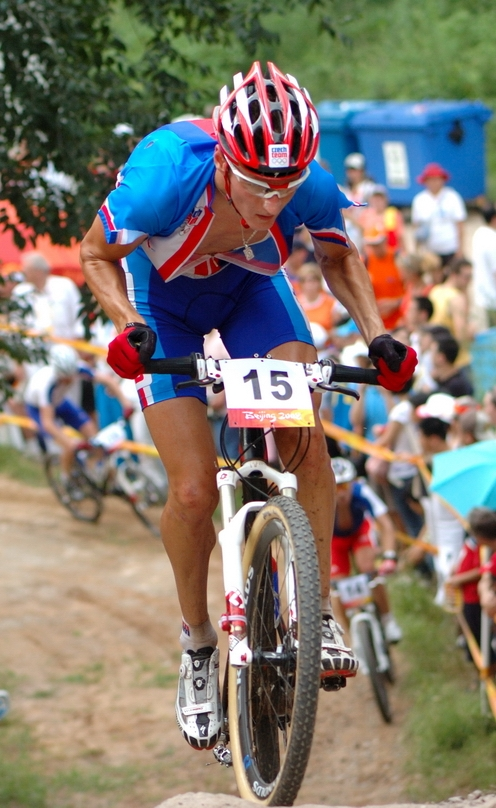
Jaroslav Kulhavý

V dráhové cyklistice přivezl zlatou olympijskou medaili Jiří Daler (1964). Čeští dráhoví cyklisté kralovali svého času v neolympijské a dnes již neexistující disciplíně tandem. Trojnásobnými mistry světa se v ní stali Vladimír Vačkář a Miroslav Vymazal, taktéž tři světové tituly získali jejich nástupci Ivan Kučírek a Pavel Martínek, dvojnásobnými světovými šampiony v tandemu jsou Vítězslav Vobořil a Roman Řehounek. Mistrem světa v disciplíně omnium se stal Alois Kaňkovský (2007). Lada Kozlíková je mistryní světa ve scratchi (2002), Jarmila Machačová v bodovacím závodě (2013).

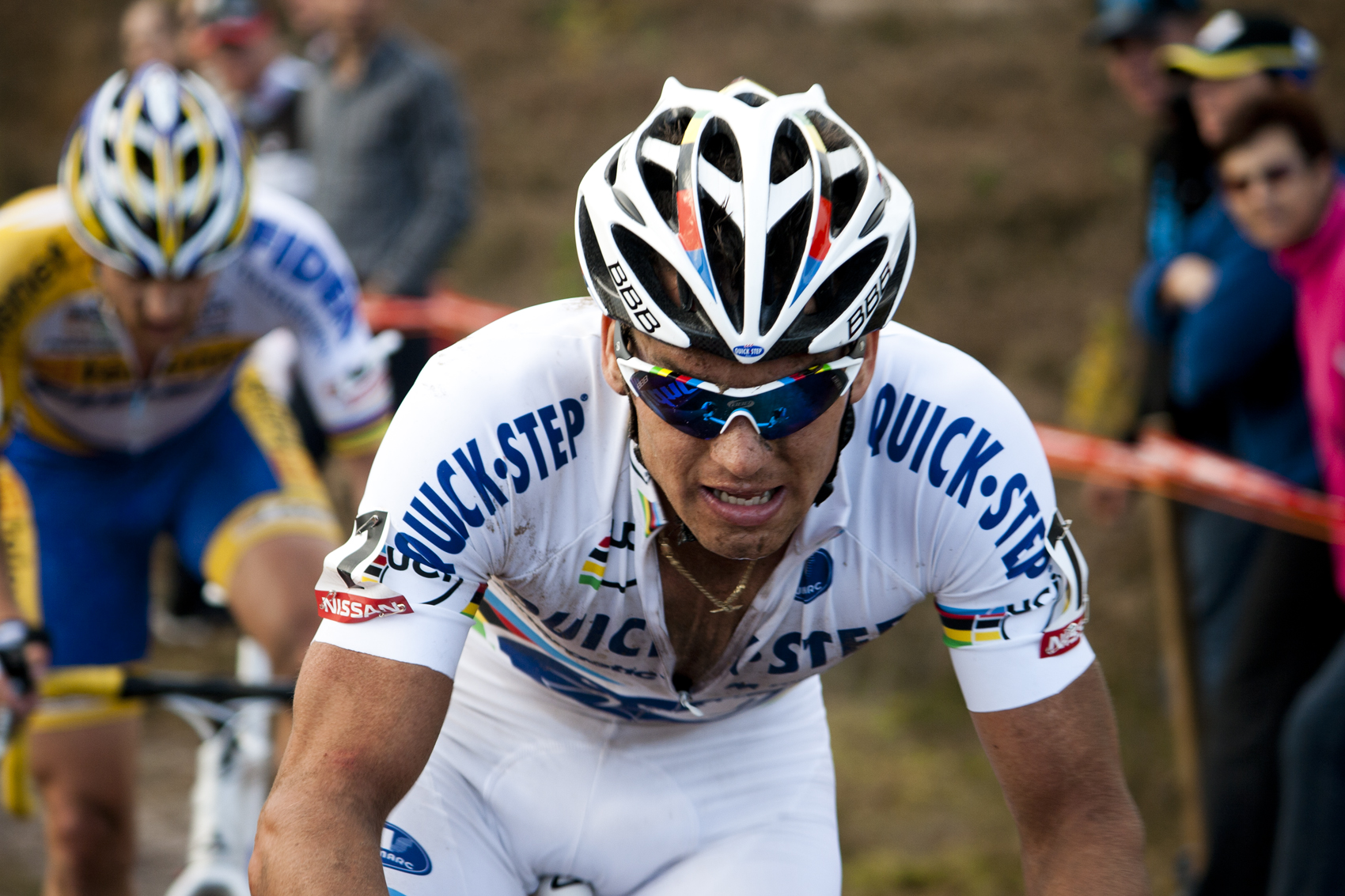
Zdeněk Štybar

I v poměrně mladé odrůdě cyklistiky, horských kolech, Češi zaznamenali úspěchy - Jaroslav Kulhavý na olympiádě v Londýně roku 2012 vybojoval zlatou medaili a na dalších hrách v Riu skončil na příčce stříbrné. Kulhavý je též dvojnásobným mistrem světa (2011, 2014) a Evropy (2010, 2011). Ondřej Cink je mistr Evropy do 23 let (2012). Jana Bártová je mistryní Evropy v kategorii elite (2015), Kristián Hynek (2012) a Tereza Huříková (2014) v marathonu. Michal Prokop je trojnásobným mistrem Evropy ve four-crossu (2003, 2004, 2009), ve stejné disciplíně ME zvítězili Jakub Říha (2013) a Romana Labounková (2010). V paralelním slalomu Michal Maroši (1998).
V závodech BMX je nejúspěšnější Jana Horáková, dvojnásobná bronzová medailistka z mistrovství světa (2002, 2007). V akrobatické verzi BMX, freestylu, je Iveta Miculyčová dvojnásobnou mistryní Evropy (2022, 2023).
Z neolympijských druhů cyklistiky měla v minulosti v Československu významné postavení kolová, bratři Jindřich a Jan Pospíšilové jsou dvacetinásobní mistři světa. Jejich následovníky byli zejména Miroslav Berger a Jiří Hrdlička, oba se mohou pochlubit dvěma tituly mistra světa. Také cyklokros má v Česku tradičně dobré zázemí. Mistry světa v cyklokrosu jsou Miloš Fišera (1981, 1982), Radomír Šimůnek (1983, 1984, 1991), Karel Camrda (1988) a Zdeněk Štybar (2010, 2011, 2014). Nejúspěšnější cyklokrosařkou je Kateřina Nash.

## Úpolové sporty

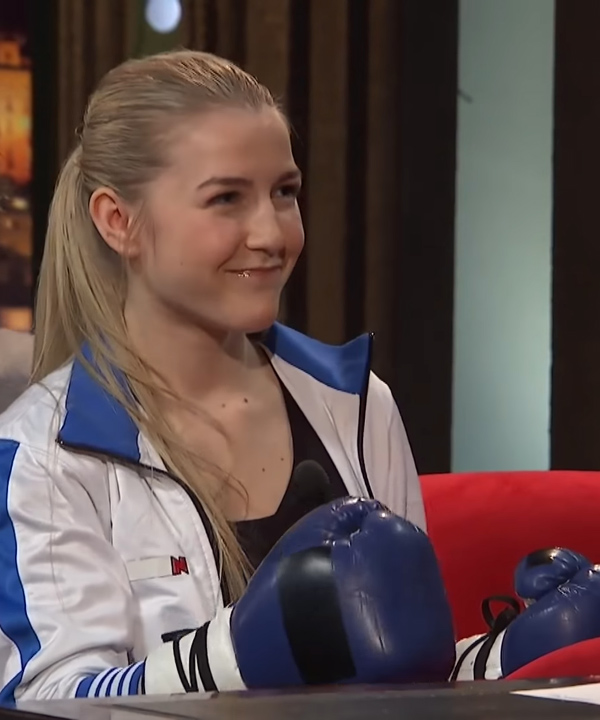
Fabiana Bytyqiová

K nejtradičnějším bojovým sportům v Česku patří box. První české olympijské zlato (po dvou slovenských) vybojoval v éře Československa velter Bohumil Němeček na olympiádě v Římě roku 1960. Vůbec první českou boxerskou olympijskou medaili, stříbrnou, přivezl Jan Heřmánek v roce 1928 z Amsterdamu. Na další olympijskou medaili z mezikruží Češi čekali až do roku 2000, kdy ze Sydney přivezl stříbro Rudolf Kraj. Česko má též tři bronzy z amatérského mistrovství světa, dva zajistil Lukáš Konečný a jeden Kraj. Konečný se stal i prvním českým mistrem světa v profi ringu. Mezi ženami profesionální titul mistryně světa dokázala urvat Fabiana Bytyqiová.

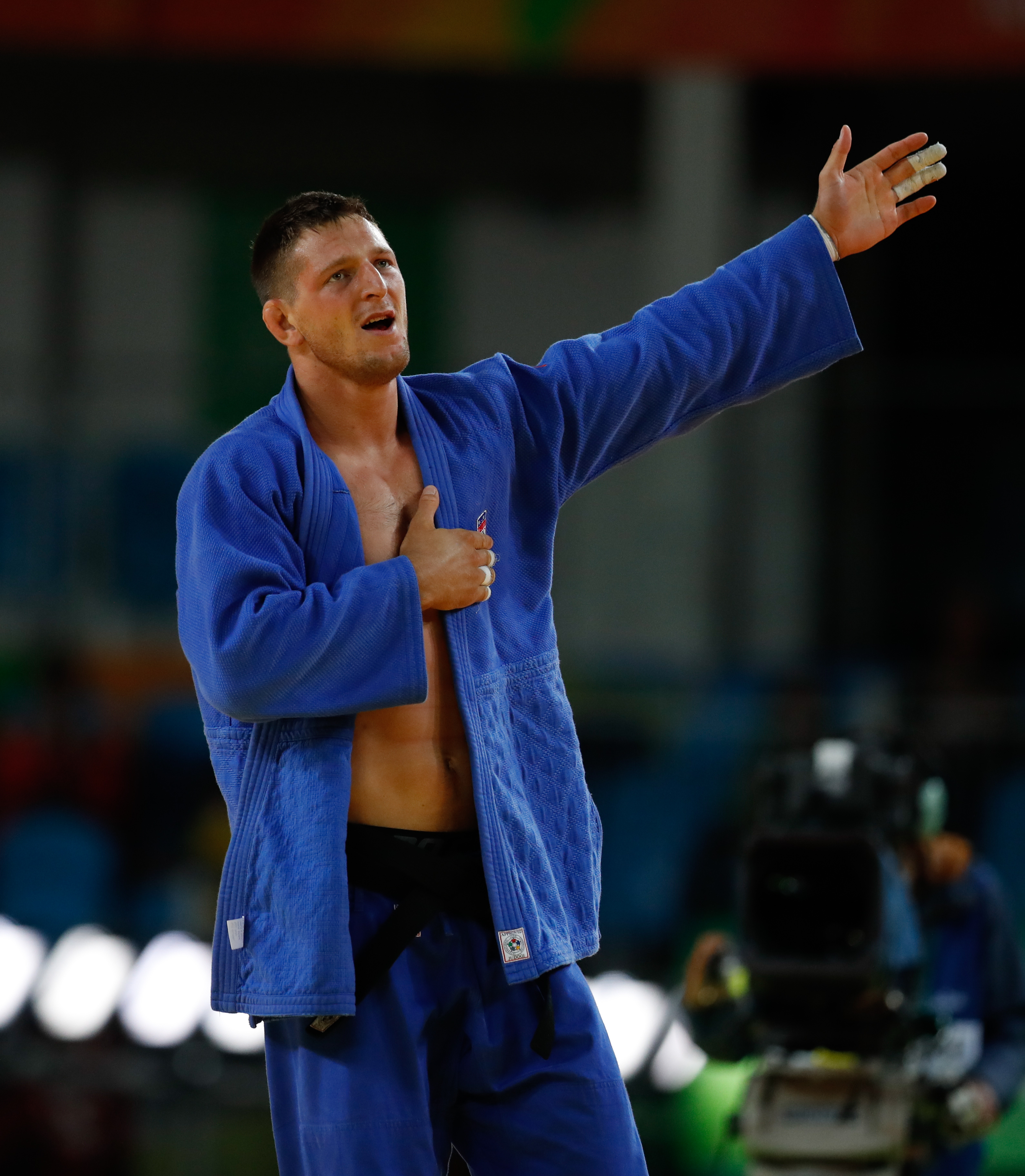
Lukáš Krpálek

Podobně tradiční je v Česku zápas. Na mnichovské olympiádě v roce 1972 získal zlato klasik Vítězslav Mácha. Má i stříbro z Montrealu 1976 a je jediným Čechem, který se kdy stal mistrem světa v zápase, a to hned dvakrát (1974, 1977). Stříbro z OH přivezli Josef Urban (1932), Josef Klapuch (1936), Josef Růžička (1952) a Jiří Kormaník (1964). Bronz Bohumil Kubát (1960), Miroslav Zeman (1968), Petr Kment (1968) a jako jediný v éře samostatného Česka Marek Švec (2008), který ale svůj cenný kov nemohl oslavit přímo v Pekingu, musel počkat na diskvalifikaci nadopovaných soupeřů. Marek Švec je také nejúspěšnějším zápasníkem samostatného Česka na mistrovství světa, kde jediný dosáhl na druhé místo, a to hned dvakrát (1998, 2006), a k tomu přidal dva bronzy (2007, 2009) ze čtyř, které Česko dosud získalo. Další dva mají na svědomí Petr Švehla (2005) a Artur Omarov (2023).
O něco později než box a zápas se etablovalo v Česku judo. První judistickou olympijskou medaili přivezl v roce 1980 Vladimír Kocman a měla bronzovou hodnotu. Největším českým judistou všech dob se stal Lukáš Krpálek, když vybojoval olympijské zlato v Riu roku 2016 a za pět let na hrách v Tokiu obhájil (byť bojoval v jiné váhové kategorii). Krpálek je rovněž dvojnásobným mistrem světa (2014, 2019) a trojnásobným mistrem Evropy (2013, 2014, 2018). Touto bilancí si zajistil i postavení nejlepšího úpolového sportovce v české historii. Stříbro z MS má Pavel Petřikov starší, bronz Vladimír Kocman a Michaela Vernerová (1999), nejspěšnější judistka v historii Česka, rovněž držitelka stříbra (1997) a dvou bronzů (1999, 2000) z mistrovství Evropy.
K mladším bojovým sportům v Česku patří karate, v němž největším úspěchem je stříbro a bronz z mistrovství světa. Stříbro přivezla Petra Piskačová ze šampionátu v roce 1998, bronz Jan Tuček z MS 2002. Mistryněmi Evropy v karate jsou Petra Nová (2002) a Petra Peceková (2007). Také poslední olympijský úpolový sport, taekwondo, se již etabloval. Zlomovým byl rok 2023, kdy Petra Štolbová přivezla stříbro z mistrovství Evropy a ze stejného šampionátu si odvezla bronz Hana Flégrová.
Ve 21. století přišel boom smíšených bojových umění, prvním českým šampionem v nejznámější soutěži UFC (Ultimate Fighting Championship) se stal v roce 2022 Jiří Procházka.

## Gymnastika

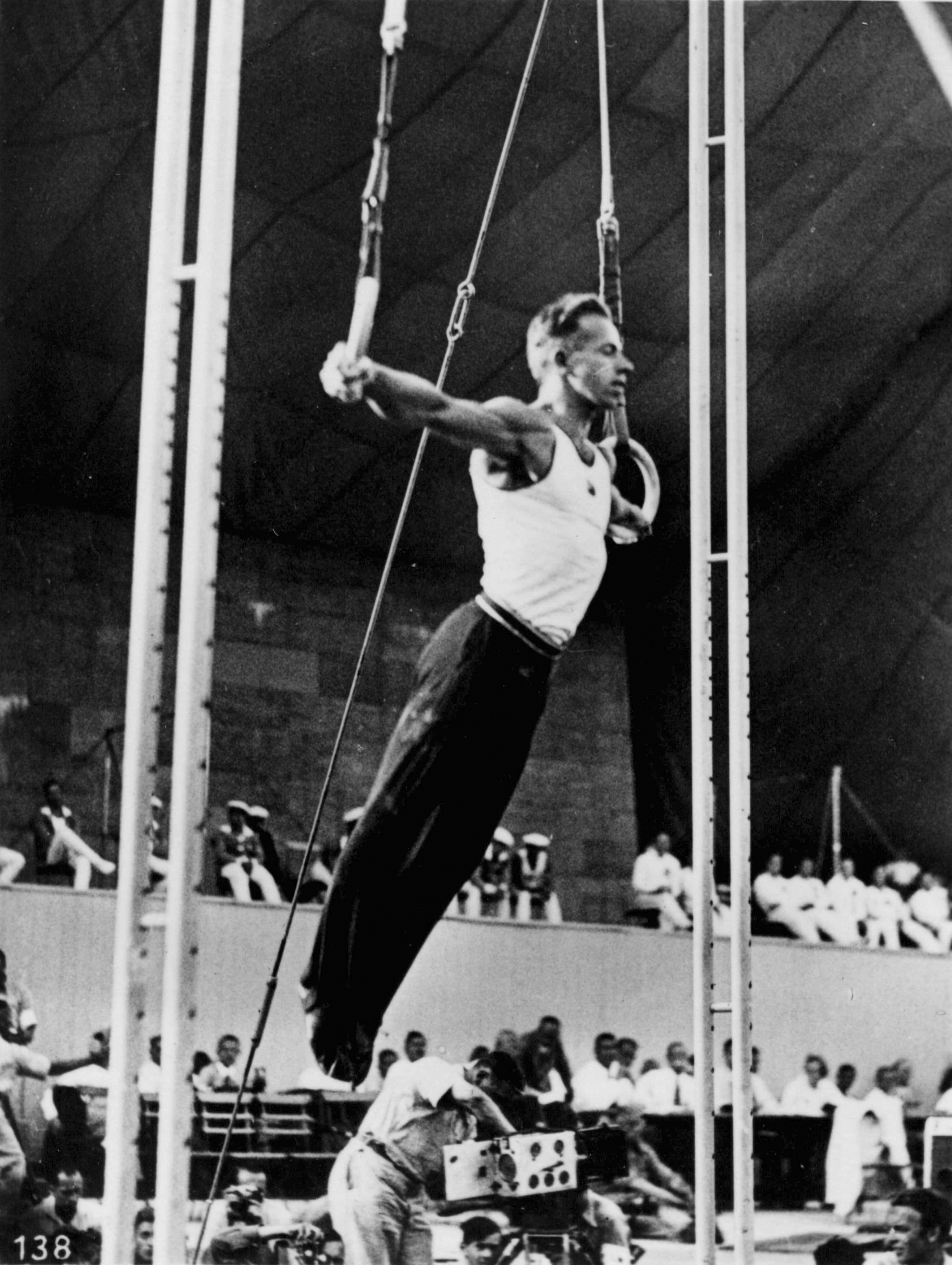
Alois Hudec

Vzhledem k tradici Sokola byla česká gymnastika od počátku 20. století velmi vitální a připisovala si mezinárodní úspěchy. Již první české olympijské zlato zajistil gymnasta, Bedřich Šupčík v roce 1924, byť v dnes již neexistující disciplíně šplh. Hned na příští olympiádě v Amsterdamu roku 1928 přišlo další gymnastické zlato, když Ladislav Vácha ovládl disciplínu bradla. V Berlíně v roce 1936 zhatil germánskou propagandu na kruzích Alois Hudec. Čtvrté olympijské zlato přivezlo z Londýna 1948 družstvo žen ve složení Zdeňka Honsová, Miloslava Misáková, Věra Růžičková, Božena Srncová, Milena Müllerová, Zdeňka Veřmiřovská, Olga Šilhánová, Marie Kovářová a Eliška Misáková (všechny české národnosti).

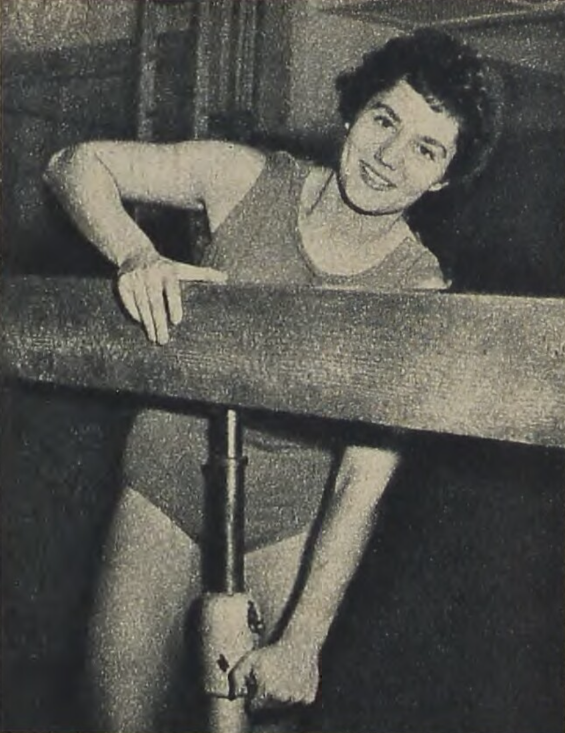
Eva Bosáková

Další vzedmutí přišlo na konci 50. let, nejprve díky Evě Bosákové, která vybojovala zlato na kladině na hrách v Římě roku 1960. Za čtyři roky v Tokiu už začala kralovat nejslavnější česká gymnastka všech dob Věra Čáslavská, která domů přivezla tři zlata, z osmiboje, přeskoku a kladiny. Na dalších hrách v Mexiku přidala do sbírky další čtyři zlaté medaile, ze stejných disciplín jako v Tokiu, jen tentokrát ještě přidala triumf v prostných. Tím však česká zlatá gymnastická éra skončila. Od té doby Češi získali na olympiádě již jen jedinou medaili (bronz Jiřího Tabáka v Moskvě 1980). Do té doby to bylo 12 zlatých, 13 stříbrných a 9 bronzových.
Individuálními mistry světa ve sportovní gymnastice jsou Josef Čada, Ferdinand Steiner, František Pecháček, Jan Gajdoš, František Erben, Ladislav Vácha, Miroslav Klinger, Jan Karafiát, Miroslav Karásek, Josef Malý, Emanuel Löffler, Alois Hudec, Leo Sotorník, Přemysl Krbec, Vlasta Děkanová, Věra Čáslavská, Eva Bosáková a Věra Černá, která jediná získala titul po roce 1966, a to na šampionátu konaném roku 1979.
Velmi rychle se v Česku stala populární i moderní gymnastika, a proto již na druhém mistrovství světa v tomto sportu se šampiónkou stala Hana Mičechová, navíc na stupních vítězů měla po boku Hanu Machatovou, která skončila třetí. Na mistrovství Evropy získala stříbro a bronz Daniela Bošanská (ve švihadle a stuze). Další medaile však již nepřišly (krom několika kolektivních), kvůli nastoupivší sovětsko-bulharské hegemonii. V nových odrůdách gymnastiky, jako jsou trampolína, sportovní aerobik a parkour, zatím český medailový úspěch nepřišel.

## Krasobruslení

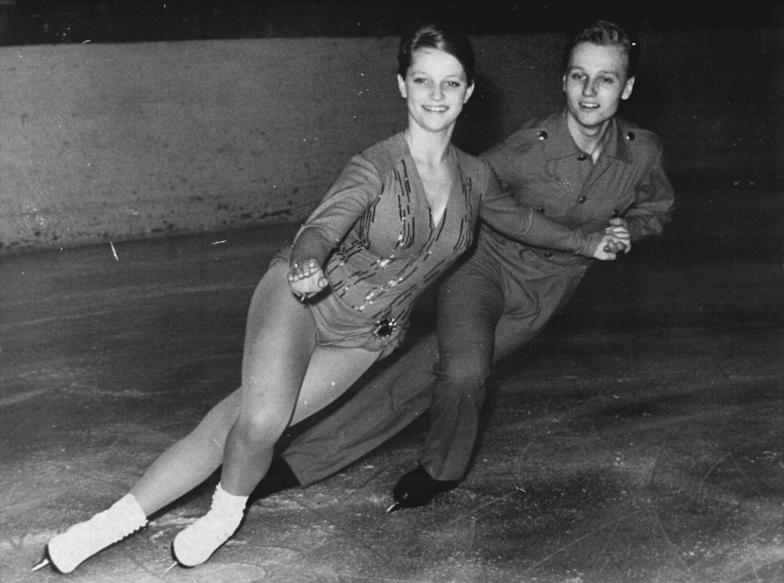
Sourozenci Romanovi

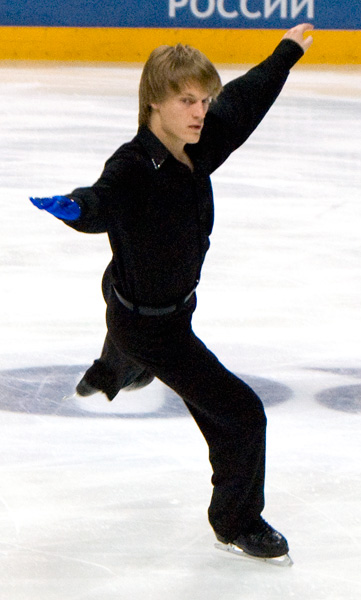
Tomáš Verner

První českou olympijskou medaili v krasobruslení, bronzovou, přivezla Hana Mašková z her v Grenoblu konaných roku 1968. Druhou a poslední zajistil v Albertville 1992 Petr Barna. Opět šlo o bronz.
Jedinou českou mistryní světa v soutěži žen se stala Ája Vrzáňová, a to hned dvakrát (1949, 1950). Radka Kovaříková a René Novotný se stali mistry světa ve sportovních dvojicích roku 1995. Avšak zdaleka největších úspěchů na světovém šampionátu Češi dosáhli v tanečních párech, kde legendární bratrská dvojice Eva Romanová a Pavel Roman sesbírala čtyři mistrovské tituly, a to v řadě (1962, 1963, 1964, 1965).
Českými mistry Evropy jsou Ája Vrzáňová (1950), Petr Barna (1992), Hana Mašková (1968) a Tomáš Verner (2008), ve sportovních dvojicích získali dva tituly Věra Suchánková a Zdeněk Doležal (1957, 1958) a v tanečních párech sourozenci Romanovi (1964, 1965). Na medaile nižších hodnot na evropském šampionátu dosáhli i Otto Gold (1930), Vladislav Čáp (1947), Jana Mrázková (1961), Liana Drahová (1974) a Michal Březina (2013), ve sportovních dvojicích Blažena Knittlová a Karel Vosátka (1948), Soňa Balunová a Miloslav Balun (1954), Radka Kovaříková a René Novotný (1995) a v tancích na ledě Jitka Babická s Jaromírem Holanem (1966).

## Rychlobruslení

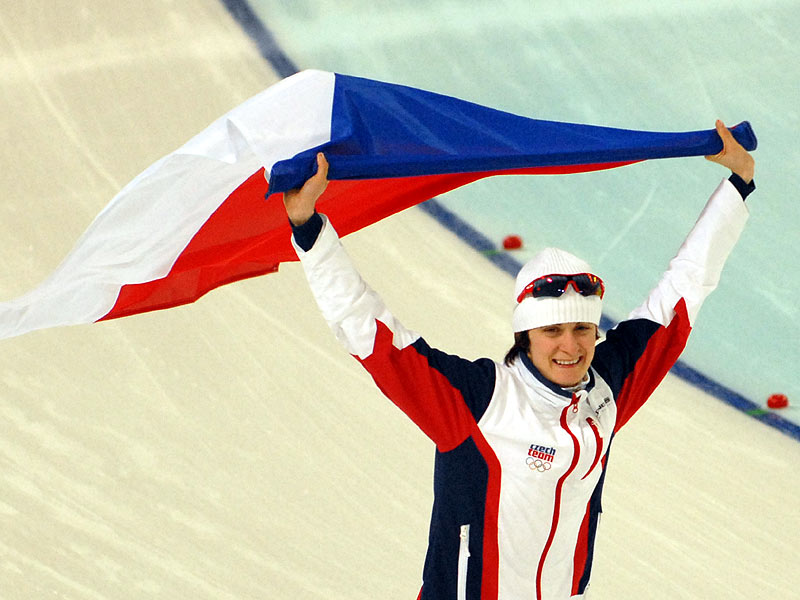
Martina Sáblíková

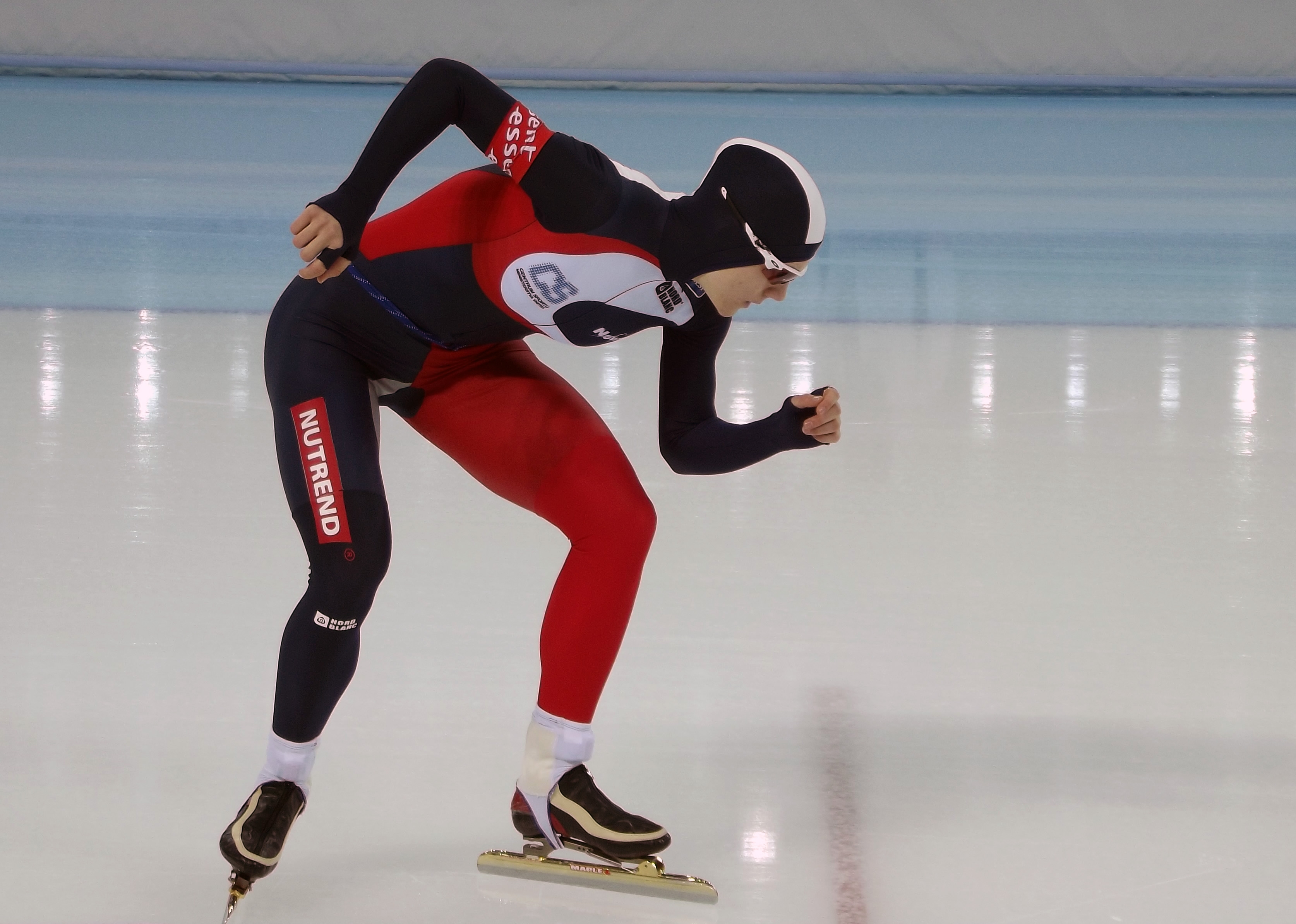
Karolína Erbanová

Rychlobruslení bylo v Česku dlouho Popelkou. Doposavad nestojí v celé zemi ani stadion, kde by se dalo rychlobruslit. Přesto se ČR nakonec stala rychlobruslařskou velmocí, k údivu celého světa. A to díky Martině Sáblíkové a jejímu trenérovi Petru Novákovi. Sáblíková, specialistka na dlouhé tratě s neobvyklou "nerychlobruslařskou" tělesnou konstitucí, se stala třetí nejúspěšnější rychlobruslařkou v dějinách mistrovství světa (vícebojařského) (za Gundou Niemannovou-Stirnemannovou a Ireen Wüstovou), s bilancí 5 zlatých, 2 stříbra a 1 bronz. Česko je jen díky ní pátou nejúspěšnější zemí tohoto mistrovství mezi ženami. Na mistrovství světa jednotlivých tratí je Sáblíková se 16 zlatými, 6 stříbrnými a 4 bronzy vůbec nejúspěšnější rychlobruslařkou historie šampionátu a Česko čtvrté v historické tabulce. Jeho bilanci vylepšila v roce 2015 Karolína Erbanová, jež dojela třetí na kilometru. První českou mužskou medaili ze světového šampionátu zajistil roku 2025 Metoděj Jílek, když skončil třetí na 10 000 metrech.
Sáblíková přivezla 7 olympijských medailí, což je rekord v éře samostatného Česka a druhá nejlepší bilance i po započtení československé éry (za Čáslavskou). Tři z těchto medailí jsou zlaté. Jednu olympijskou medaili českému rychlobruslení zajistila Erbanová na olympiádě v Pchjongčchangu roku 2018. Šlo o bronz ve sprintu na 500metrové trati. Erbanová je rovněž vedle Sáblíkové jediná, kdo uspěl na evropském šampionátu - je mistryní Evropy ze sprinterského víceboje (2017) a bronzovou medailistkou z pětiset metrů (2018).
Nejúspěšnější českou závodnicí v short tracku je Kateřina Novotná, která se stala mistryní Evropy ve víceboji roku 2010 a rok předtím získala na ME vícebojařské stříbro. Krom toho má z ME čtyři zlaté z jednotlivých disciplín.

## Triatlon

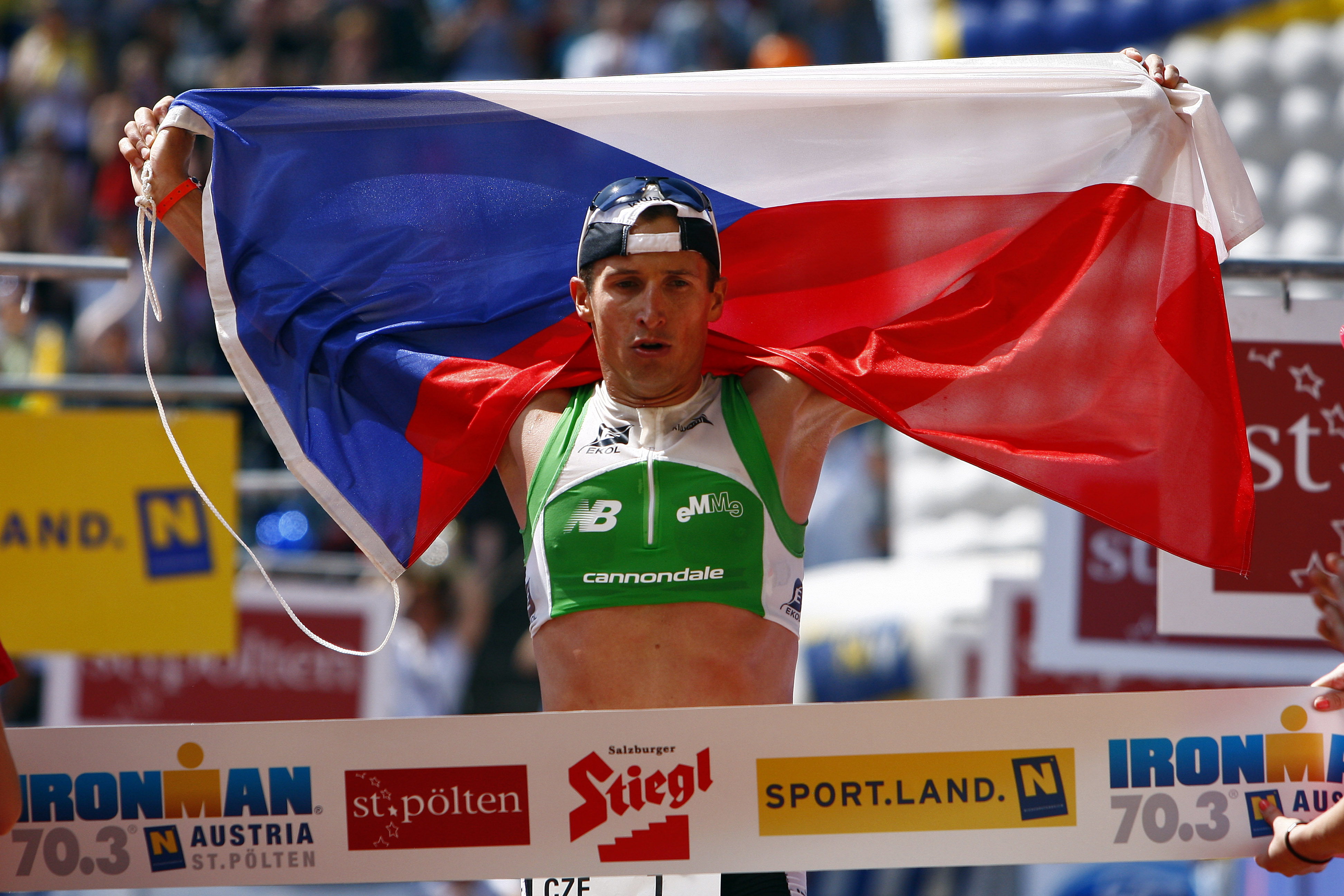
Filip Ospalý

Jedinou olympijskou medaili v triatlonu přivezl do Česka Jan Řehula, byl to bronz z her v Sydney konaných roku 2000.
Filip Ospalý se stal v roce 2001 mistrem Evropy a v dalších dvou letech přivezl z evropského šampionátu pokaždé stříbro. Ve stejné éře závodil i Řehula, který má z ME stříbro z roku 1999 a velkou trojku doplňoval Martin Krňávek, který na ME získal dva bronzy (1999, 2003). S odchodem těchto tří závodníků ale nejlepší éra českého mužského triatlonu skončila.
Nejúspěšnější českou triatlonistkou byla Vendula Frintová, držitelka stříbra (2011) a bronzu (2013) z mistrovství Evropy.

## Plavecké sporty

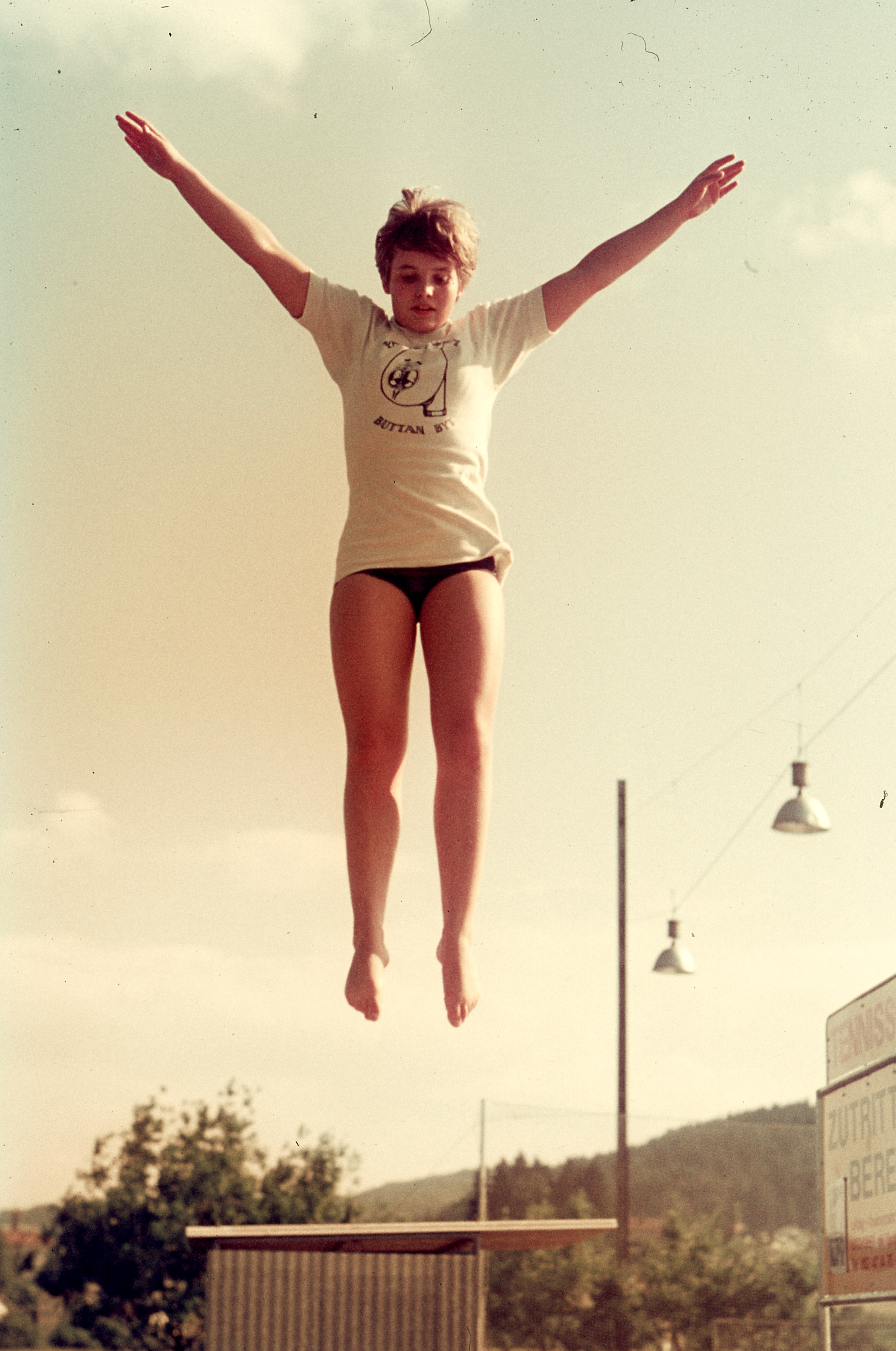
Milena Duchková

Ze sportů, které zaštiťuje Mezinárodní plavecká federace, Češi přivezli olympijskou medaili pouze z disciplíny skoky do vody. A to díky Mileně Duchkové, která v Mexiku roku 1968 vystoupala na vrchol stupňů vítězů díky skoku z 10 metrů, a při obhajobě za čtyři roky na olympiádě v Mnichově vybojovala stříbro. Duchková je zároveň mistryní Evropy z roku 1970 a stříbrnou medailistkou z mistrovství světa 1973. V roce 1991 získala Heidemarie Bártová bronz na MS ve skoku z metrového prkna. Ze skoku z vysokých výšek má Michal Navrátil stříbro z MS 2017.

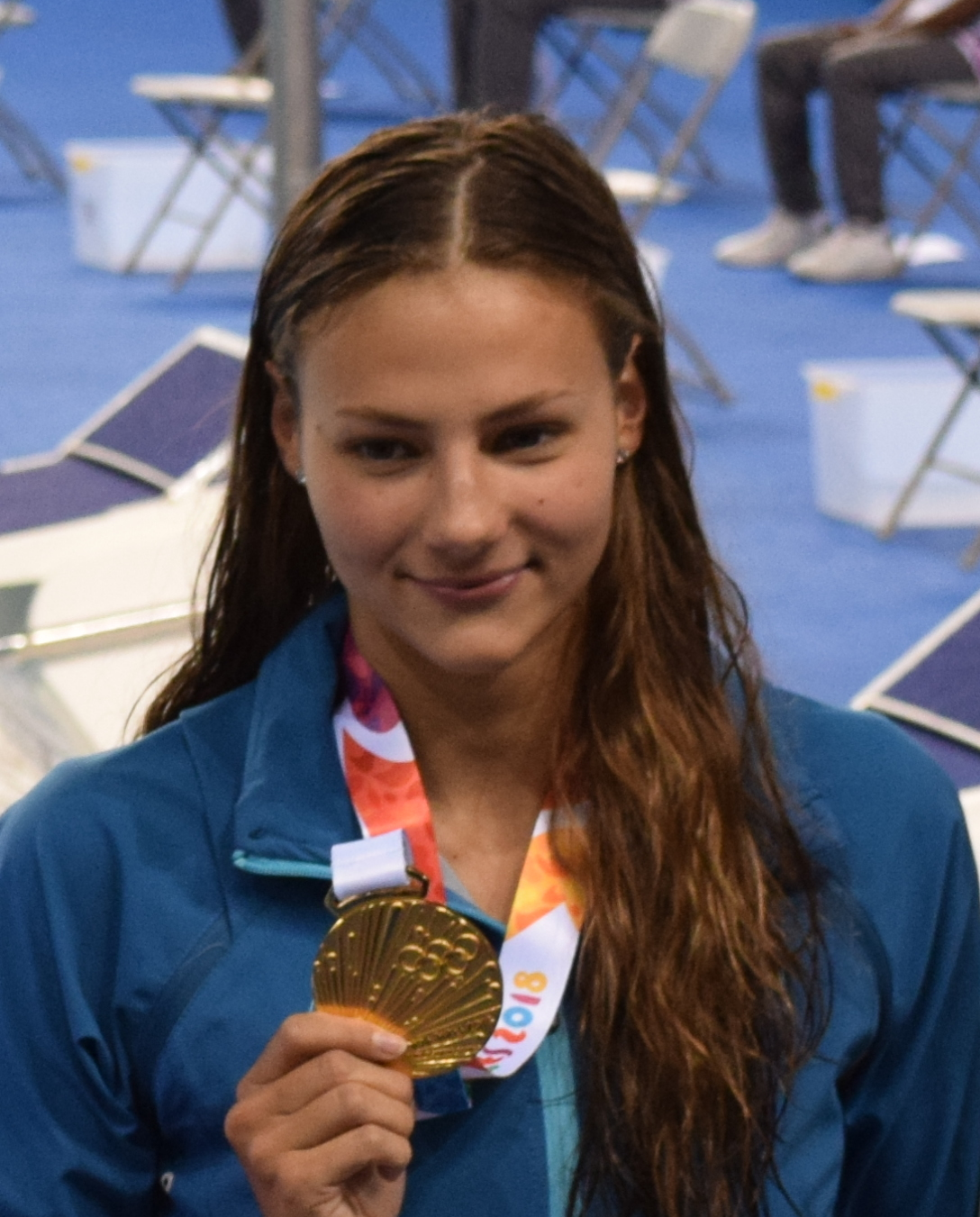
Barbora Seemanová

Plavci zatím vyšli na OH naprázdno, ale sbírali medaile na šampionátech. Z bazénů mistrovství světa vylovili Češi jedinou medaili, díky Iloně Hlaváčkové, která skončila druhá v závodě na 50 metrů znak na mistrovství světa 2003. Druhou medaili z plaveckého MS, rovněž stříbrnou, má dálková plavkyně Jana Pechanová ze závodu na 25 km, taktéž z roku 2003. O něco více se dařilo českým plavcům na mistrovství světa v krátkém bazénu, stříbro z této akce mají Květoslav Svoboda (2002) a Ilona Hlaváčková (2002), bronz Simona Kubová (2012). Trojnásobnou mistryní Evropy v dlouhém bazénu je Barbora Seemanová. Mistryní Evropy je i Ilona Hlaváčková, Petra Chocová a Kristýna Horská. V dálkovém plavání pak Olga Šplíchalová. V krátkém bazénu má ČR dvanáct titulů mistra Evropy: pět z nich zajistila Ilona Hlaváčková, další pak Daniel Málek, Josef Hladký, Kristýna Kyněrová, Simona Kubová, Kateřina Pivoňková, Petra Chocová a Hana Černá.
V synchronizovaném plavání a vodním pólu zatím Češi výrazného úspěchu nedosáhli.

## Sportovní střelba

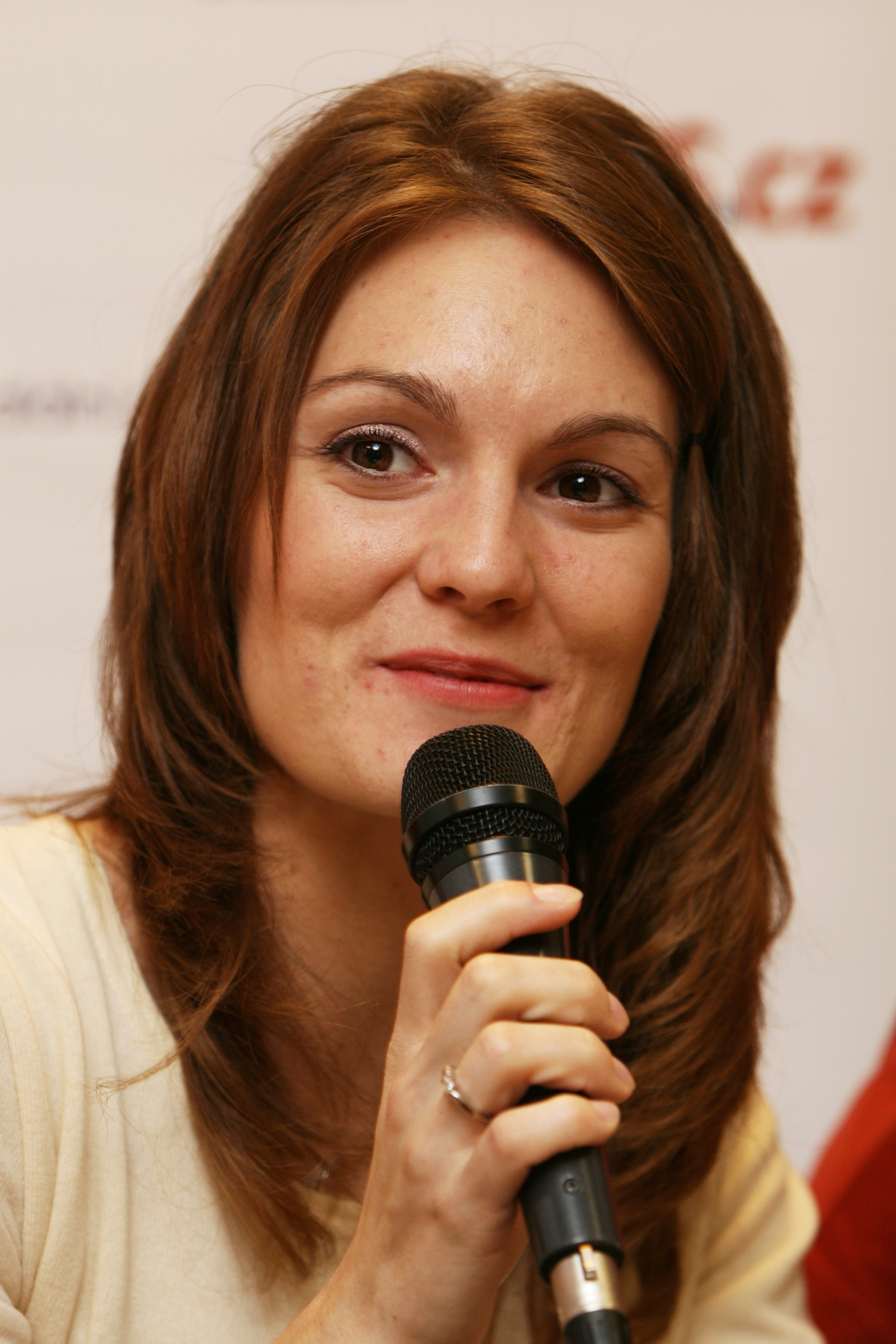
Kateřina Emmons

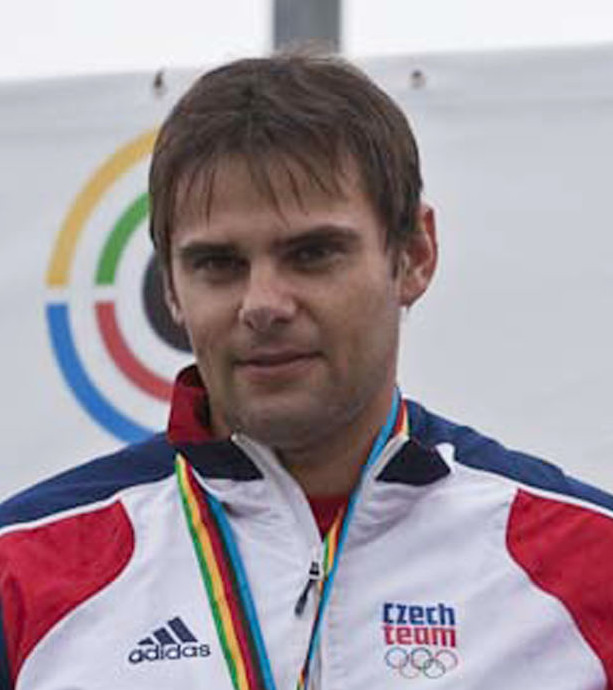
David Kostelecký

Střelci patří k nejúspěšnějším českým sportovcům, olympijské zlato přivezli Jan Kůrka (1968), Josef Panáček (1976), Miroslav Varga (1988), Petr Hrdlička (1992), David Kostelecký (2008), Kateřina Emmons (2008) a Jiří Lipták (2020). Kateřina Emmons svou olympijskou sbírku rozšířila ještě o stříbro a bronz, což z ní činí nejúspěšnějšího českého střelce na olympijských hrách. Druhým nejúspěšnějším je David Kostelecký, který ke svému zlatu připojil jedno stříbro.
Samostatné Česko má 19 titulů mistra světa, sedm z nich je individuálních. Vystříleli je Petr Kůrka (1994), Luboš Račanský (1994), Kateřina Emmons (2002), Luboš Opelka (2006), Josef Nikl (2012), Tomáš Nýdrle (2019) a Petr Nymburský (2023).
Kůrka udělal jeden titul ještě i v československých barvách, Račanský dokonce tři, takže je se čtyřmi individuálními zlaty nejúspěšnějším českým střelcem na světovém šampionátu. Dva individuální tituly v éře Československa vystřílel Miloslav Bednařík, jeden Karel Bulan.

## Moderní pětiboj

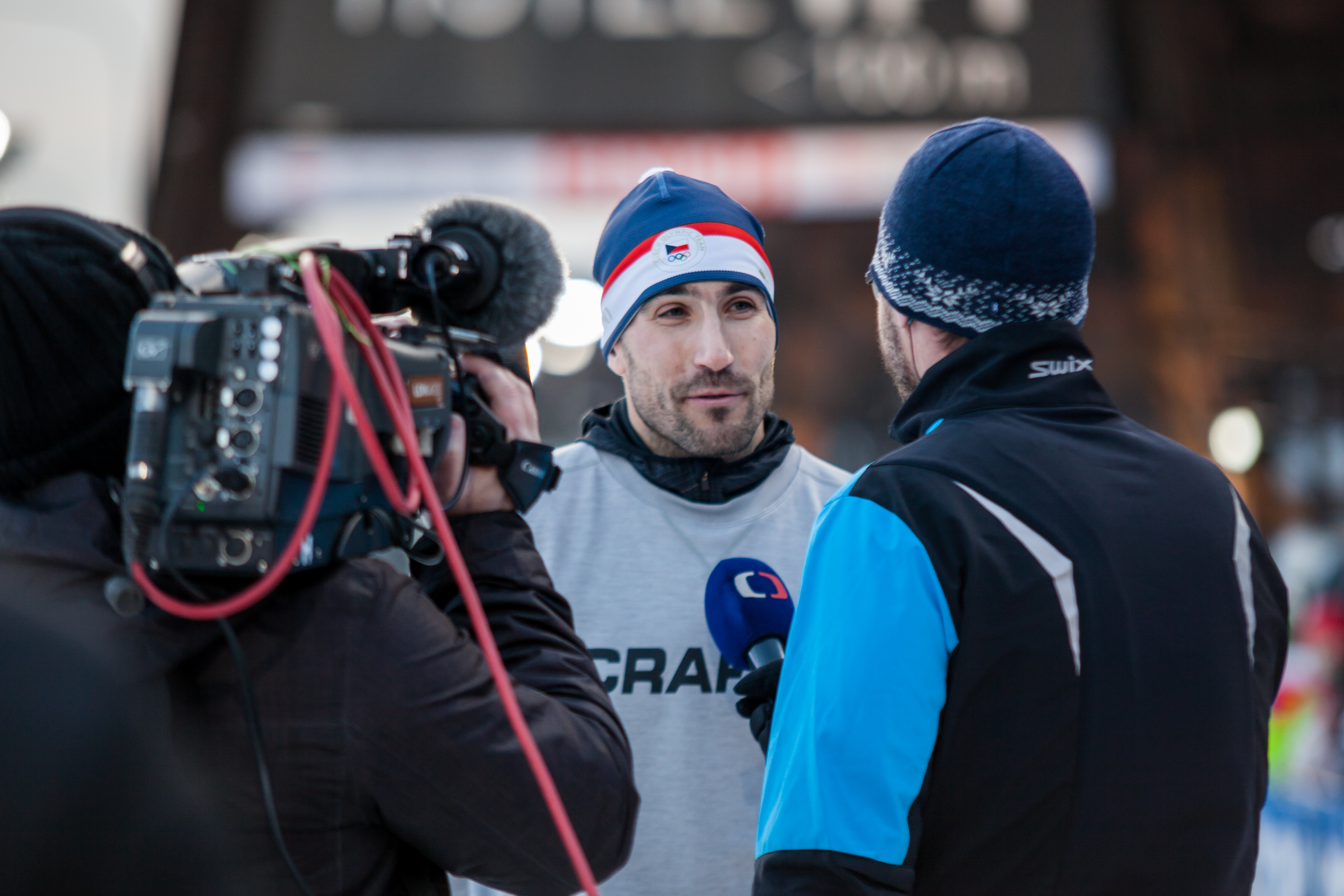
David Svoboda

Největší chvíle českého moderního pětiboje přišla, když David Svoboda na hrách v Londýně roku 2012 ovládl soutěž jednotlivců. Bronz získal Libor Capalini roku 2004 v Athénách. Již v éře Československa přišly dvě olympijské pětibojařské medaile, stříbro družstva mužů (Jiří Adam, Jan Bártů, Bohumil Starnovský) na hrách v Montrealu v roce 1976 a na stejné olympiádě Jan Bártů přidal individuální bronz.
Česko získalo též pět titulů mistra světa. Závod jednotlivců vyhrál jen Michal Sedlecký (2002), zbylé čtyři cenné kovy jsou z týmových závodů a štafet.
Individuálním mistrem Evropy je Libor Capalini (2002), Ondřej Polívka (2009), David Svoboda (2010) a Jan Kuf (2016).

## Vzpírání

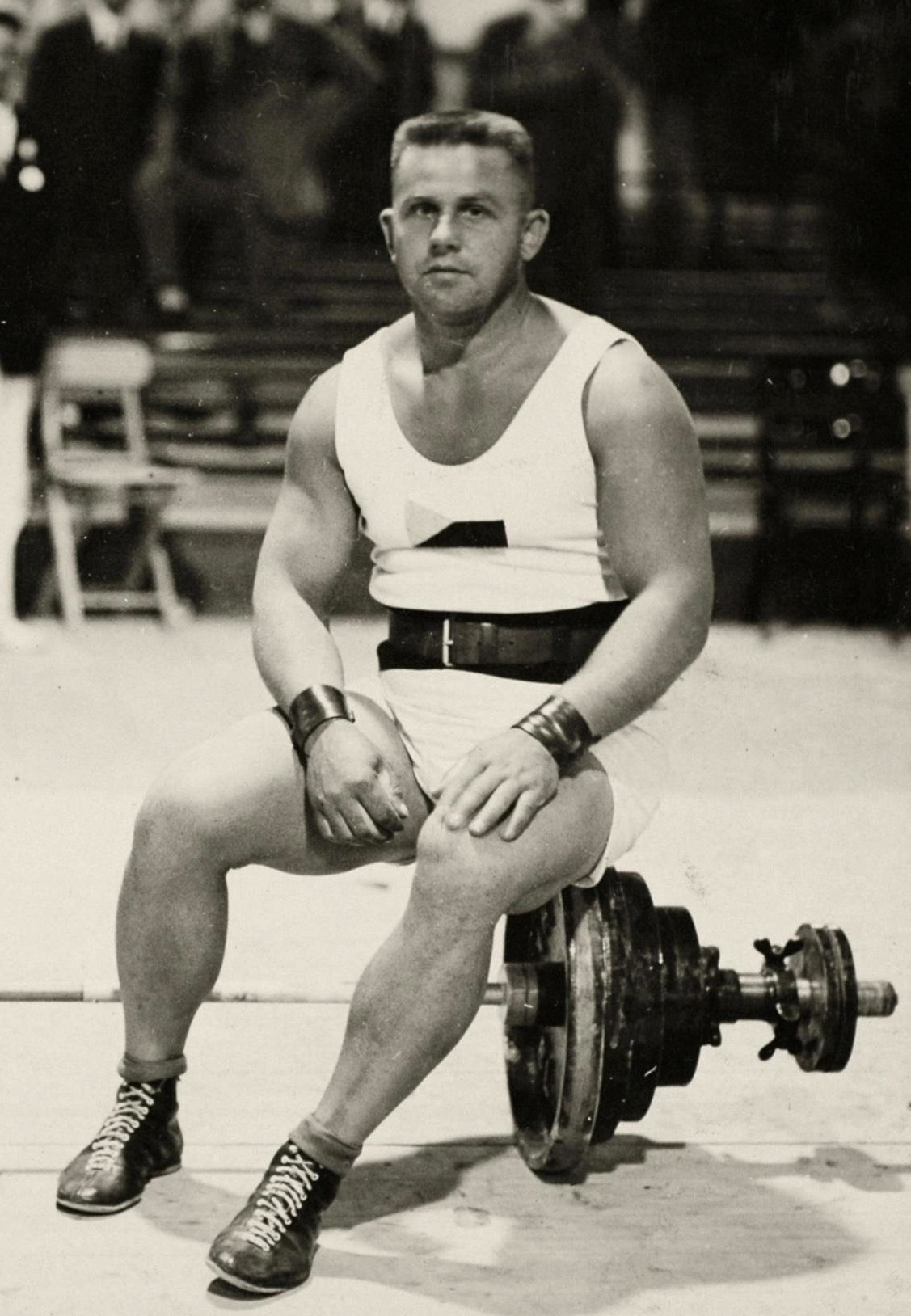
Jaroslav Skobla

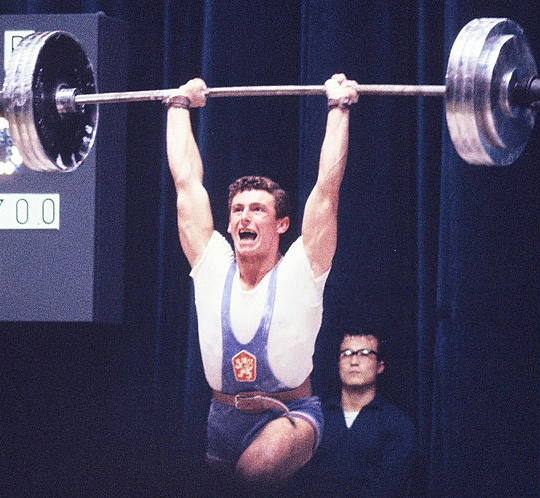
Hans Zdražila

Ve vzpírání Češi v minulosti dosahovali dobrých výsledků, po roce 1989 již méně. Už z olympijských her v Los Angeles konaných roku 1932 přivezl zlatou medaili Jaroslav Skobla v těžké váze. Síla českého vzpírání byla tehdy dobře patrna z toho, že ve stejné soutěži skončil na druhém místě další Čech Václav Pšenička (a další stříbro získal na příštích hrách v Berlíně). Skobla získal bronz již na předchozích hrách v Amsterdamu roku 1928. Další velkou osobností se stal Hans Zdražila, který zajistil druhé české vzpěračské zlato na OH v Tokiu roku 1964. Třetí a poslední pak Ota Zaremba na olympiádě v Moskvě roku 1980. Vedle Skobly vybojoval olympijský bronz ještě Bohumil Durdis v Paříži 1924.
Mistry světa ve vzpírání se stal Jaroslav Skobla (1923) a protože od jisté doby byl olympijský turnaj zároveň mistrovstvím světa, tak formálně je titul mistra světa připisován i Hansi Zdražilovi a Otovi Zarembovi. Stříbro z MS mají Václav Pšenička a Bruno Matykiewicz. Bronz Bohumil Durdis, Karel Saitl, Karel Prohl, Hans Zdražila, Václav Bečvář, Bohuslav Braum, Bruno Matykiewicz a Jiří Zubrický.
V roce 1999 se Radomíra Ševčíková stala mistryní Evropy ve váhové kategorii do 75 kilogramů. Jde o jedinou medaili samostatného Česka na vrcholném turnaji. V československé éře se mistry Evropy stali Václav Bečvář (1933) a Václav Pšenička (1934).

## Stolní tenis

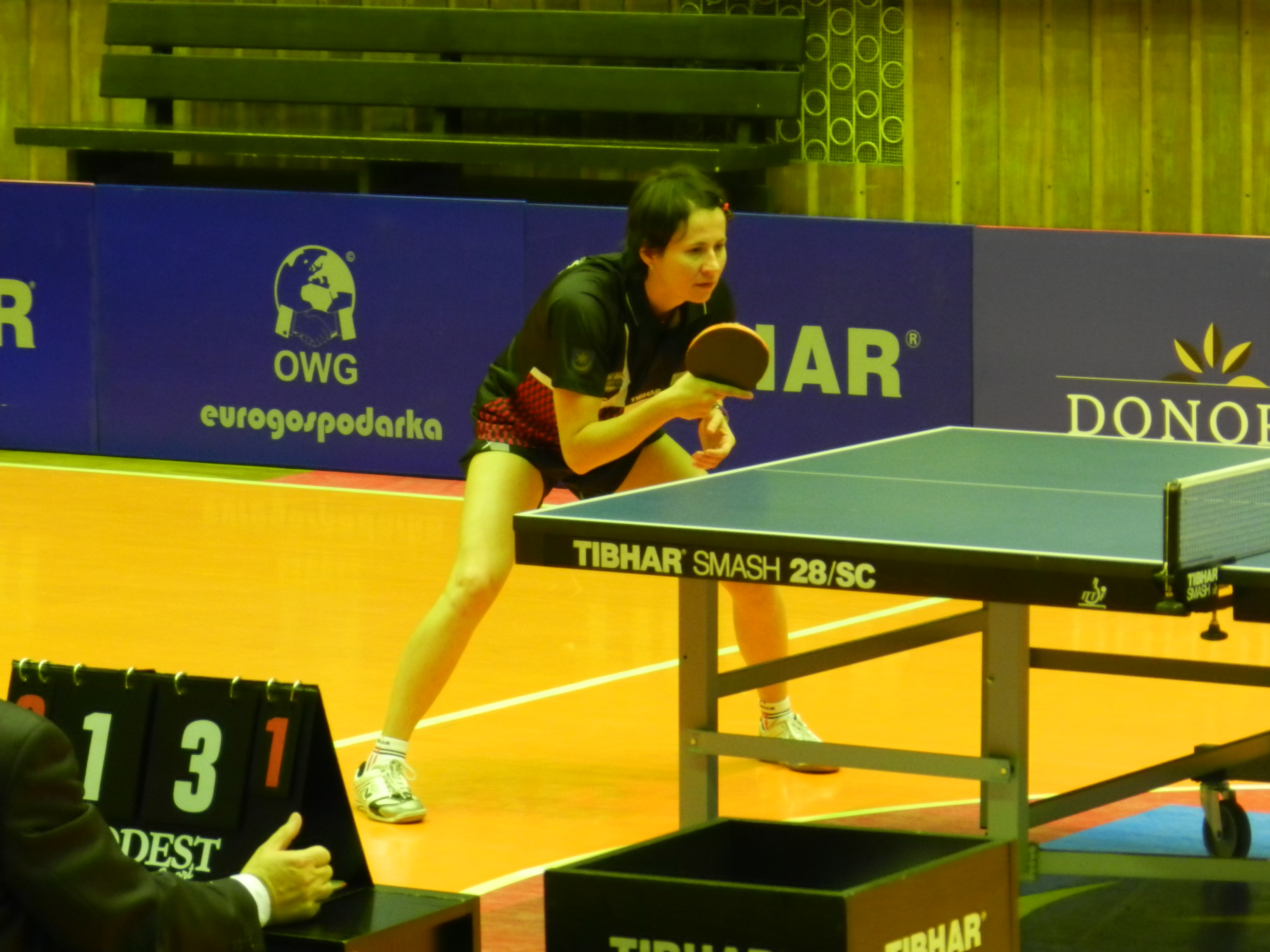
Renáta Štrbíková, poslední česká mistryně Evropy

Český stolní tenis prožil svůj vrchol ve 30. a 40. letech 20. století. Tehdy získal šest titulů mistra světa ve dvouhře. Vybojovali je čtyři hráči: Stanislav Kolář (1936), Bohumil Váňa (1938, 1947), Marie Kettnerová (1934, 1935) a Vlasta Depetrisová (1939). S dalšími medailemi ve čtyřhrách a soutěžích družstev to vydalo na 28 titulů mistra světa, což Československu až do dnešních dnů, více než 30 let po jeho konci, zajišťuje 4. místo v historické medailové tabulce světového šampionátu. Česko naproti tomu má bilanci nulovou. Celková bilance legendárního Bohumila Váni na MS je 13 zlatých, 10 stříbrných a 7 bronzových, což ho taktéž řadí na 4. místo v historické tabulce mezi muži. Ivan Andreadis s bilancí 9-10-8 je na 8. místě. Právě on také získal poslední českou medaili na MS v mužské dvouhře, roku 1957. Mezi ženami je poslední českou medailistkou Ilona Voštová-Motlíková, jež získala bronz roku 1971. Ve čtyřhrách jsou úspěchy o něco méně dávné, přesto stále ještě federální: stříbro Milana Orlowského a Jindřicha Panského z roku 1985 mezi muži, bronz Jitky Karlíkové a Ilony Voštové-Motlíkové z roku 1969 mezi ženami a v mixu je to stříbro Marie Hrachové a Jindřicha Panského z roku 1985. Poslední medaile mužského týmu je bronz z roku 1991, u ženského týmu je to bronz z roku 1950.
Mistry Evropy ve dvouhře jsou Ilona Voštová-Motlíková (1968) a Milan Orlowski (1974). Poslední česká zlatá medaile z ME pochází z roku 2024, kdy Hana Matelová získala zlato ve čtyřhře, ve dvojici se Slovenkou Barborou Balážovou. Navázala tak na dávný úspěch z roku 1986, kdy se Panský s Hrachovou stali mistry ve smíšené čtyřhře. Nutno ovšem podotknout, že v letech 2009 až 2013 se smíšená čtyřhra hrála na samostatném mistrovství a na posledním takto separovaném mixovém šampionátu v roce 2013 se mistry Evropy stali Renáta Štrbíková a Antonín Gavlas.
Do Síně slávy Mezinárodní federace stolního tenisu byli uvedeni Bohumil Váňa, Marie Kettnerová, Věra Votrubcová, Ivan Andreadis a Ladislav Štípek.

## Sportovní lezení a horolezectví

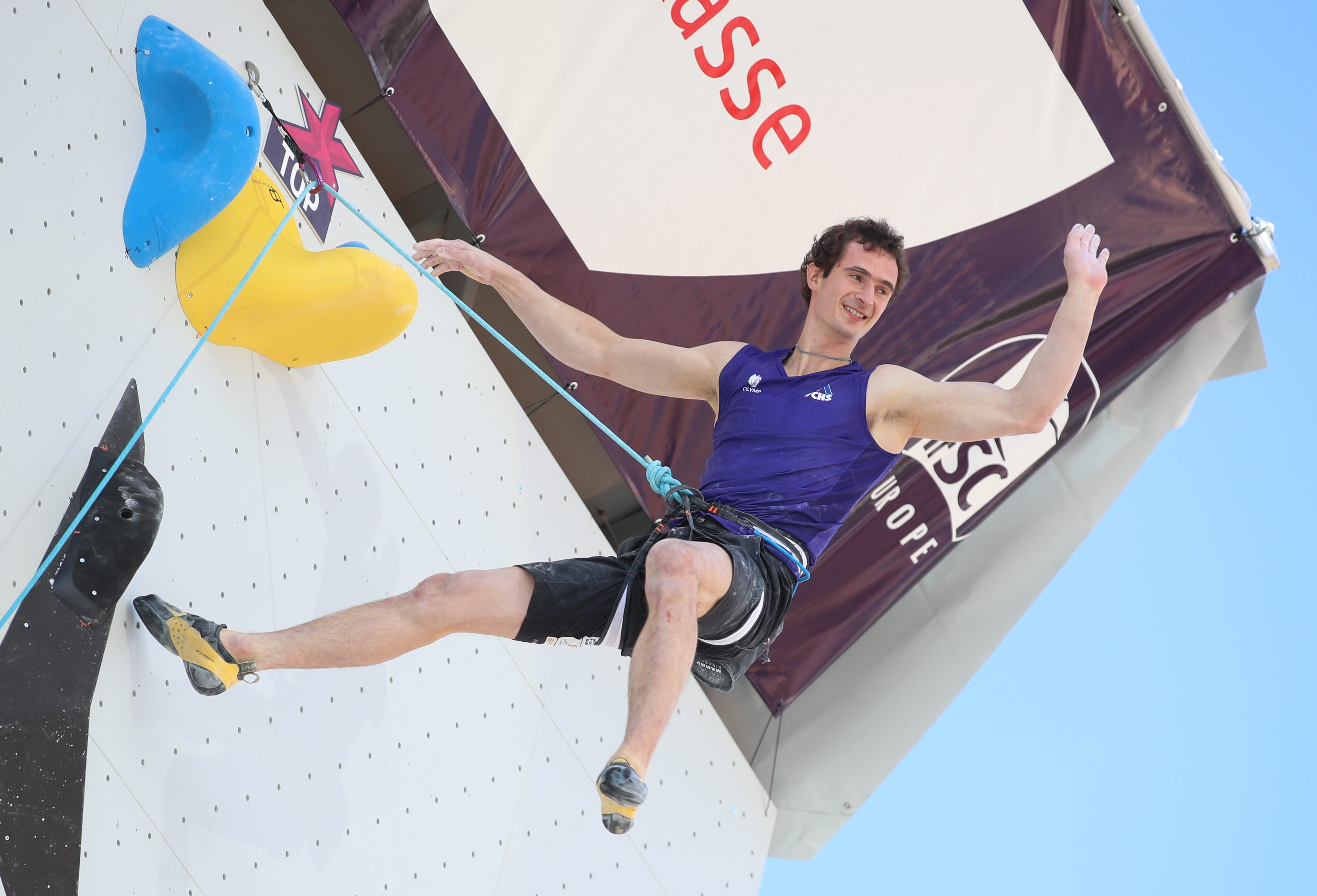
Adam Ondra

První českou lezeckou medaili na mistrovství světa, stříbrnou, získal již v roce 1995 Milan Benian v disciplíně lezení na rychlost. Prvním českým mistrem světa se stal Tomáš Mrázek (obtížnost) v roce 2003 a titul obhájil také o dva roky později. Po něm převzal štafetu Adam Ondra, který se stal mistrem světa čtyřikrát, třikrát v lezení na obtížnost (2014, 2016, 2019) a jednou v boulderingu (2014). Dále se na stupních vítězů objevili Martin Stráník v roce 2007 (bouldering, 2. místo) a Libor Hroza (rychlost 2. místo) v roce 2012. V roce 2019 se stal vicemistrem světa v lezení na rychlost Jan Kříž. Jedinou českou ženou na stupních vítězů na MS byla Věra Kotasová-Kostruhová v roce 2005 (bouldering, 3. místo).
Adam Ondra je také dvojnásobným mistrem Evropy v obtížnosti (2019, 2022). Dva tituly mistra Evropy má také Libor Hroza (2013, 2015), v rychlosti.

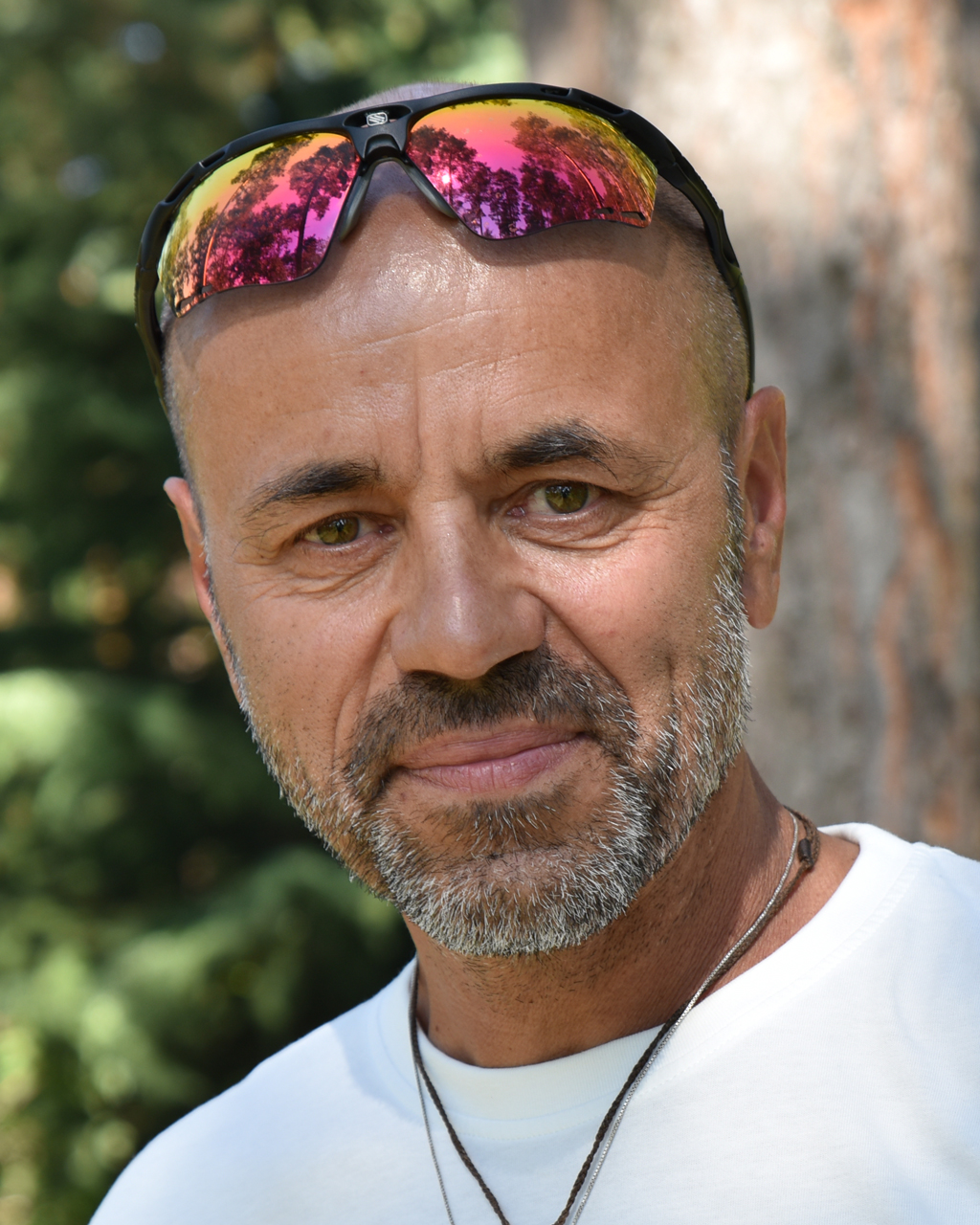
Radek Jaroš

Sportovní lezení zaštiťuje Český horolezecký svaz, a je tak považováno za jednu z disciplín horolezeckého sportu. Významnými českými osobnostmi jeho nejtradičnější verze nazývané obvykle výškové horolezectví či alpinismus jsou Josef Rakoncaj a Radek Jaroš. Rakoncaj je první člověk na světě, který zdolal obávanou K2 dvakrát. Jaroš je 15. horolezcem na světě a prvním Čechem, který vystoupil na všech čtrnáct světových osmitisícovek bez použití kyslíku. Prvním Čechem na osmitisícovce byl Karel Schubert. V květnu 1979 zdolal Makalu, ale při sestupu tragicky zahynul. Poslední osmitisícovka, která českému dobytí odolávala, byla Šiša Pangma. V května 1990 ji pokořil Josef Rakoncaj. První československá himálajská expedice proběhla roku 1965.
Ctěnou je památka Československá expedice Peru 1970, jejíž všech patnáct účastníků zahynulo pod lavinou, již uvolnilo silné zemětřesení. Zahynuli tehdy i dva umělci, fotograf Vilém Heckel a sochař Valerián Karoušek. Na počest všech obětí se každoročně jezdí lyžařský závod Jizerská padesátka.

## Lukostřelba
Prvním českým individuálním mistrem světa v lukostřelbě se stal roku 1935 Jaroslav Leneček, v roce 1938 ho napodobil František Hadaš. Roku 2023 na ně nečekaně navázala Marie Horáčková. Dana Picková získala individuální stříbro, Josef Brejcha dva bronzy, Helena Sachová a Božena Deptová bronz. Československo získalo i šest kolektivních zlatých medailí.

## Jezdectví a dostihy

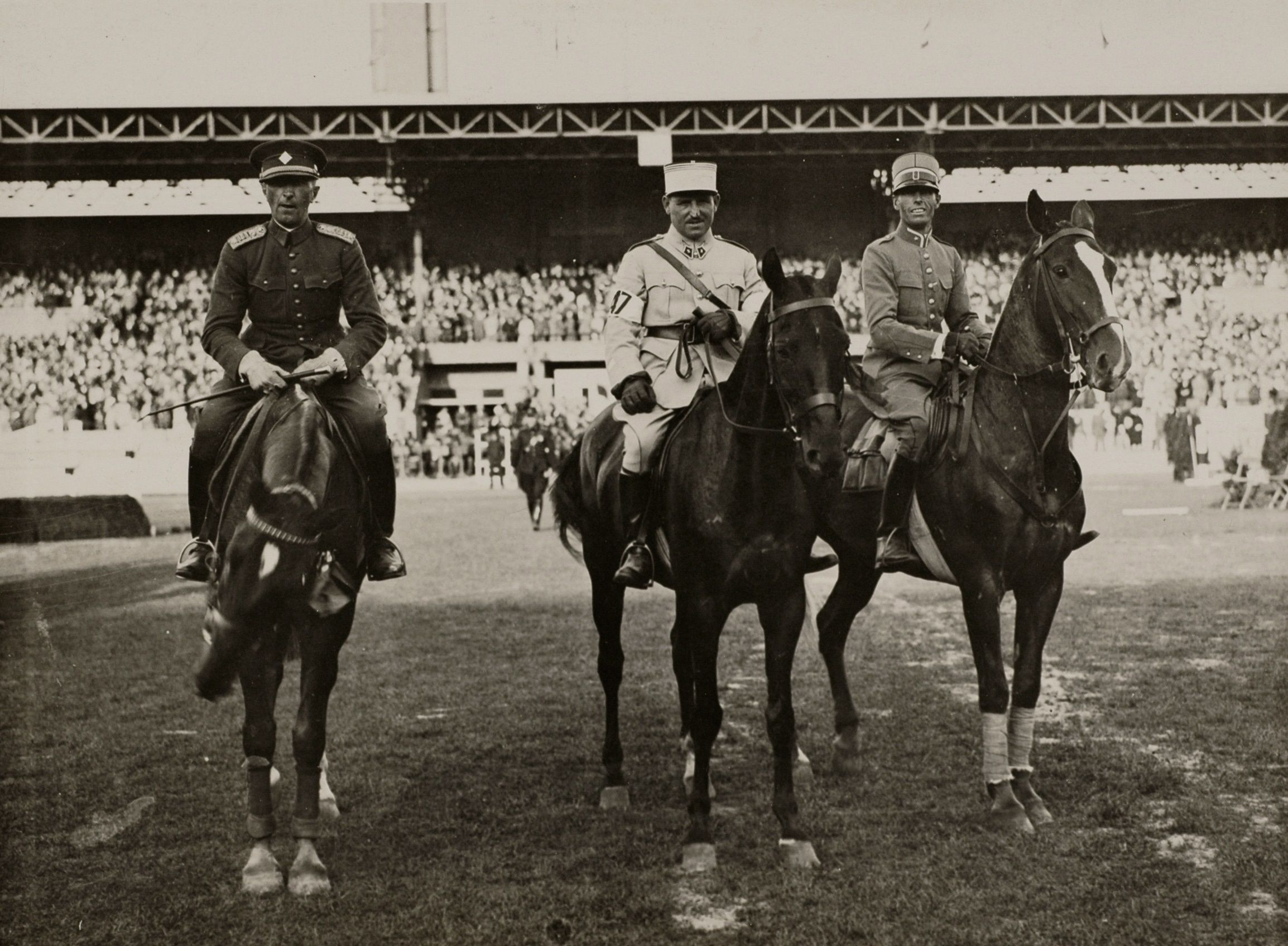
František Ventura (vlevo) na OH 1928

Druhou českou zlatou medaili na olympijských hrách má na svém kontě jezdecký sport. Získal ji František Ventura na olympijských hrách v Amsterdamu roku 1928, v disciplíně parkur. V té době hrála velkou roli v rozvoji jezdectví armáda, i Ventura byl důstojník Československé armády, stejně jako většina ostatních úspěšných českých jezdců té doby. Vymizení koní z armády však český jezdecký sport značně oslabilo.
V letech 2018 až 2022 pražská O2 Arena hostila prestižní Global Champions Tour.
Velkou tradici mají v Česku dostihy, zejména díky Velké pardubické, jež patří k nejslavnějším steeplařským závodům na světě. Nejvíce vítězství si v ní připsali Josef Váňa (8), Jan Faltejsek (6) a Václav Chaloupka (4). Karel Kinský je jediný český vítěz Velké národní v Liverpoolu.

## Šerm

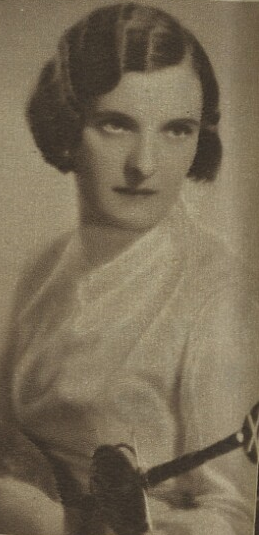
Marie Krůbová

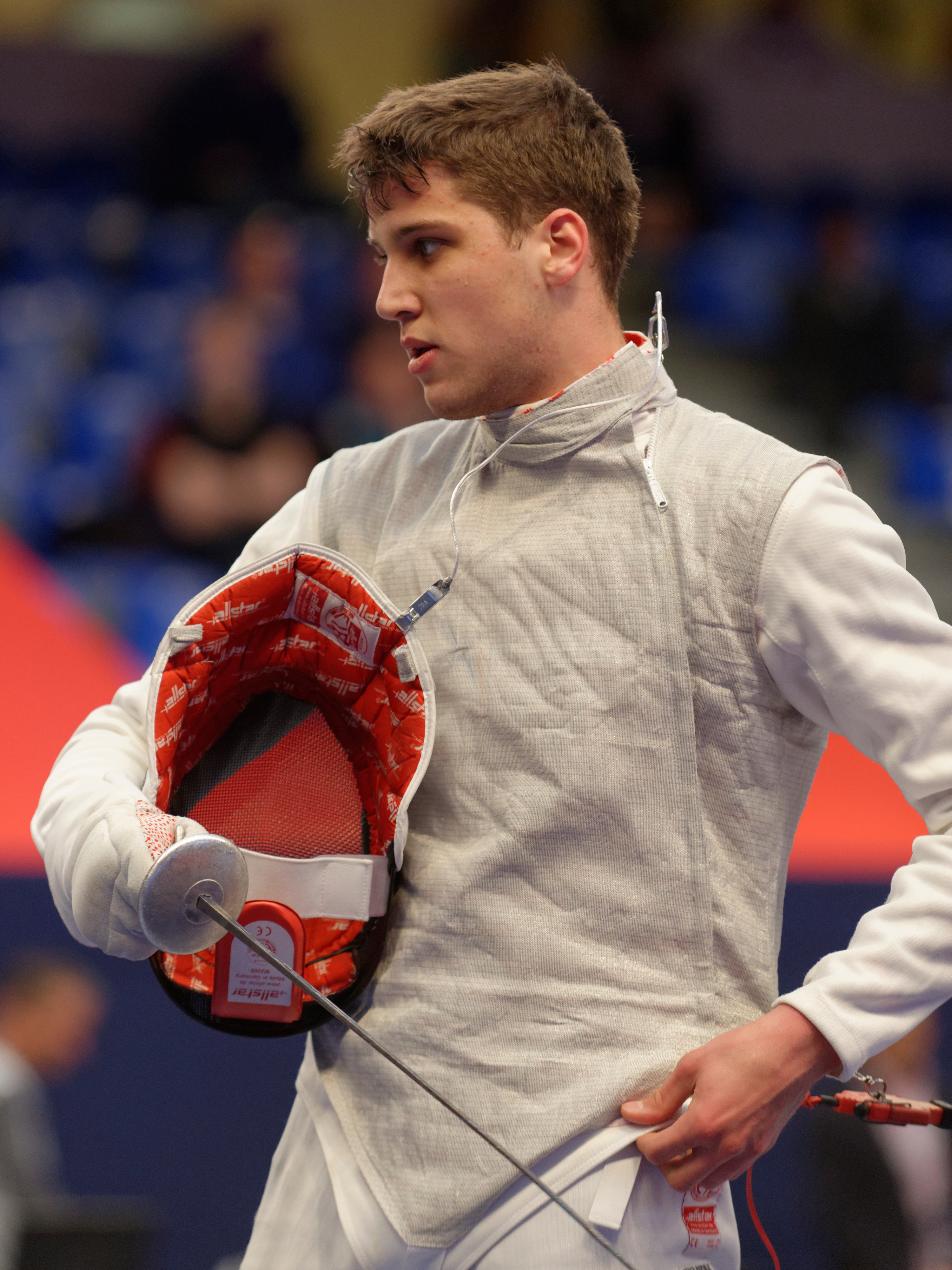
Alexander Choupenitch

První českou šermířskou olympijskou medaili získal ještě v časech Rakouska-Uherska Vilém Goppold z Lobsdorfu na olympijských hrách v Londýně v roce 1908. Ještě ve stejný den Češi vybojovali také bronz v družstvech. Český tým nastoupil ve složení Vilém Goppold z Lobsdorfu, Bedřich Schejbal, Jaroslav Šourek-Tuček, Otakar Lada a Vlastimil Lada-Sázavský. Šlo o 3. a 4. olympijskou medaili, kterou můžeme považovat za českou. Na další olympijský úspěch v šermu si však Česko muselo počkat až do roku 2021, kdy Alexander Choupenitch senzačně vybojoval bronz ve fleretu na hrách v Tokiu. Na tento úspěch navázalo dalším bronzem na dalších hrách v Paříži roku 2024 družstvo kordistů ve složení Jakub Jurka, Michal Čupr, Martin Rubeš a Jiří Beran.
Mistryní světa z roku 1938 je Marie Krůbová. Ve stejné soutěži (fleret) toho roku skončila na 2. místě další Češka, Carmen Raisová. Jaroslav Jurka vybojoval stříbro na světovém šampionátu v roce 1985.
Choupenitch má 2 bronzy z mistrovství Evropy (2018, 2024). Bronz z ME přivezl i Jiří Douba roku 1991 a Jiří Beran v roce 2019.

## Jachting
Nečekaný úspěch zaznamenal český jachting na olympijských hrách v Athénách roku 2004, kde ve třídě Evropa vybojovala stříbrnou medaili Lenka Šmídová. Michael Maier má pět titulů mistra světa ve třídě Finn. Veronika Živná je dvojnásobnou mistryní světa ve třídě O'pen BIC. Mistry světa v různých třídách jsou také Richard Vojta, Martin Trčka, Petr Kučera ml., Jakub a Tereza Dobří, Jiří Outrata a Jana Slívová.

## Baseball a softbal
Po roce 1989 se začaly v Česku poměrně intenzivně rozvíjet pálkařské sporty. Česká mužská baseballová reprezentace dosáhla svého dosavadního vrcholu účastí na World Baseball Classic v roce 2023 a vybojováním účasti na příští této akci v roce 2026. Pravidelně se zúčastňuje mistrovství Evropy v baseballu a nejlepším jejím výsledkem zde bylo 4. místo v roce 2014. Česká ženská softbalová reprezentace se sedmkrát zúčastnila mistrovství světa, s nejlepším umístěním na 9. místě (2010). Mnohem úspěšnější je na mistrovství Evropy, kde dvakrát vybojovala stříbrné medaile (1999, 2001) a sedmkrát bronz (1992, 1995, 1997, 2009, 2013, 2015, 2021). Navzdory tomu, že se nikdy ženské reprezentaci nepodařilo uzmout titul mistryň Evropy, je v historické tabulce šampionátu již na třetím místě (o vítězství se dosud dělí jen Italky a Nizozemky). Mužská softbalová reprezentace je na evropském šampionátu ještě úspěšnější, již dvanáctkrát ho vyhrála a je jasným králem historických statistik. Mistrovství světa se pravidelně účastní od roku 1993 (již rok předtím hrálo tento turnaj Československo) a nejlepším umístěním bylo 6. místo v roce 1996.

## Pozemní hokej
Izolovaným úspěchem českého pozemního hokeje je stříbrná medaile československé ženské reprezentace na olympijských hrách v Moskvě roku 1980. Tohoto unikátního výsledku dosáhlo mužstvo ve složení Milada Blažková, Jiřina Čermáková, Jiřina Hájková, Berta Hrubá, Ida Hubáčková, Jiřina Kadlecová, Jarmila Králíčková, Jiřina Křížová, Alena Kyselicová (SK), Jana Lahodová, Květoslava Petříčková, Viera Podhányiová (SK), Iveta Šranková (SK), Marie Sýkorová, Marta Urbanová a Lenka Vymazalová. Zajímavostí také je, že toto stříbro je posledním českým medailovým úspěchem v kolektivních sportech na olympijských hrách.

## Curling

Zuzana Paulová

Curling je jedním ze sportů, který se začal v Česku rozvíjet až ve 21. století. K největším úspěchům patří bronz, který na mistrovství světa smíšených dvojic získal v roce 2013 pár Tomáš Paul a Zuzana Paulová. Tato dvojice si také připsala první český start na olympijských hrách, v Pekingu roku 2022. Při této premiéře obsadila celkové 6. místo.
Česko získalo i bronz na mistrovství světa smíšených týmů v roce 2017, české družstvo soutěžilo ve složení Jaroslav Vedral, Andrea Křupanská, Lukáš Klípa a Denisa Poštová.
Mužský tým získal bronz na mistrovství Evropy v roce 2012. Družstvo hrálo ve složení Jindřich Kitzberger, Jakub Bareš, Martin Snítil a Jiří Snítil.

## Badminton
Česko se v roce 2024 prvně zúčastnilo prestižního Thomas Cupu. Prohrálo všechny tři zápasy v základní skupině. Nečekaným úspěchem byla rovněž kvalifikace hned čtyř českých badmintonistů na olympijské hry v Paříži roku 2024.

## Saně, boby, skeleton

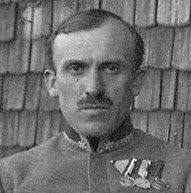
Rudolf Kauschka

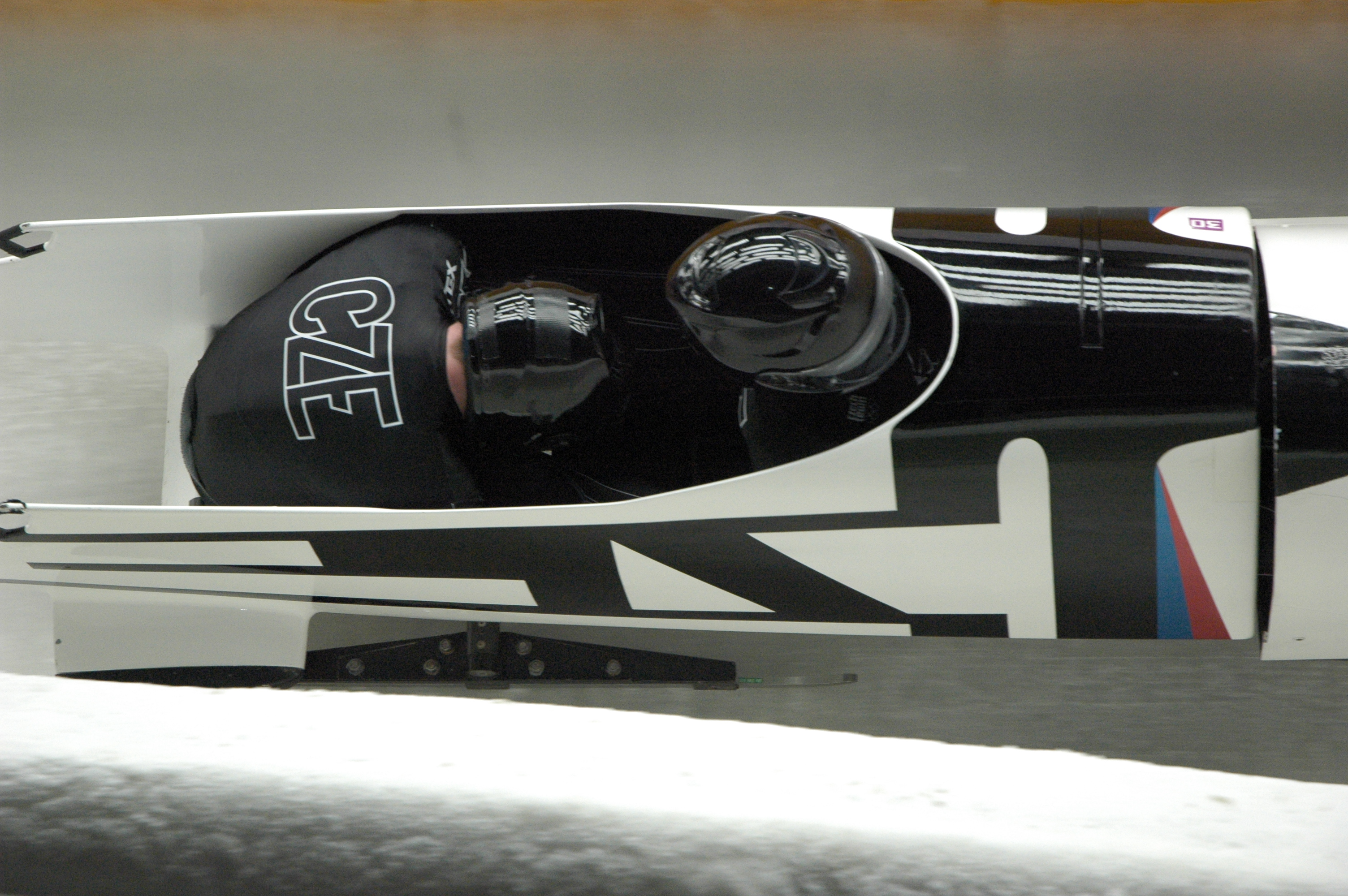
Čeští bobisté Jan Vrba a Michal Vacek na ZOH 2014

Sportovní sáňkování se v Česku úspěšně rozvíjelo v meziválečném období. Tehdy bylo doménou německé menšiny. Hani Finková se stala dvojnásobnou mistryní Evropy, triumfovala v letech 1934 a 1935. Stříbro získala Adéla Raimannová a dvakrát Waltraut Grasslová. Gertrude Porscheová Schinkeová byla dvakrát bronzová, dvě třetí místa měla na svém kontě i Finková. V roce 1934 na evropském šampionátu v Ilmenau stály na stupních vítězů jen reprezentantky Československa. Dařilo se i mužům. Fritz Preissler vybojoval titul evropského šampiona dokonce třikrát, v letech 1928, 1929 a 1939. Stříbro přivezli Rudolf Kauschka a Rudolf Maschke. Bronz Alfred Posselt, Rudolf Hermann a Gustav Ježek. Medaile pršely i ze závodů dvojic: ČSR si připsala stříbro z ME díky páru Rudolf Kauschka–Fritz Preissler i díky dvojici Rudolf Hermann–Rudolf Maschke. Bronz zazvonil dokonce šestkrát, díky dvojicím Alfred Posselt–Fritz Posselt, Josef Heller–Albert Krauss, Hans Taubner–Hans Schöler, Rudolf Maschke–Albert Krauss, Rudolf Maschke–Erhard Grundmann a Rudolf Hermann–Albert Krauss. Po odsunu Němců sáňkařský sport prožil hubená léta. První vlaštovkou oživení byl bronz z mistrovství světa, který vyjela dvojice Manfred Novotný a Petr Škrabálek roku 1962. Další vzestup přišel v 70. letech, signálem bylo 3. místo na mistrovství světa, jehož roku 1975 dosáhla Dana Spálenská a stejně tak 3. místo na mistrovství Evropy v roce 1978 dvojice Jindřich Zeman–Vladimír Resl. Českým maximem na olympijských hrách je 6. místo, jehož bylo dosaženo třikrát - Oldřiškou Tylovou roku 1964, Danou Beldovou na ZOH 1968 a dvojicí Jindřich Zeman–Vladimír Resl v roce 1976.
Také v jízdě na bobech byl vývoj podobný, v meziválečném období si Československo připsalo dvě stříbrné medaile z mistrovství světa. Roku 1933 druhé místo obsadila dvojice Brüme-Heinzl a roku 1935 Josef Lanzendörfer-Karel Růžička. Po válce rovněž přišel útlum. Roku 2007 se ovšem české bobování dočkalo nečekaného a největšího úspěchu ve své historii, když si titul mistrů Evropy zajistila dvojice Ivo Danilevič a Roman Gomola.
První významnou mezinárodní medaili ve skeletonu vybojovala pro Česko Anna Fernstädtová, když na mistrovství světa v roce 2025 skončila na třetím místě.

## Orientační běh

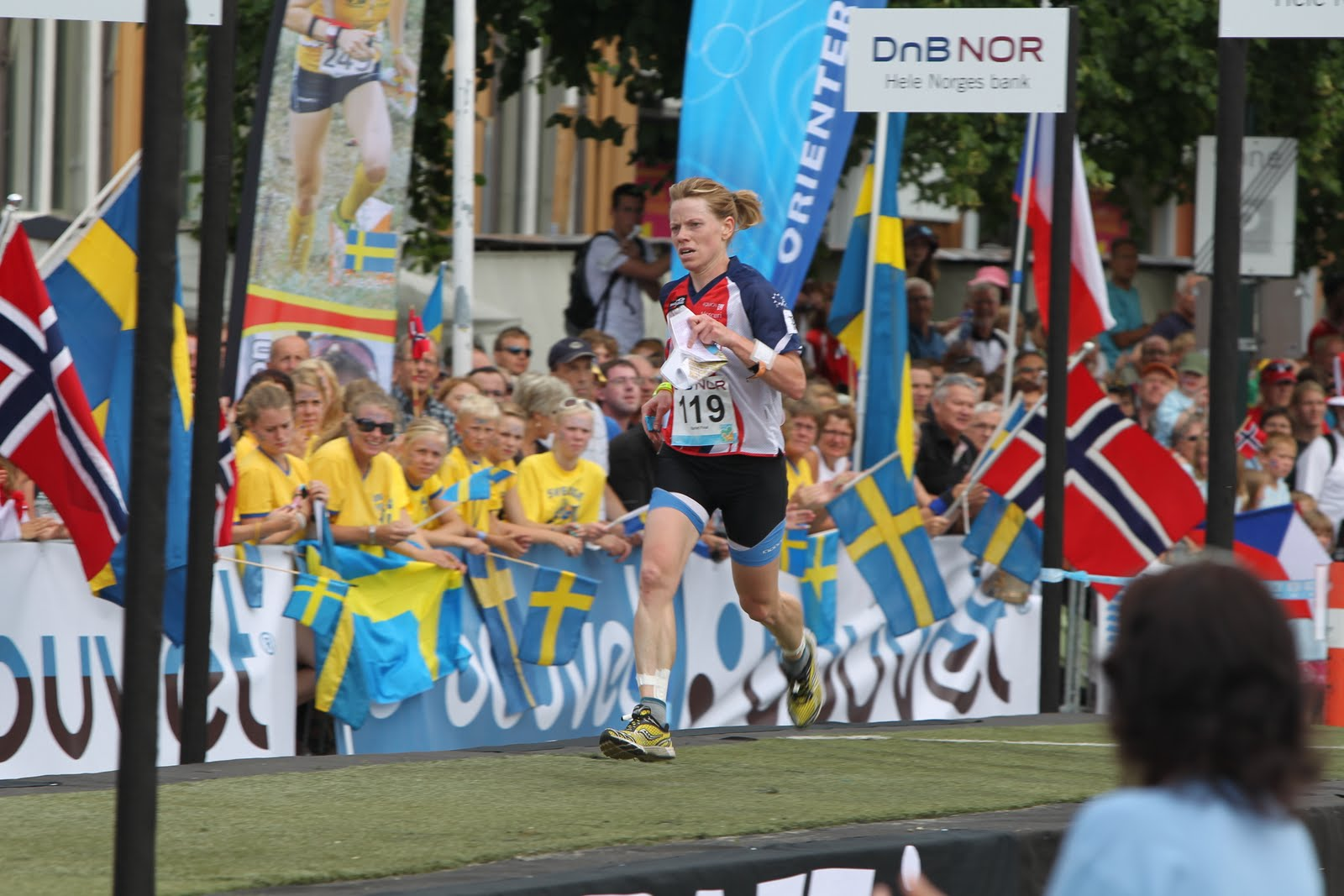
Dana Brožková

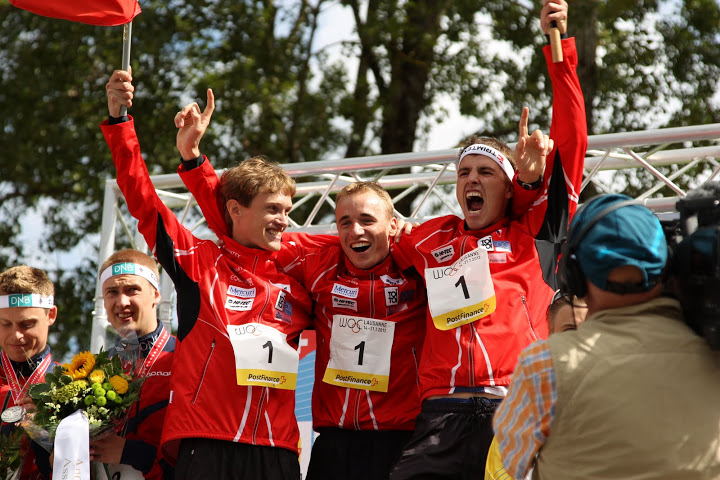
Vítězná štafeta z MS 2012

K nejoblíbenějším neolympijským nekolektivním sportům v Česku patří orientační běh.
Česká republika se může pochlubit pěti tituly mistra světa. Dva získala Dana Brožková (2008, 2009), jeden Jana Cieslarová (1991), jeden Petr Kozák (1991) a jedno zlato vybojovala roku 2012 mužská štafeta ve složení Tomáš Dlabaja, Jan Šedivý a Jan Procházka. K dalším individuálním medailistům ze světového šampionátu patří Michal Smola, Rudolf Ropek, Jana Galíková, Ada Kuchařová a Radka Brožková.

## Šachy
Ke světově významným šachistům patřili velmistři Oldřich Duras, Richard Réti, Vlastimil Hort a David Navara či mistryně světa Věra Menčíková. První mistr světa v šachu Wilhelm Steinitz se narodil v Praze, v mládí však z Čech natrvalo odešel.

## Hokejbal
Česká hokejbalová reprezentace má tři tituly mistra světa (1998, 2009, 2011). Jen dvakrát se na mistrovství světa čeští hokejbalisté neumístili na medailových pozicích a Česko je třetí nejúspěšnější zemí v tomto sportu (po Kanadě a Slovensku). Česká ženská hokejbalová reprezentace má dva bronzy z mistrovství světa (2022, 2023). O roli Česka v tomto sportu svědčí i to, že Mezinárodní hokejbalové federace sídlí v Praze.

## Nohejbal
Nohejbal (na západě obvykle zvaný fotbalový tenis nebo netbal) je český vynález. Je doloženo, že v roce 1922 dorostenci fotbalového klubu Slavia Praha začali hrát hru zvanou „fotbal přes šňůru“, aby se zdokonalili v technice. Za další místo vzniku bývají uváděny Žluté lázně v Praze. Rozmach sportu pak souvisel s trampingem (podobně jako u volejbalu). Roku 1936 byla napsána první oficiální pravidla. Kolem roku 1940 se konal první turnaj dvojic v nohejbale v osadě Montana u Mokropes. První mistrovství světa se konalo roku 1994. Světový řídící orgán nohejbalu - Mezinárodní nohejbalová unie - sídlí v Praze. K roku 2022 získali čeští nohejbalisté 16 titulů mistra světa (soutěží se ve dvouhře, tříhře a čtyřhře).

## Historie

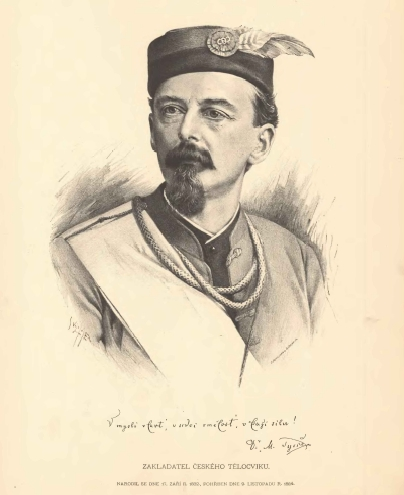
Miroslav Tyrš

Počátky organizované české tělovýchovy sahají do roku 1862, kdy Miroslav Tyrš, Jindřich Fügner a další založili podle vzoru podobných německých spolků Sokol (od něho se odštěpila časem levicová Dělnická tělovýchovná jednota a katolický Orel). Tyto organizace pořádaly pravidelně masová cvičení. Největší byla ta pořádaná Sokolem, tzv. všesokolské slety. Na ně v éře socialismu navázaly tzv. spartakiády. Velkou tradici má česká turistika. Klub českých turistů, založený Vojtou Náprstkem, pečuje o unikátní síť turistických značek, jednu z nejhustších na světě. Její kořeny sahají k roku 1889. Průkopníky moderního sportu a olympismu v českých zemích byli Jiří Guth-Jarkovský a Josef Rössler-Ořovský.

### Transformace v postkomunismu
Listopadové události a změna režimu přinesly mnoho změn i do oblasti sportu. Ten byl před listopadem 89 značně zpolitizován a většina sportovních organizacích a svazů byla v rukou státu. To se po revoluci značně změnilo. Sportovní organizace a svazy se také museli vyrovnat s odlivem peněz ze státního rozpočtu a byli nuceni nalézt alternativní zdroje financí. Po vzoru západoevropských zemí začali svazy a organizace tyto zdroje hledat v soukromém sektoru (fenomén sponzoringu). Dalším fenoménem se pak staly odchody a přestupy našich nejlepších hráčů do zahraničních soutěží.

#### ČSTV (Československý svaz tělesné výchovy a sportu)
Před rokem 1989 spadali pod ČSTV takřka veškeré sporty a byl tak klíčovou sportovní organizací. Po sametové revoluci se sešel výkonný výbor a ústřední výbor ČSTV a usnesli se na několika zásadních věcech. Bylo rozhodnuto, že ČSTV se stane dobrovolnickou a politicky nezávislou organizací. Dále se výbory ČSTV rozhodli rehabilitovat bývalé funkcionáře a sportovce, kteří byli za své politické názory po roce 1968 perzekvováni.
Výrazná změna nastala i v oblasti financování ČSTV. Hlavním zdrojem financí se stal výtěžek z loterijní společnosti SAZKA. Další významný zdroj financí pak tvořili dividendy akciových společností s většinovým vlastnictvím ČSTV. Mezi ostatní zdroje patřily členské příspěvky a dary.

#### Československý olympijský výbor
Sametová revoluce měla obrovský vliv na chod této organizace, která vysílala naše sportovce na Olympijské hry. Před listopadem 1989 patřila tato organizace pod ČSTV. Po revoluci rezignoval předseda výboru Jindřich Poledník. Na jeho místo nastoupila bývalá sportovní gymnastka Věra Čáslavská. S jejím příchodem proběhlo ve výboru mnoho změn. Hned v prosinci 1989 došlo k jeho osamostatnění od ČSTV. V roce 1992 v důsledku rozdělení Československa došlo k zániku ČOV a 21. prosince téhož roku tak vznikl Český olympijský výbor v jehož čele zůstala Věra Čáslavská.
Organizačně stojí dnes na špici českého sportu Česká unie sportu. K největším sportovním svazům patří Fotbalová asociace ČR.

#### Český svaz ledního hokeje
Pád komunistické režimu měl obrovské důsledky i pro český lední hokej. Po sametové revoluci začali hráči ve velkých počtech odcházet do zahraničních soutěží, především pak do nejvyšší severoamerické soutěže NHL. To bylo před rokem 1989 naprosto ojedinělé a výjimečné. Tím utrpěla nejenom česká hokejová reprezentace, ale především i naše nejvyšší hokejová liga, která značně ztratila na kvalitě.

## Soutěže

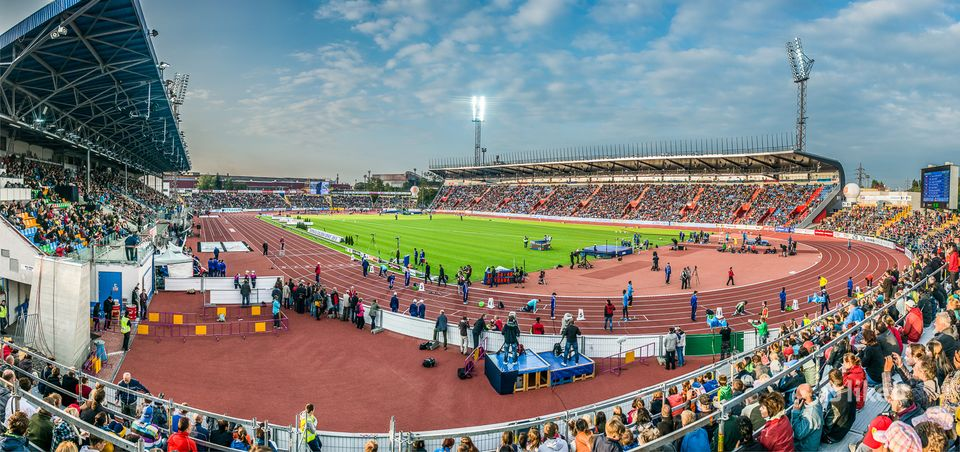
Zlatá tretra v Ostravě roku 2013

K největším pravidelným mezinárodním sportovním akcím v Česku patří atletická Zlatá tretra v Ostravě, běžecký Pražský mezinárodní maraton, jezdecká Velká pardubická, Velká cena silničních motocyklů v Brně, kombinovaný tenisový turnaj Prague Open (navazující na Czech Open) a ženský Prague Open, lyžařská Jizerská padesátka, automobilová Barum rallye ve Zlíně či plochodrážní Zlatá přilba v Pardubicích. V minulosti byli významnými akcemi i České hokejové hry či Závod míru. Ve vodním slalomu či v biatlonu se v ČR pravidelně konají závody světového poháru.
Z domácích soutěží patří k nejsledovanějším pravidelným soutěžím 1. česká fotbalová liga (dříve Fotbalová liga Československa), Český fotbalový pohár, Český fotbalový Superpohár, Česká hokejová extraliga (dříve Československá hokejová liga) a Národní basketbalová liga (dříve Československá basketbalová liga).

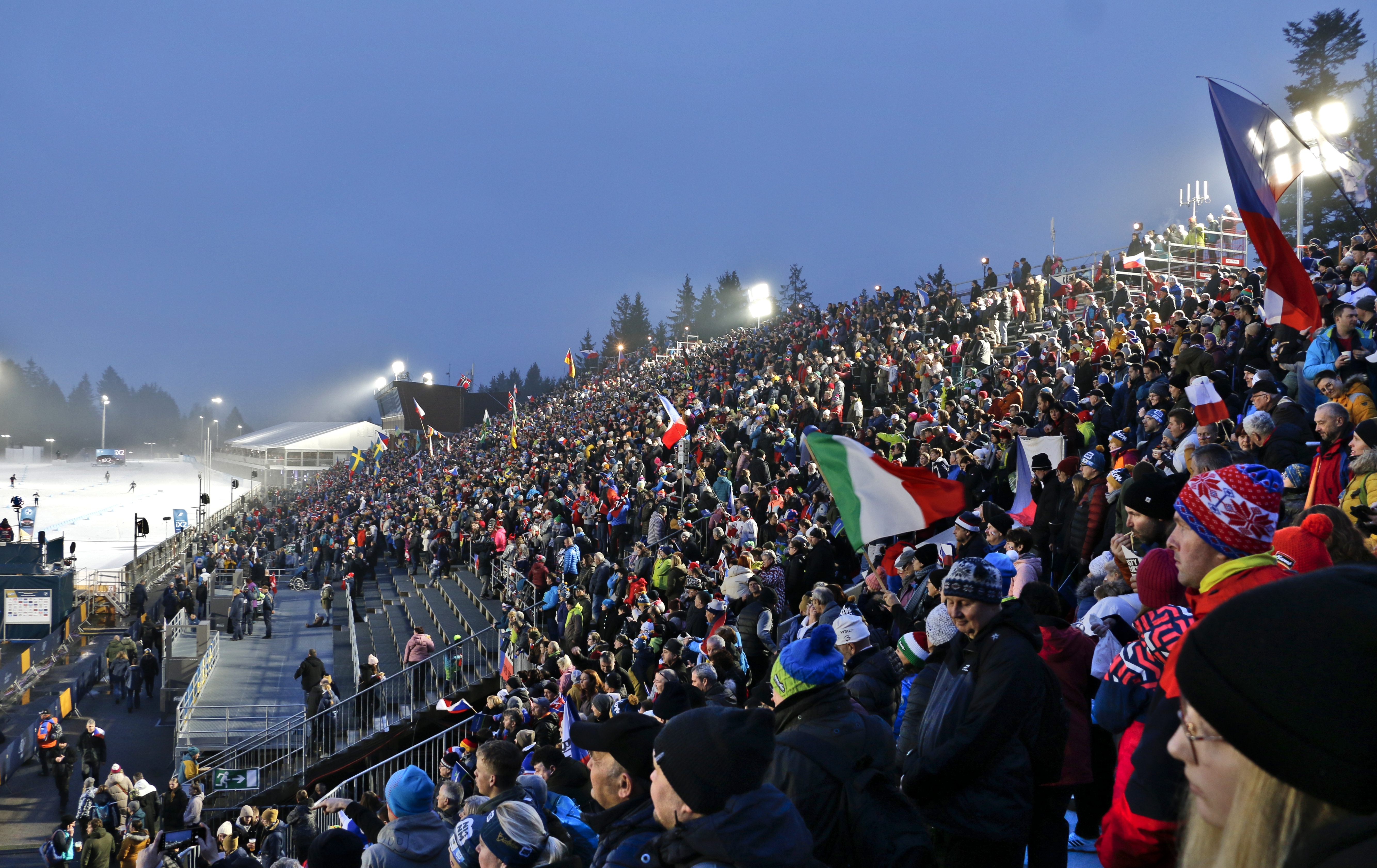
Mistrovství světa v biatlonu 2024 ve Vysočina Areně v Novém Městě na Moravě

V Česku se konala i řada jednorázových mezinárodních sportovních akcí, kupříkladu na pražském stadionu v Edenu se roku 2013 hrálo finále evropského Superpoháru a v roce 2023 finále Konferenční ligy, v roce 2015 se v Praze (Eden a Letná), v Olomouci (Andrův stadion) a v Uherském Hradišti (Stadion Miroslava Valenty) konalo Mistrovství Evropy ve fotbale hráčů do 21 let, jedenáctkrát se v ČR konalo mistrovství světa v ledním hokeji (1933, 1938, 1947, 1959, 1972, 1978, 1985, 1992, 2004, 2015, 2024), několikrát též mistrovství Evropy v basketbalu mužů (1947, 1981, 2022), mistrovství Evropy v basketbalu žen (1956, 1995, 2017), mistrovství světa v basketbalu žen (1967, 2010), mistrovství světa v házené mužů (1964, 1990) i žen (1978), mistrovství světa ve volejbale mužů (1949, 1966), mistrovství Evropy ve volejbale mužů (1958, 2001, 2011, 2021) i mistrovství světa ve volejbale žen (1986), mistrovství Evropy ve volejbale žen (1949, 1958, 1993, 1997), mistrovství Evropy v atletice 1978 a dvě halová atletická mistrovství Evropy (1967, 2015), mistrovství světa v klasickém lyžování (1925, 2009), mistrovství světa v biatlonu 2013 a 2024, dvě zimní univerziády (1964, 1978), mistrovství světa v krasobruslení (1908, 1962, 1993), mistrovství Evropy v krasobruslení (1928, 1934, 1937, 1948, 1988, 1999, 2017), mistrovství světa ve florbale mužů (1998, 2008, 2018) a žen (2013), v letech 1969 a 1981 se na brněnském velodromu konalo mistrovství světa v dráhové cyklistice.
Nejpopulárnější všesportovní anketou je Sportovec roku, významnými oborovými anketami jsou Fotbalista roku, Zlatá hokejka, Atlet roku či Zlatý kanár.

## Sportoviště

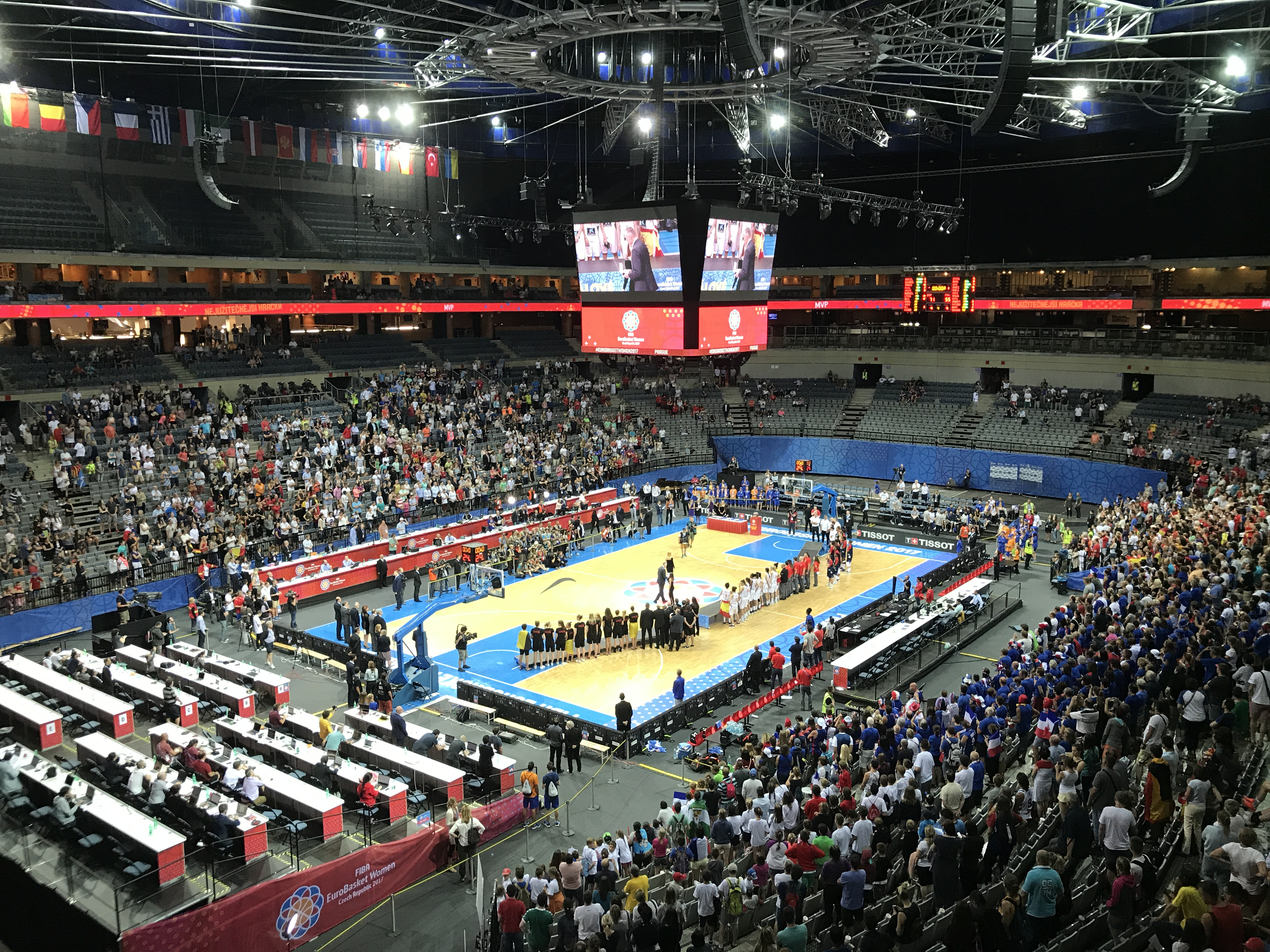
O2 Arena v Praze - Mistrovství Evropy v basketbale žen 2017

K nejmodernějším sportovištím patří fotbalové stánky Eden a Letná v Praze, Malšovická arena v Hradci Králové, stadion ve Štruncových sadech v Plzni, Stadion Na Stínadlech v Teplicích, Andrův stadion v Olomouci, víceúčelové haly O2 Arena v Praze, Werk Arena v Třinci, KV Arena v Karlových Varech, Home Credit Arena v Liberci nebo víceúčelový Městský stadion v Ostravě-Vítkovicích. Na Masarykově okruhu v Brně se jezdí velká cena silničních motocyklů. Mezinárodní akce ve vodních sportech se konají na Veslařském kanálu v Račicích a v Trojském slalomovém kanálu. Světový pohár v biatlonu se jezdí ve Vysočina Areně v Novém Městě na Moravě, koná se tam i závod světového poháru horských kol.
K zaniklým, opuštěným, nevyužívaným či vyloženě zdevastovaným bývalým sportovištím patří Velký strahovský stadion, který býval uváděn jako největší sportovní stadion na světě, pražská Sportovní hala v Holešovicích, zimní stadión Štvanice, tenisový stadion na Štvanici, Stadion Evžena Rošického na Strahově, fotbalový stadion Bazaly v Ostravě, fotbalový stadion Za Lužánkami v Brně či můstky Čerťák v Harrachově. 